# Город как субъективность художника
Го́род как субъекти́вность худо́жника — крупный российский проект в формате современной livre d'artiste. Автор проекта — Алексей Парыгин.
В работе над реализацией издания Город как субъективность художника приняли участие тридцать пять известных художников из Санкт-Петербурга (24), Москвы (9), Нижнего Новгорода (1) и Казани (1): Владимир Качальский, Валерий Мишин, Александр Борков, Валерий Корчагин, Виктор Ремишевский, Алексей Парыгин, Виктор Лукин, Марина Спивак, Михаил Погарский, Игорь Иванов, Григорий Кацнельсон, Леонид Тишков, Андрей Корольчук, Гафур Мендагалиев, Кира Матиссен, Пётр Перевезенцев, Элла Цыплякова, Ян Антонышев, Михаил Молочников, Дмитрий Каварга, Игорь Баскин, Борис Забирохин, Евгений Стрелков, Анатолий Васильев, Василий Власов, Александр Позин, Вячеслав Шилов, Надежда Анфалова, Екатерина Посецельская, Андрей Чежин, Игорь Ганзенко, Юрий Штапаков, Александр Артамонов, Анастасия Зыкина, Вася Хорст.

## О проекте Город
Осуществление основной части проекта — создание книги — стало возможным благодаря финансовой поддержке и участию издателя Тимофея Маркова, взявшего на себя большинство технических расходов по производству и продвижению проекта.
Запланированная масштабность издания и техническая многоаспектность задач сделали неизбежным привлечение внешнего финансирования. Часть работ была осуществлена при участии Майи Авеличевой и московского фонда поддержки искусств AVC Charity Foundation. Финансовую помощь в издании каталога проекта оказал Денис Иванов и ряд организаций.
В 2022 году Алексей Парыгин, как автор проекта, был номинирован СПбСХ на Премию Правительства Санкт-Петербурга в области литературы и искусства (СПб., 2022); издание — лауреат профессионального конкурса «Образ книги» (М., 2023)

### Общее описание

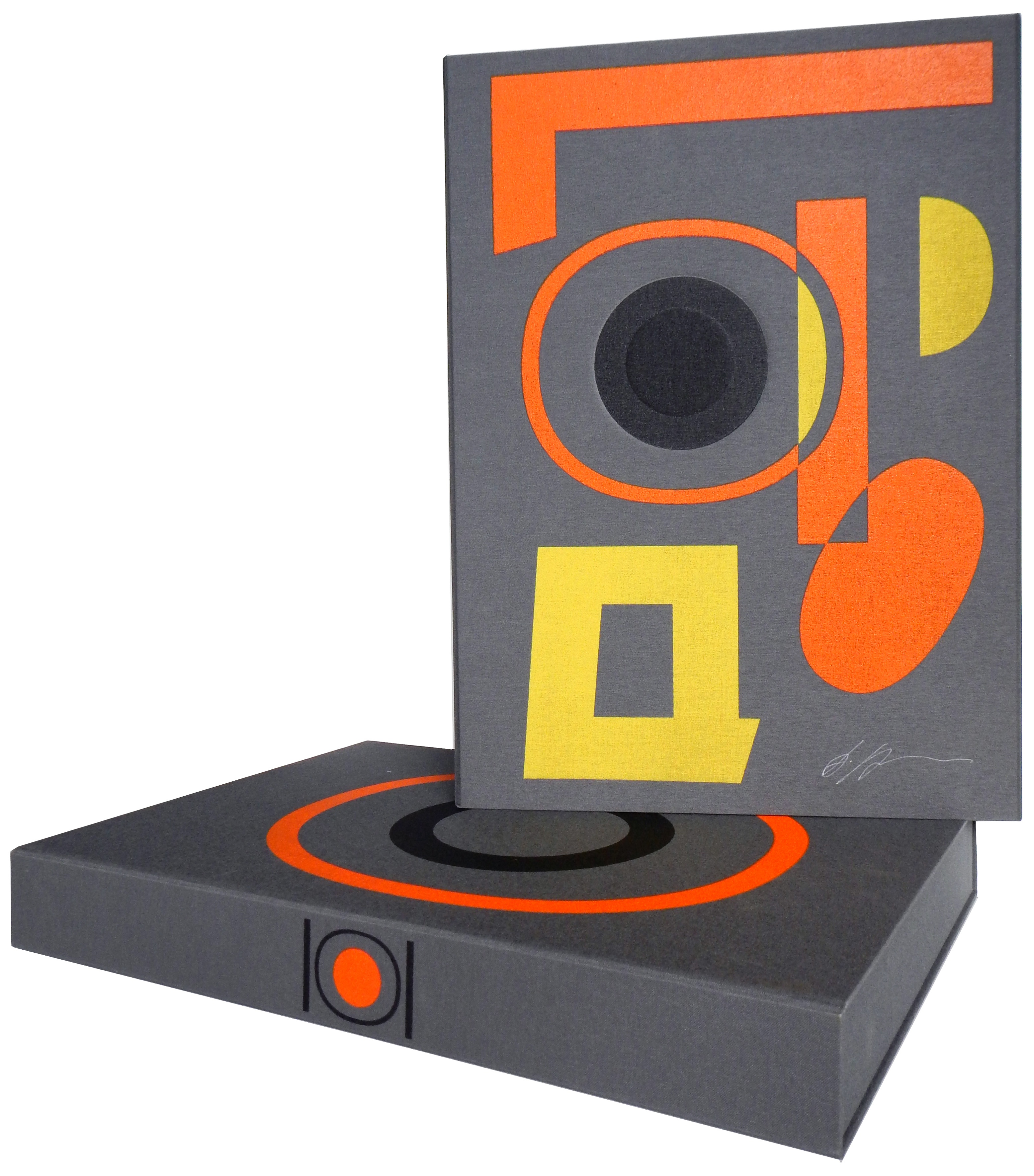
Два футляра издания. 2020

Каждый из приглашенных тридцати пяти художников сделал по одному тиражному листу со своей композицией и написал к ней короткий авторский текст. В процессе работы использовались различные печатные графические техники: офорт, литография, шелкография, трафарет, ручной набор, линогравюра, гравюра на фанере, ручная фотопечать и др. Большинство страниц в издании осмысленно вариативны по использованной бумаге (до семи типов на тираж одной композиции) и цветовой структуре, что являлось программной установкой куратора. Значительная часть композиций выполнена с ручной доработкой, так что каждый лист в тираже отличается один от другого (подкраска аэрозольной краской, цв. карандашами, акварелью, акрилом). Без изменений по цветовой структуре и бумаге исполнены тиражи незначительного числа композиций. По этой причине, все боксы нюансировано различаются характером содержимого материала.

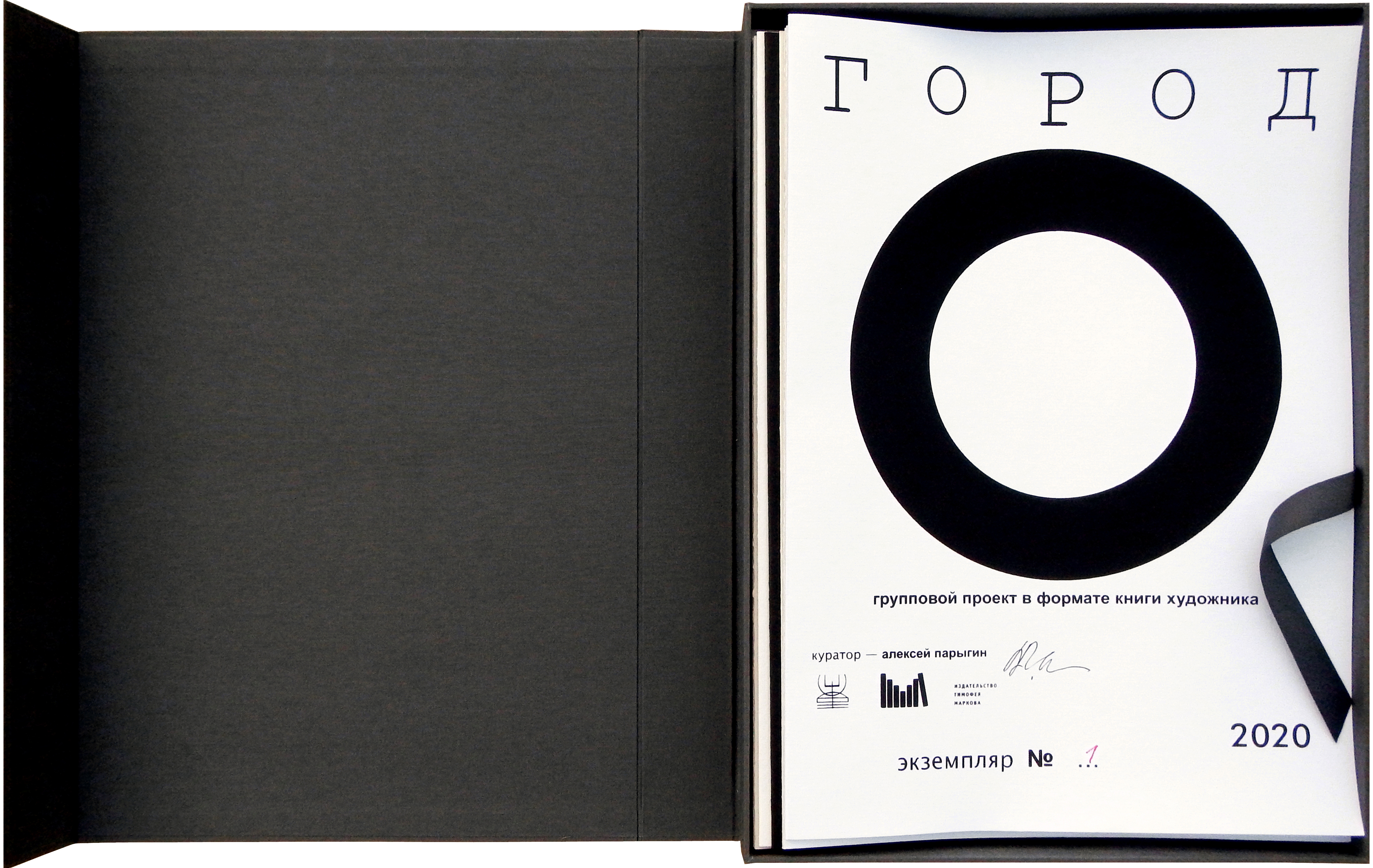
Город как субъективность художника. Экз № 1, из коллекции Научной библиотеки ГЭ. Футляр (с открытым клапаном) и титульным листом, 2020

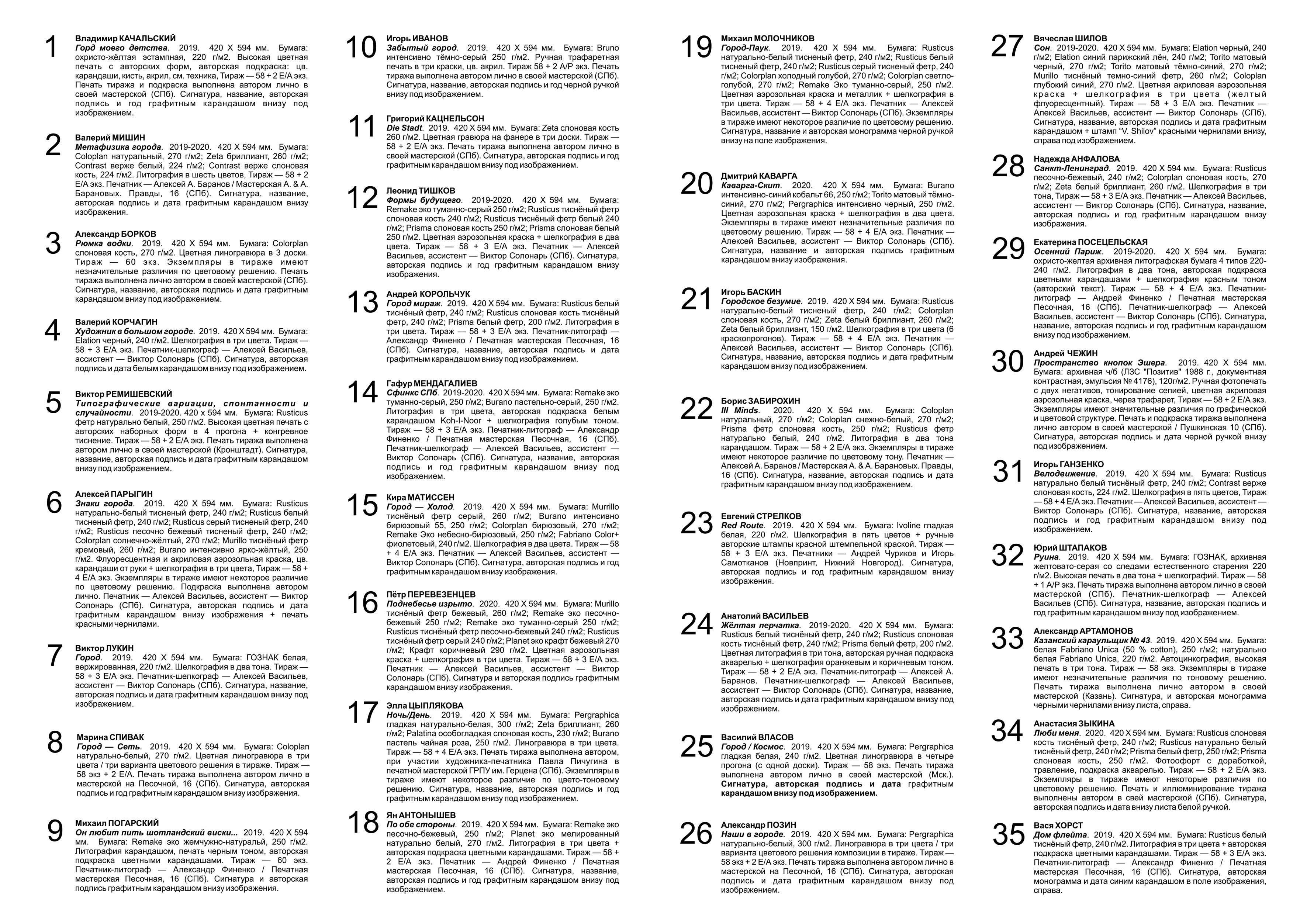
Город как субъективность художника. Разворот листа с перечнем участников и атрибуцией работ, 2020

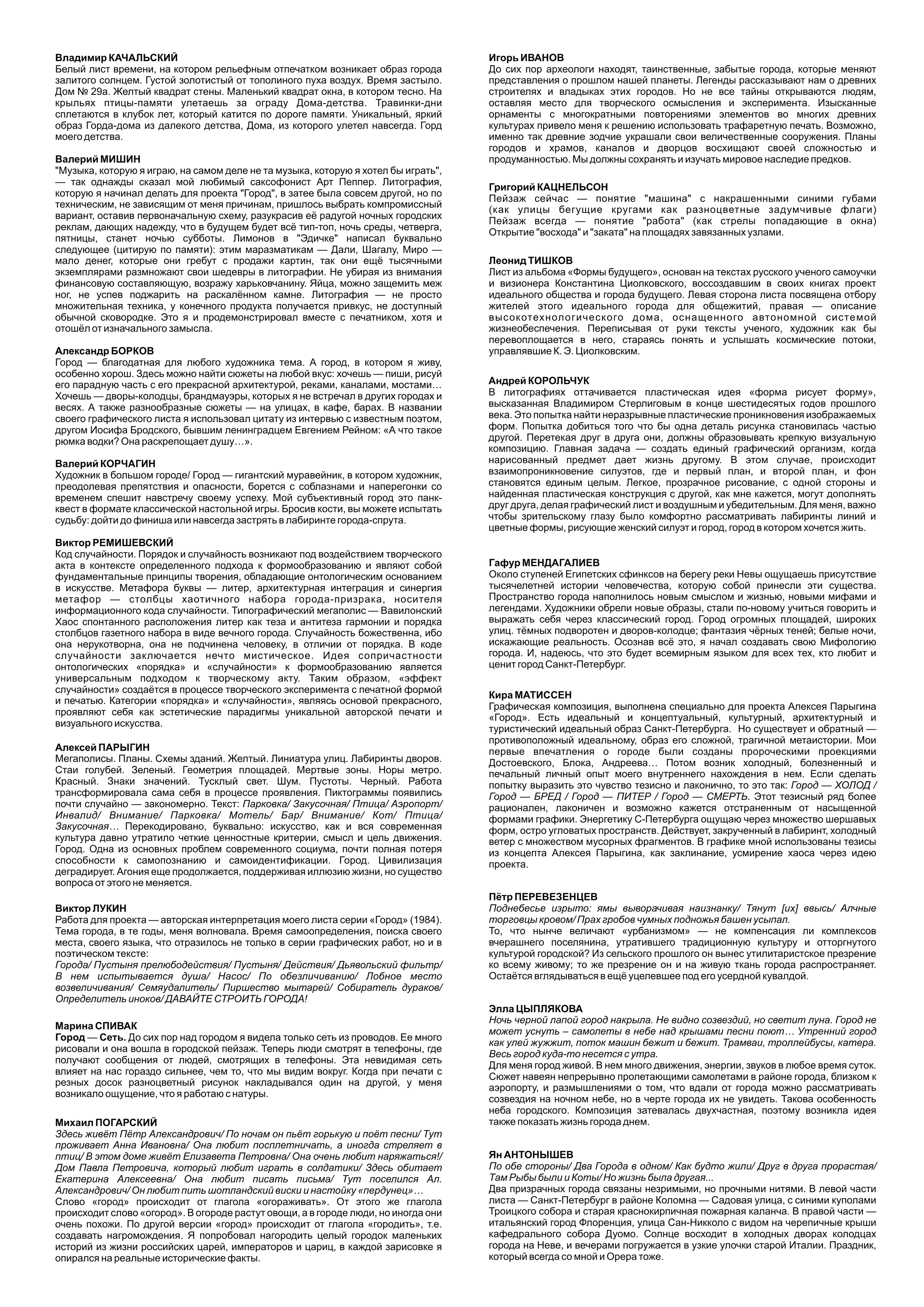
Город как субъективность художника. Лист с высказываниями художников, 2020

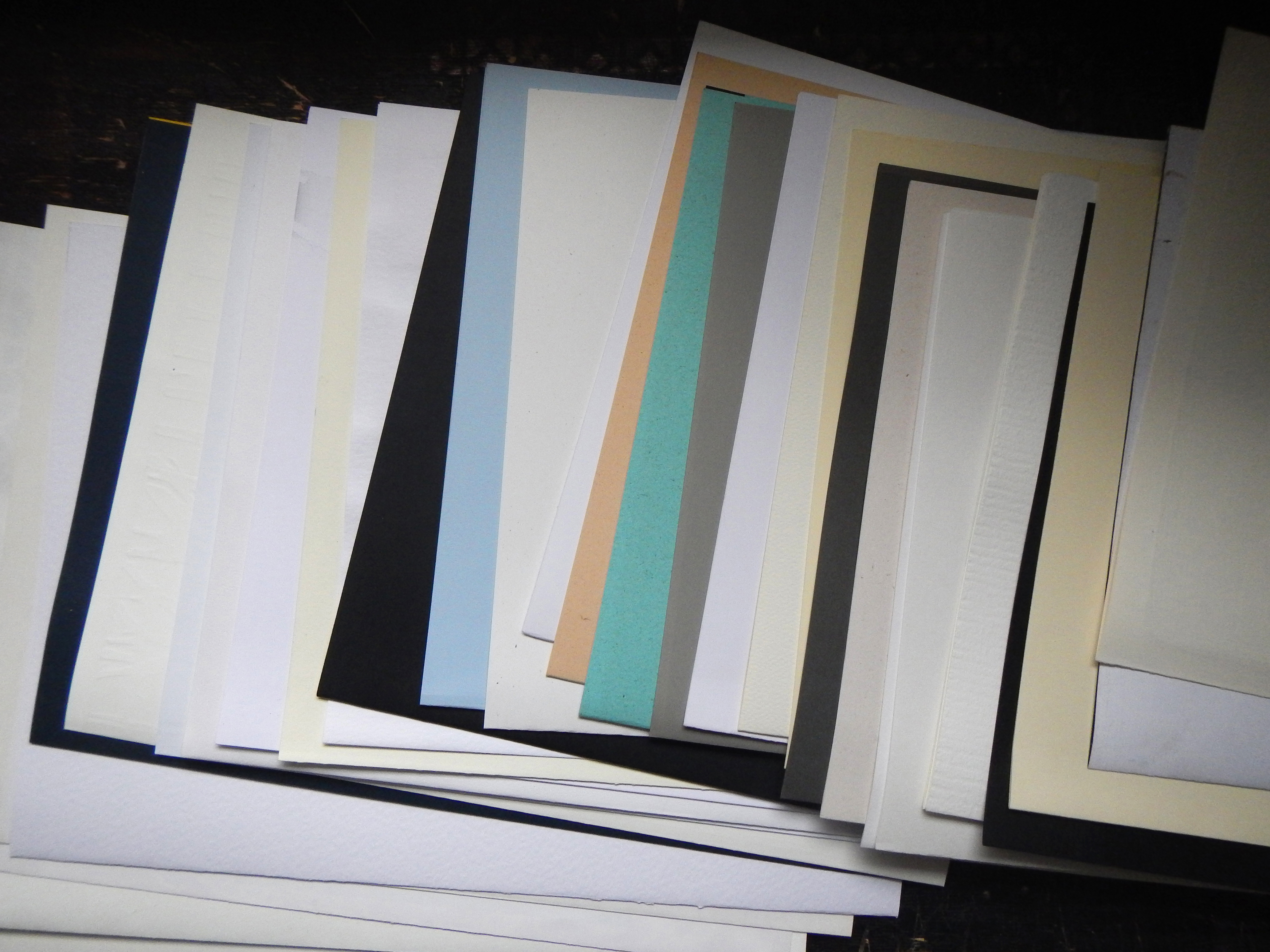
Город как субъективность художника. Бумага (сложенные листы с графикой) экз. № 58

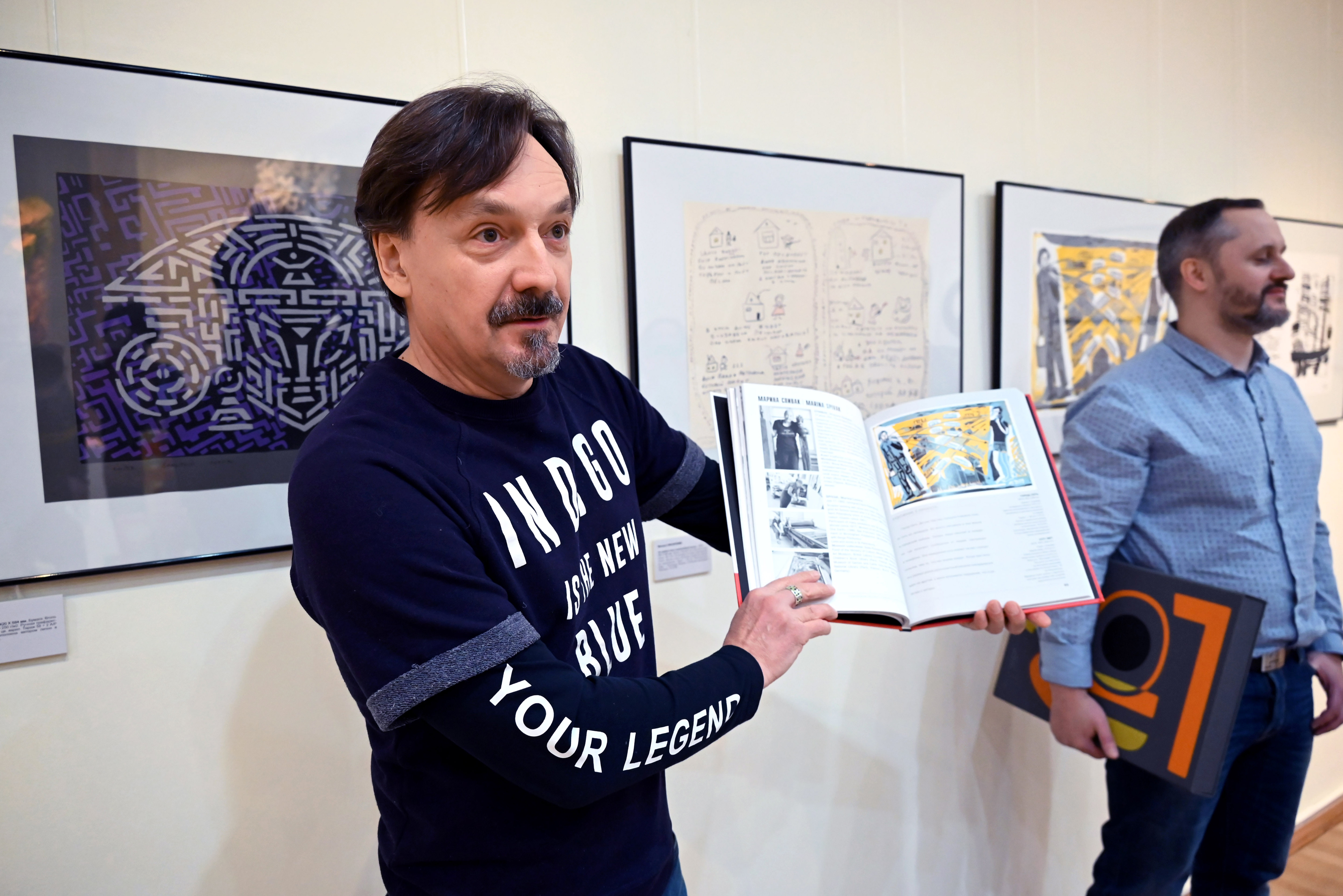
А. Парыгин и Т. Марков на презентации каталога проекта. СПб. 19.01.2021

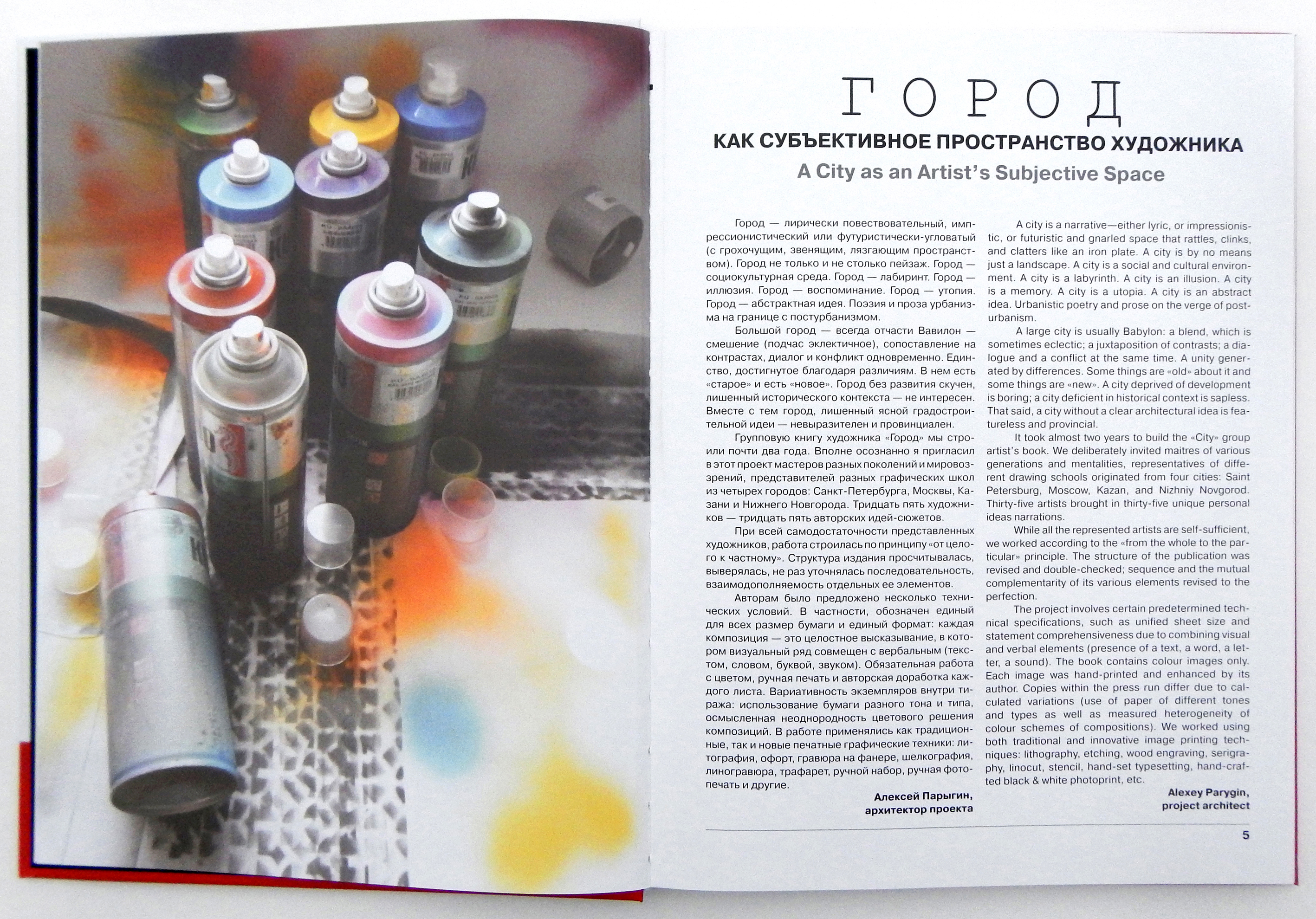
Город как субъективность художника. Разворот каталога с предисловием куратора

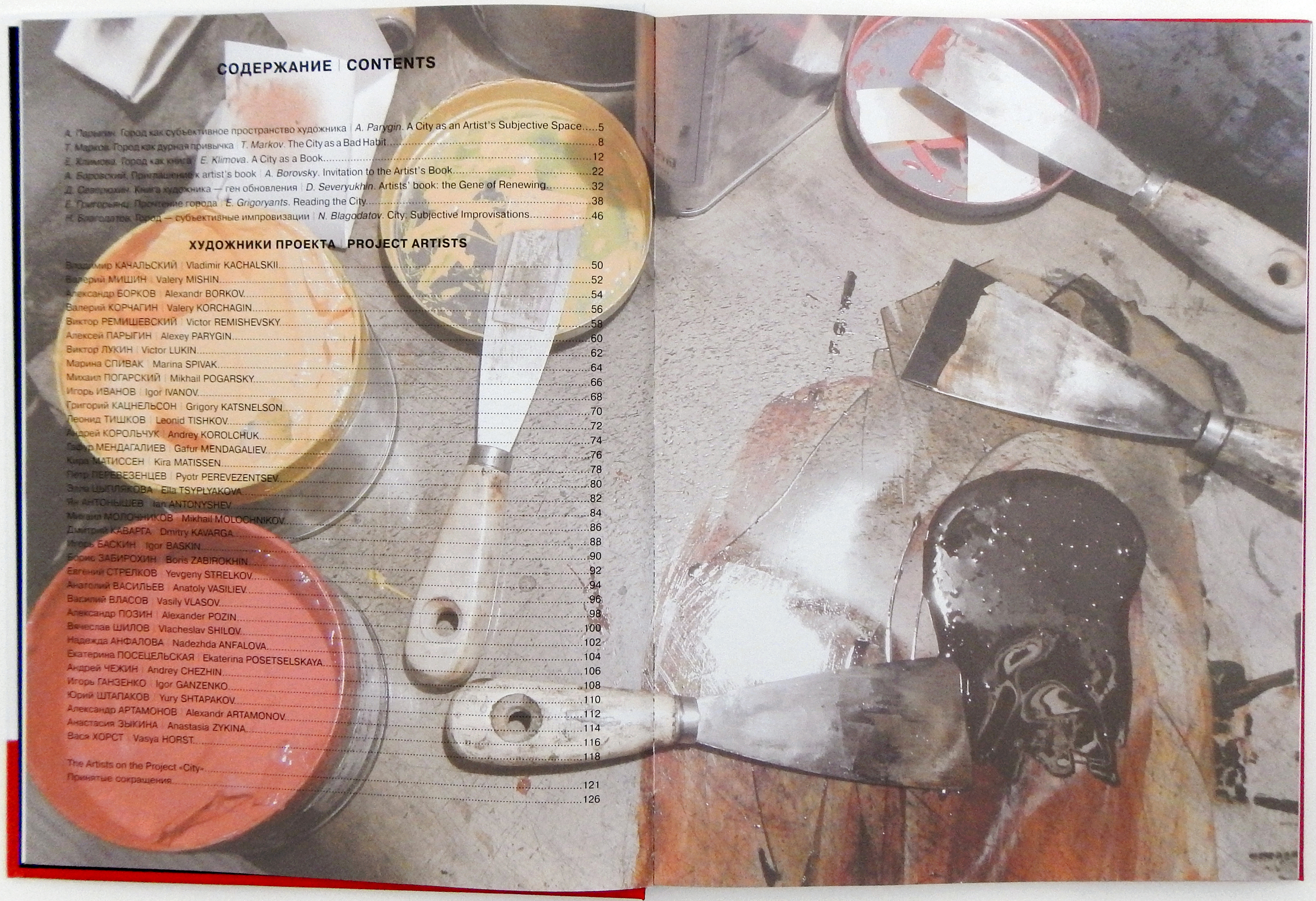
Город как субъективность художника. Разворот каталога с оглавлением

Тираж издания составил — 58 нумерованных и подписанных куратором и издателем экземпляров.
Футляр издания (с широким темно-серым ляссе) выполнен из плотного картона, обтянутого тёмно-серой тканью (ручная сборка). Три его плоскости имеют условные цветные изображения, выполненные в три краски (жёлтой, оранжевой, черной) методом ручной рельефной шелкографии; + холодное тиснение (окружность) на лицевой плоскости — клапане. Работы по изготовлению тиража футляров выполнены на профильном производстве в Москве. Весь цикл работ занял несколько месяцев (весна 2020).
Размеры футляра в сложенном виде — 450 × 330 × 60 мм. Вес всего издания — 3310 грамм.
Формат всех композиций на бумаге — 420 × 594 (± 1-3) мм (биговка посередине).
Кроме 35 авторских графических листов (каждый из которых пронумерован, подписан и датирован художниками вручную карандашом), издание содержит заглавный лист с титулом (420 × 594 мм), колофон с выходными данными издания, перечнем художников и детальной атрибуцией работ, отпечатанный в один цвет (черный) методом ручной шелкографии; и вкладной лист с личными высказываниями художников о проекте (420 × 297 мм, ч/б двухсторонняя цифровая печать).

### Характерные особенности
ГОРОД как субъективность художника, с одной стороны, продолжает линию современных групповых livre d'artiste в России: ИЛИ@ЗДА, Мск. 2019 (кураторы — Василий Власов и Михаил Погарский); Жёлтый звук, (к 85-летию Альфреда Шнитке) Мск. 2019 (кураторы — Василий Власов и Михаил Погарский); Русский Букварь, Мск. 2018 (кураторы — Виктор Лукин и Михаил Погарский); Странник Гумилёв, Мск. 2016 (кураторы — Василий Власов и Михаил Погарский); ПтиЦЫ и ЦЫфры, (130-летию Велимира Хлебникова) СПб.. 2015 (куратор — Михаил Карасик).
С другой стороны, "Город" обладает целым рядом уникальных для книги художника качеств и характеристик. Начиная с того, что это самый крупный, по количеству (35) участвовавших художников, проект такого рода. Все композиции для него делались в цвете, от 2 (Виктор Лукин) до 20 (Владимир Качальский) краскопрогонов.
По словам куратора, к участию в проекте были приглашены художники (живописцы, скульпторы, медиахудожники, графики) со сложившимся творческим почерком, но имеющие различный опыт работы в области печатной графики и книги, конкретно, книги художника. Всего предварительные переговоры о возможном участии в проекте прошли примерно с семьюдесятью художниками. Мастера разных поколений и школ; носители разных взглядов, подчас диаметрально противоположных, на ценностные критерии и задачи искусства. При этом, ряд авторов уже с готовыми тиражами композиций (Николай Цветков, Игорь Улангин), по разным причинам, не вошли в окончательный список.
Из предисловия куратора к каталогу проекта:
Город — лирически повествовательный, импрессионистический или футуристически-угловатый (с грохочущим, звенящим, лязгающим пространством). Город не только и не столько пейзаж. Город — социокультурная среда. Город — лабиринт. Город — иллюзия. Город — воспоминание. Город — утопия. Город — абстрактная идея. Поэзия и проза урбанизма на границе с постурбанизмом.

Большой город — всегда отчасти Вавилон — смешение (подчас эклектичное), сопоставление на контрастах, диалог и конфликт одновременно. Единство, достигнутое благодаря различиям. В нем есть «старое» и есть «новое». Город без развития скучен, лишенный исторического контекста — не интересен. Вместе с тем город, лишенный ясной градостроительной идеи — невыразителен и провинциален…
В числе художников имеющих значительный опыт работы в книге художника можно назвать следующие имена: Василий Власов, Михаил Погарский, Валерий Корчагин, Леонид Тишков, Виктор Лукин, Кира Матиссен, Пётр Перевезенцев, Михаил Молочников (Москва); Виктор Ремишевский, Григорий Кацнельсон, Алексей Парыгин, Юрий Штапаков (СПб.); Евгений Стрелков (Нижний Новгород). Работая над тиражами своих композиций, впервые обратились к печатной графике: Игорь Баскин, Александр Позин, Игорь Иванов, Гафур Мендагалиев, Вячеслав Шилов, Вася Хорст (СПб.); Дмитрий Каварга (Москва). Большинство мастеров, имея многолетний и разносторонний эстампный опыт, не часто или впервые участвовало в групповых проектах подобного рода: Владимир Качальский, Валерий Мишин, Александр Борков, Марина Спивак, Андрей Корольчук, Элла Цыплякова, Ян Антонышев, Борис Забирохин, Анатолий Васильев, Надежда Анфалова, Екатерина Посецельская, Андрей Чежин, Игорь Ганзенко, Александр Артамонов, Анастасия Зыкина (СПб.).
Из статьи Екатерины Климовой к каталогу проекта:
Сам проект «Город» есть мини-проекция урбанистической структуры, которая образуется из случайного набора индивидуумов, но представляет собой нечто монолитное, где каждый человек — лишь составная часть этого целого. Подобная форма коллективного творчества, наверное, не имеет аналогов в сегодняшнем арт-процессе. Да и коллективным его можно назвать лишь условно — ведь каждый художник творит самостоятельно, не зная и не думая о том, что делают другие участники. Но в результате получается полифоническое произведение, где каждый голос гармонично дополняет другой. И в этом, конечно заслуга, автора проекта Алексея Парыгина, сумевшего собрать именно тех художников, чьи творения не просто уживутся вместе, но и поладят друг с другом, ведь теперь они навечно соединены в пространстве книжного объекта.

Вошедшие в проект «Город» произведения тридцати пяти художников выполнены в различных печатных техниках и представляют собой богатый спектр художественный решений. От фигуративного образа города, узнаваемого в абрисе домов, до почти абстрактных образов, навеянных городскими впечатлениями. Мегаполис предстает перед зрителем во всем мыслимых ипостасях — романтичным и любимым городом детства, жестоким и безжалостным спрутом, серой удушливой паутиной, индустриальным монстром, оазисом прекрасной архитектуры, свидетелем и хранителем истории…
Из статьи Дмитрия Северюхина к каталогу проекта:
Формулировка темы «Город» подразумевает отнюдь не банальный городской пейзаж как таковой, но, скорее, образ города, живущий в чувственном сознании и в подсознании каждого художника. В этой книге художника визуальный подход тесно соседствует и переплетается с виртуальным рядом. Воля художника здесь свободна: нарочитая фотографичность или «импрессионизм» может сочетаться с абстракцией, гротеском, шрифтовыми импровизациями — текстами, соотносимыми с уличными вывесками и настенными граффити. Избранный большой формат 42 × 60 см и отсутствие сшивки позволяют экспонировать листы в станковой ипостаси, причём они могут заполнить целый зал. В этом видится историческая перекличка с практикой французских художников (Анри Матисс, Андрей Ланской и др.), чьи гуаши и коллажи изначально предназначались для сопровождения литературных текстов, но в дальнейшем бытовали в станковом формате…
Еще один вопрос — вопрос соотношения слова и изображения не случайный для изданий в жанре livre d'artiste решается каждый раз по разному, в зависимости от установок и цели проекта. В кураторской аннотации, уточняющей основные рабочие вопросы, в числе условий участия в данном проекте было отдельно оговорено обязательное введение в поле изображения (на пол листа) или в пробельные зоны, небольшого авторского текста по обозначенной теме, текстовых или шрифтовых элементов, слов и литер.  При этом, весь визуальный раздел Города (в качестве вложения) предваряет отдельный лист с текстами тридцати пяти авторов-художников. В данном случае речь идет исключительно о текстах специально написанных самими участниками портфолио для сопровождения, поддержки и дополнения собственной изобразительной части. Литературное заимствование полностью исключалось.
Из статьи Александра Боровского к каталогу проекта:
Интересен вопрос о соотношении текста и книги художника как материальной данности. Со времен Воллара некоторые художники предпочитают работать с чужими литературными произведениями. Сюрреалисты, дадаисты и футуристы часто сами писали тексты для таких проектов. Но со времен, пожалуй, поп-арта литературная начинка стала менее существенна.

Возникшая при этом разновидность книги художника все же артикулирует собственную текстуальность, чаще всего не связанную с функциями интерпретации «чужого» текста. Она говорит объемом, весом, материалами, конструкцией-макетом, полемикой с «памятью жанра», то есть с традиционной книгой. Artist’s book может отражать то, что она как художественное издание была когда-то носителем чужого текста, а может и напрочь этого не помнить. При этом она всегда воплощает в себе идеи того направления современного искусства, к которому принадлежит художник. Но в первую очередь она — отражение личности автора. Его роль подчеркнута уникальностью каждого созданного им экземпляра. В artist’s book художника должно быть много, очень много. И, желательно, хорошего художника…
Отдельно о логотипе, как о ключевом элементе концепции проекта. Он фигурирует на титульном листе издания, на обложке каталога, на афишах выставок и на информационных листовках. Окружность, широким черным окоёмом охватывающая белую плоскость листа (на афише второй выставки белая окружность в чёрном). Минималистичный знак замкнутости, даже герметичности; вместе с тем, образ движения — катящегося колеса, который, в разных пластических и цветовых вариациях часто встречается в городской среде; несомненно, урбанистическая обыденность, наблюдаемая почти на каждом углу. С другой стороны, вместе с симметрично расположенными прямо под ним жирными чёрными литерами подзаголовка «групповой проект в формате книги художника» и прямоугольной однотонной плашкой, он вполне может ассоциироваться с валом и талером офортного станка в профиль. От банального до сакрального и обратно.
Город внутри. Тривиальность, смутно распознаваемая неопределенность, нескончаемая вариативность трактовок — это и есть «Город». Субъективное, личностно пережитое понимание среды обитания, условное, оторванное от парадно-туристической конкретики.

### Процесс создания

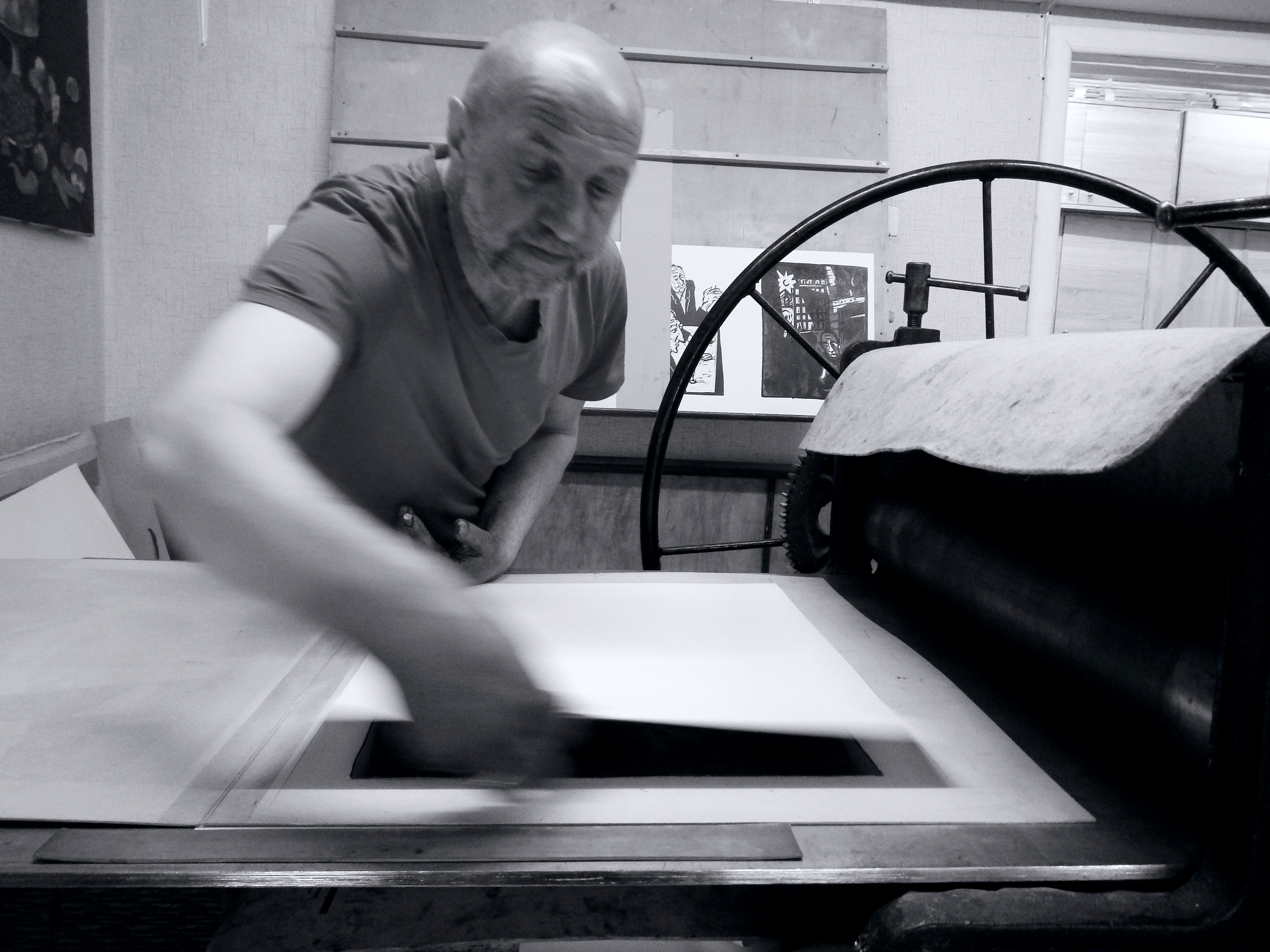
А. Борков. Печать линогравюры Рюмка водки. СПб. 2019
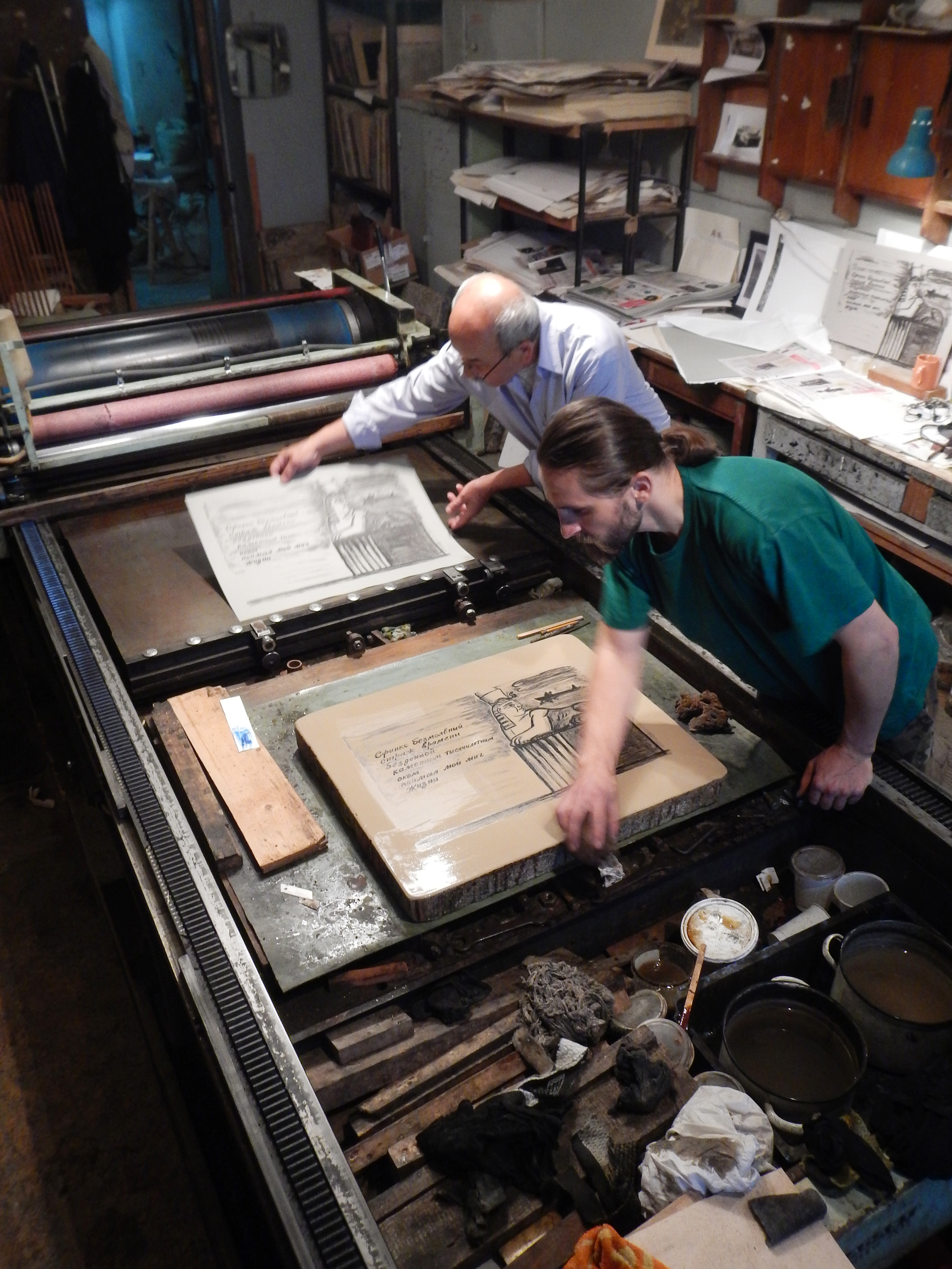
Литограф А. Финенко и Г. Мендагалиев. СПб. 2019
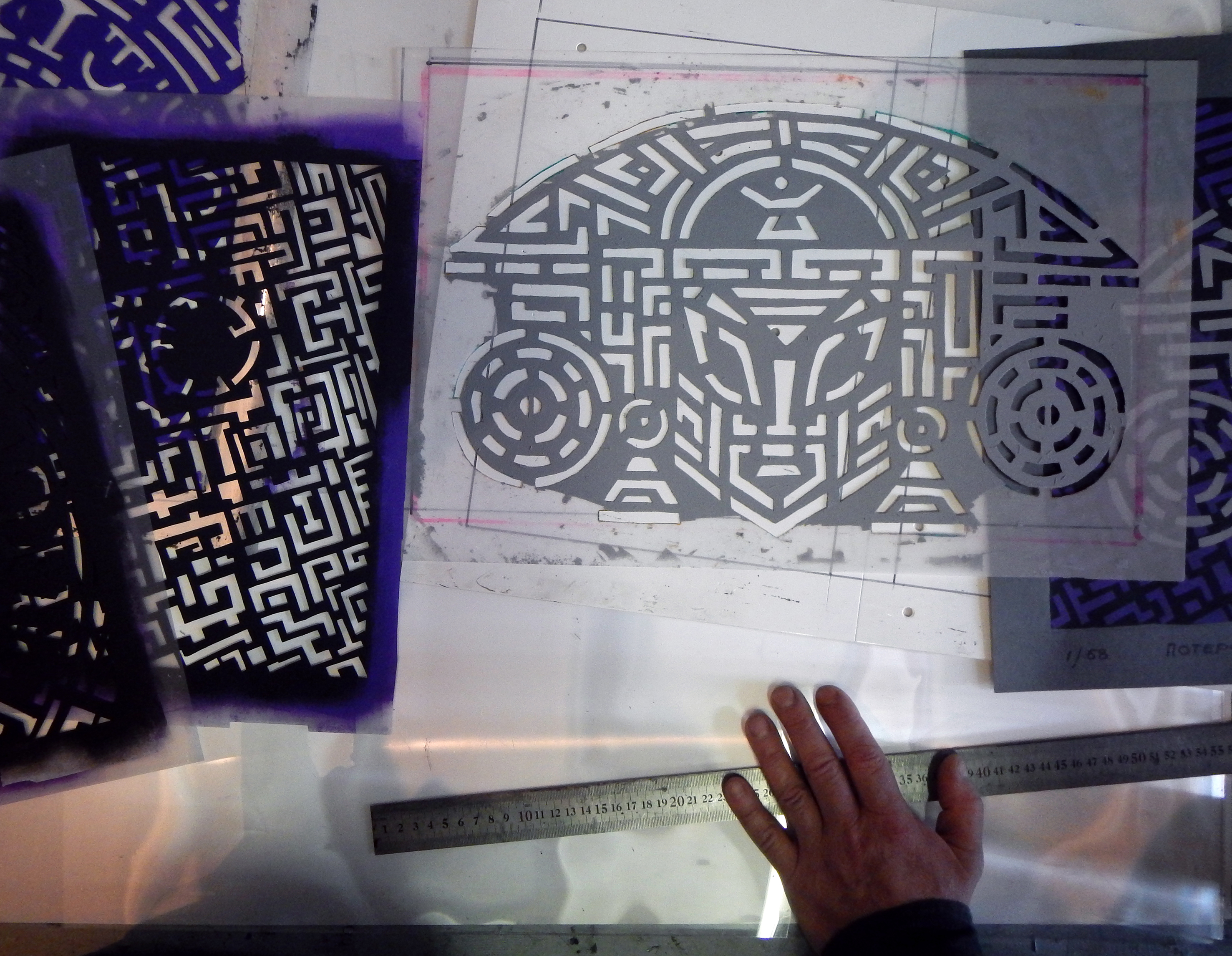
И. Иванов в процессе работы с трафаретами. СПб. 2019
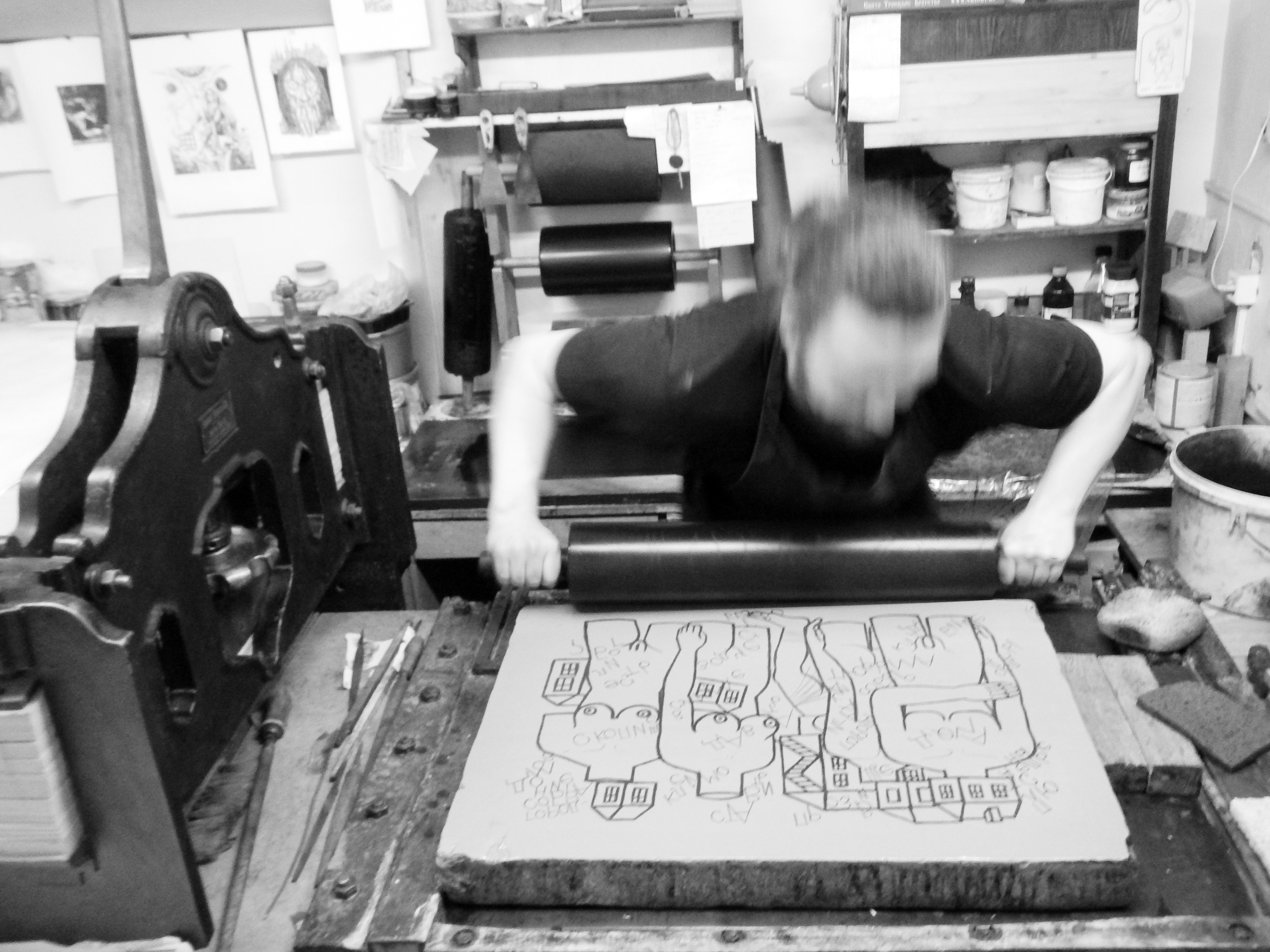
Печатник-литограф А.А. Баранов. Печать композиции Метафизика города В. Мишина. СПб. 2019
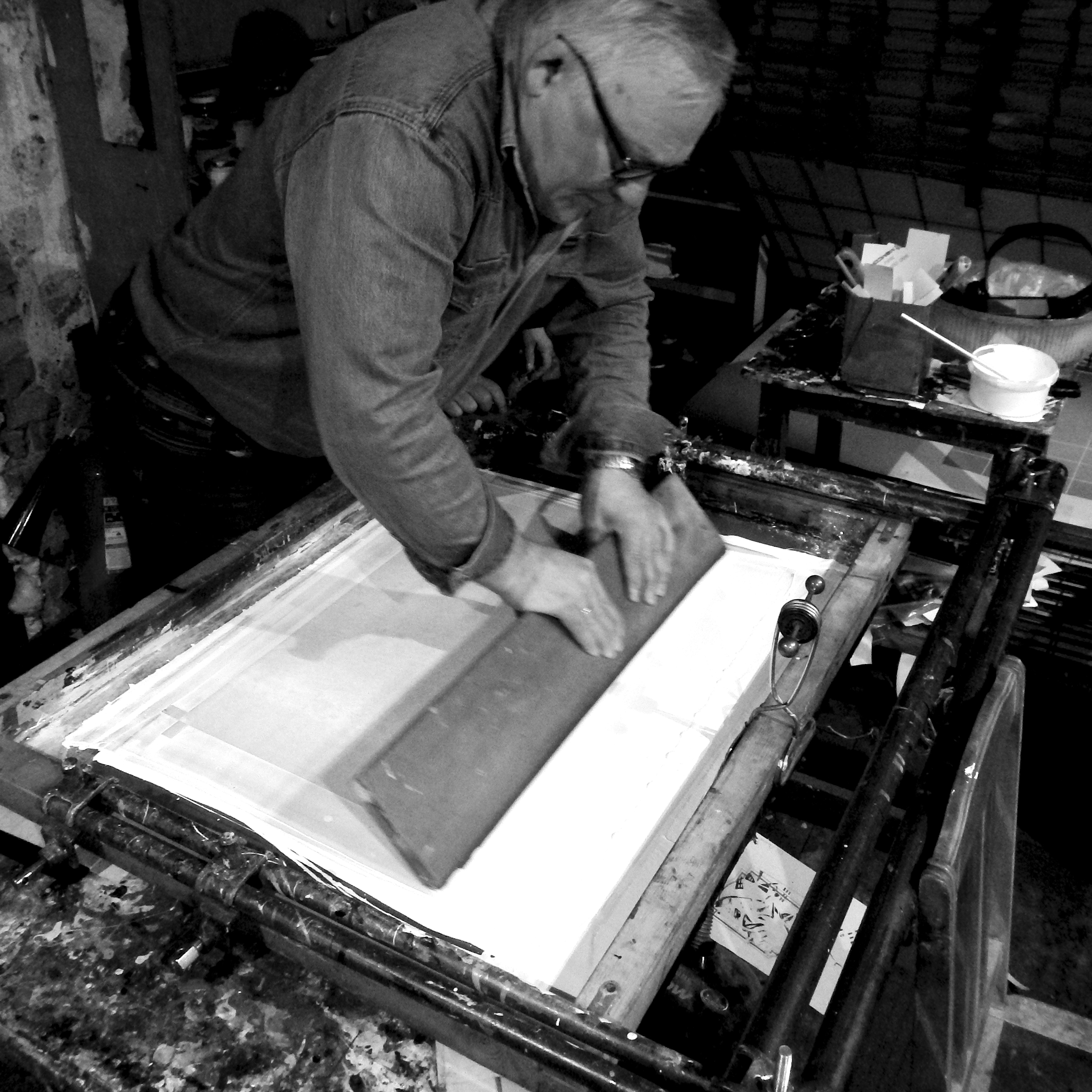
Печатник-шелкограф А. Васильев. Печать композиции Сон В. Шилова. СПб. 2020
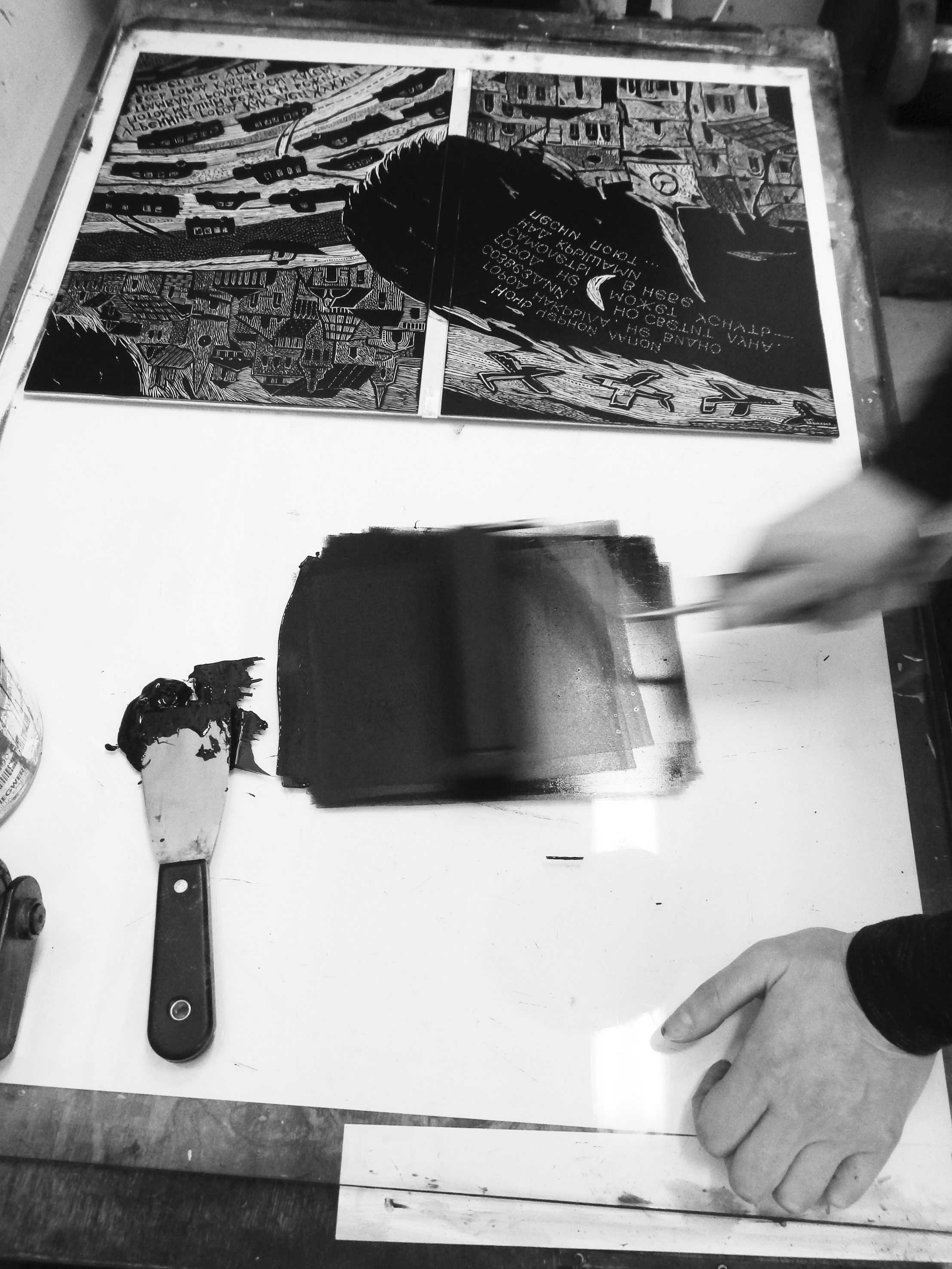
Э. Цыплякова. Печать композиции День / Ночь. СПб. 2019
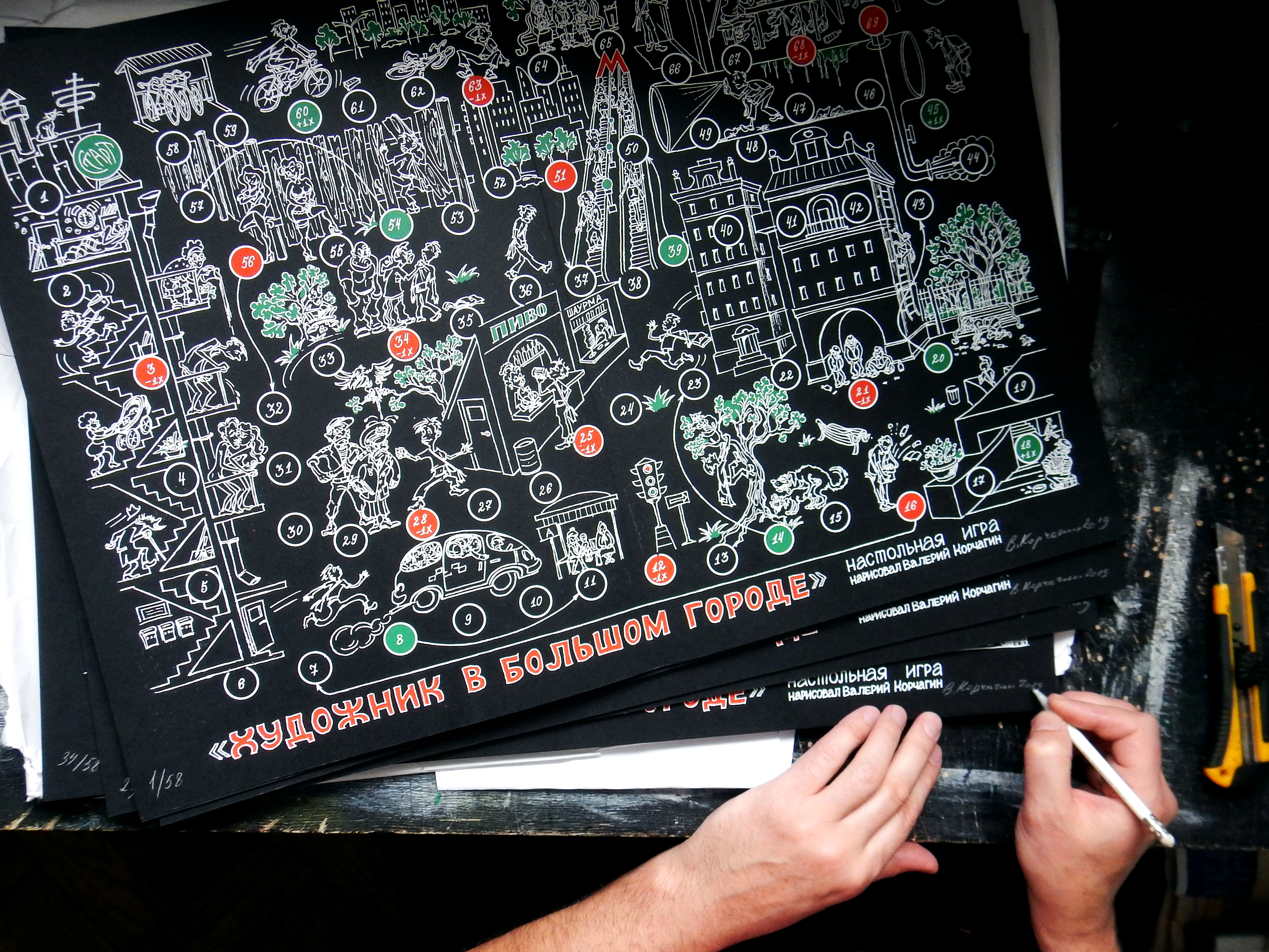
В. Корчагин подписывает тираж своей композиции Художник в большом городе. СПб. 2019

В процессе подготовки издания были задействованы две литографские мастерские в Санкт-Петербурге. Мастерская Печатной Графики Алексея Баранова на ул. Правды; в ней были отпечатаны листы Валерия Мишина, Бориса Забирохина и Анатолия Васильева. Мастерская в Доме художника на Песочной набережной 16 (зав. мастерской — Наталья Сердюкова); здесь, печатник-литограф Андрей Финенко, для печати проб использовал ручной станок XIX века Karl Krause Stone Lithographic Press (Leipzig), а для печати тиража — пробопечатный полуавтоматический станок Zetakont (1976 года выпуска). Рисовали художники на старых баварских литографских камнях. В этой мастерской были сделаны литографские композиции Михаила Погарского, Андрея Корольчука, Екатерины Посецельской, Яна Антонышева, Васи Хорста и Гафура Мендагалиева. Здесь же, на большом станке для высокой печати были отпечатаны цветные линогравюры Марины Спивак и Александра Позина, печатала пробные листы своей композиции Элла Цыплякова.
Ориентированная на сотрудничество с графиками шелкографская Санкт-Петербургская мастерская Алексея Василева (ассистент — Виктор Солонарь), при непосредственном участии авторов, выполнила печать тиража композиций Валерия Корчагина, Алексея Парыгина, Виктора Лукина, Леонида Тишкова, Киры Матиссен, Петра Перевезенцева, Михаила Молочникова, Дмитрия Каварги, Игоря Баскина, Вячеслава Шилова, Надежды Анфаловой, Игоря Ганзенко. При этом часть работ была сделана в комбинированной технике литографии и шелкографии: Гафур Мендагалиев, Анатолий Васильев, Екатерина Посецельская, Юрий Штапаков, Анастасия Зыкина.
Некоторые художники исполнили большую часть работ по тиражу своих композиций в собственных творческих мастерских. Андрей Чежин отпечатал свой лист Пространство Эшера методом ручной аналоговой фотопечати, с трафаретной подкраской аэрозольной краской, в своей студии на Пушкинской, 10 (СПб). Виктор Ремишевский, Александр Борков, Юрий Штапаков, Григорий Кацнельсон, Анастасия Зыкина и Игорь Иванов сделали основную часть работы по композиции в своих мастерских в Санкт-Петербурге. Александр Артамонов все работы по тиражу исполнил в Казани; Василий Власов полностью отпечатал тираж линогравюрных листов в своей мастерской в Москве; Евгений Стрелков предпочёл все работы по тиражу провести на базе шелкографской студии Новпринт в Нижнем Новгороде, печатники — Андрей Чуриков и Игорь Самотканов.
Все работы по формированию тиража боксов книги художника Город как субъективность художника были окончены во второй половине августа 2020 года. В итоге на создание пятидесяти восьми экземпляров ушло около двух лет (первую композицию начали печатать в январе 2019 в печатной мастерской на Песочной наб.).

Одним из первых художников, получивших свой авторский экземпляр, стал Леонид Тишков, оставивший по этому поводу следующий отзыв: 
...такое издание поднять, это да — респект куратору и издателю, и всей команде! Печать, переплет, инфо, колофон, всё очень достойно. Отличное оформление футляра, очень изысканно. И спасибо за приглашение в проект хороших художников, особенно тех, кто особо не на виду, но от этого они не хуже других. Есть в этой камерности современное звучание, свежесть какая-то, особенно в наше время, когда искусство возвращается к интимности. Вот стоит на полке эта книга, а в ней — огромная выставка, и она для тебя одного. Открываешь коробку — и "из комнаты в космос"!

### Местонахождение экземпляров

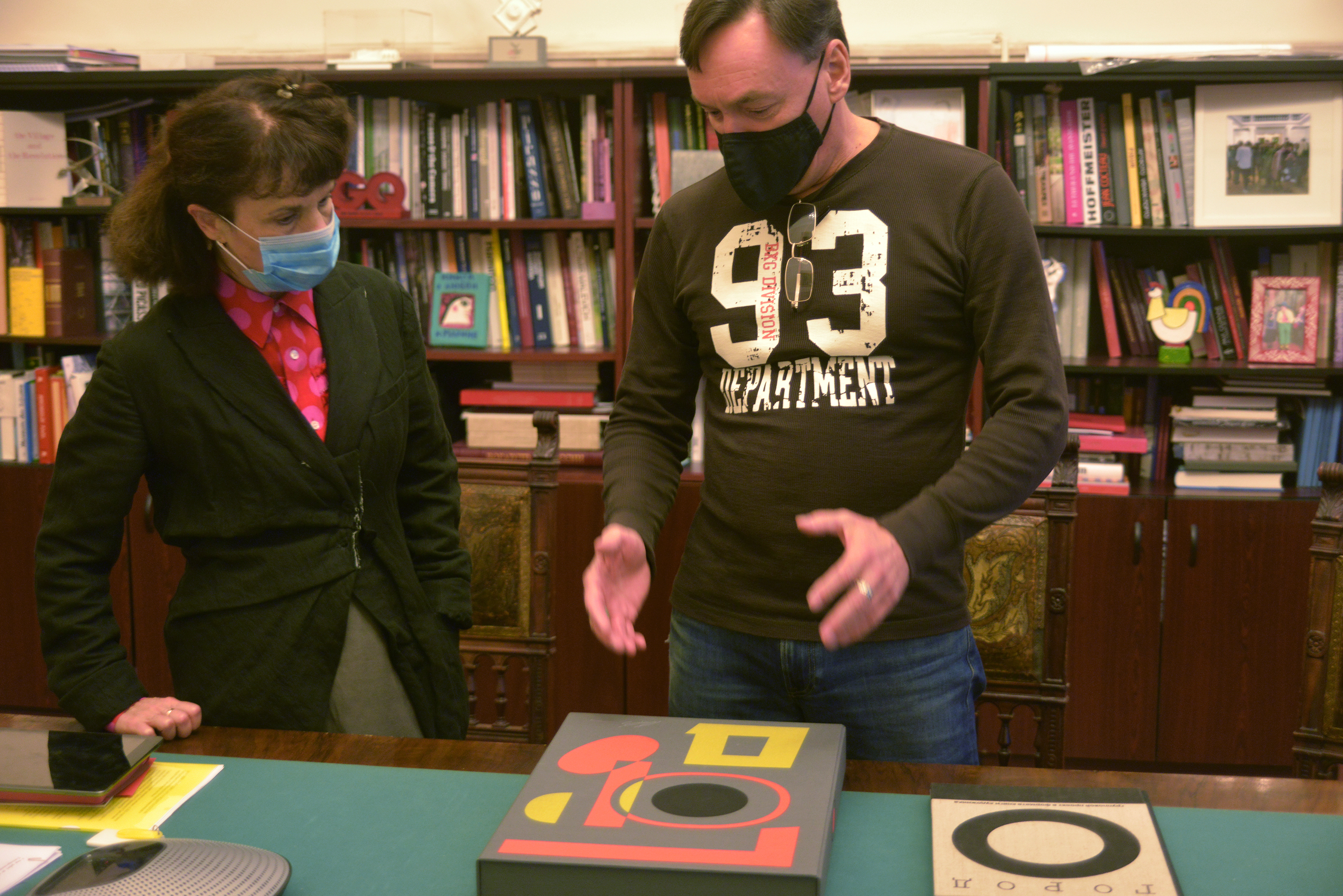
М. Лошак и А. Парыгин. Передача экз. бокса в коллекцию ГМИИ им. А. С. Пушкина., 5 октября 2021

Из общего тиража в 58 нумерованных экземпляров 35 экземпляров принадлежат, по условиям договора, авторам композиций — они именные (на титульном листе справа, от руки написано имя художника — первого владельца).
Отдельные (пробные) листы проекта «Город как субъективность художника» были проданы на аукционных торгах (2024) Северного аукционного дома, по цене от 6500 до 7500 ₽.
- Экземпляр № 1. В январе 2024 года экз. издания и каталог проекта переданы Алексеем Парыгиным в дар Научной библиотеке Эрмитажа (Сектор редких книг и рукописей)[26].
- Экземпляр № 5. В конце марта 2024 года приобретён в частную коллекцию книги художника (Лондон).
- Экземпляр № 7. В октябре 2023 года экз. издания приобрёл Музей современного искусства «Гараж» (Москва). Коллекция книги художника Библиотеки «Гаража»[27][28].
- Экземпляр № 8. 5 октября 2021 года экз. издания, вместе с лимитированным экз. каталога, был передан Алексеем Парыгиным в дар Государственному музею изобразительных искусств им. А. С. Пушкина в лице директора ГМИИ Марины Лошак.[29]
- Экземпляр № 18. 8 июля 2021 года экз. издания, вместе с лимитированным экз. каталога (№ 18), при посредничестве Екатерине Климовой, был передан в дар Государственному Русскому музею, и поступил в постоянную коллекцию отдела гравюры XVIII—ХХI вв. ГРМ[30][31].
- Экземпляр № 20. 6 декабря 2021 года экз. издания на Non/fiction 2021 передан издателем Тимофеем Марковым в коллекцию московского частного Музея «Книга художника», одному из его организаторов Валерию Корчагину, в обмен на экземпляр издания «Русский букварь» (2018).
- Экземпляр № 31. Именной экз. художницы Марины Спивак с 2022 года в частной коллекции Штефана Доулера (Швейцария).
- Экземпляр № 48. 27 ноября 2021 годя экз. издания выставлялся на одном из арт-аукционов РФ, но продан не был (Эстимейт: 350 000 ₽. + 17%)[32].
- Экземпляр № 49. В начале 2023 года именной экз. художника Гр. Кацнельсона приобрёл Музей ван Аббе (Эйндховен, Нидерланды). LS Collection. Russian and Soviet artists and journals of the 20th century[33].
- 26 августа 2021 года экземпляр издания «Город как субъективность художника», вместе с лимитированным экземпляром каталога, был передан в дар AVC Charity Foundation, (коллекция европейской КХ Андрея Чеглакова).
- 28 сентября 2021 года экземпляр издания «Город как субъективность художника», вместе с лимитированным экземпляром каталога, был передан в дар президенту фонда AVC Charity Foundation, (коллекция КХ Майи Авеличевой).
- Экземпляр № 54. В конце марта 2024 года именной экз. художника Гафура Мендагалиева, вместе с лимитированным экз. каталога (№ 62), был передан куратором проекта в дар ГТГ, в Научную библиотеку Третьяковской галереи.

## Композиции (выборочно)

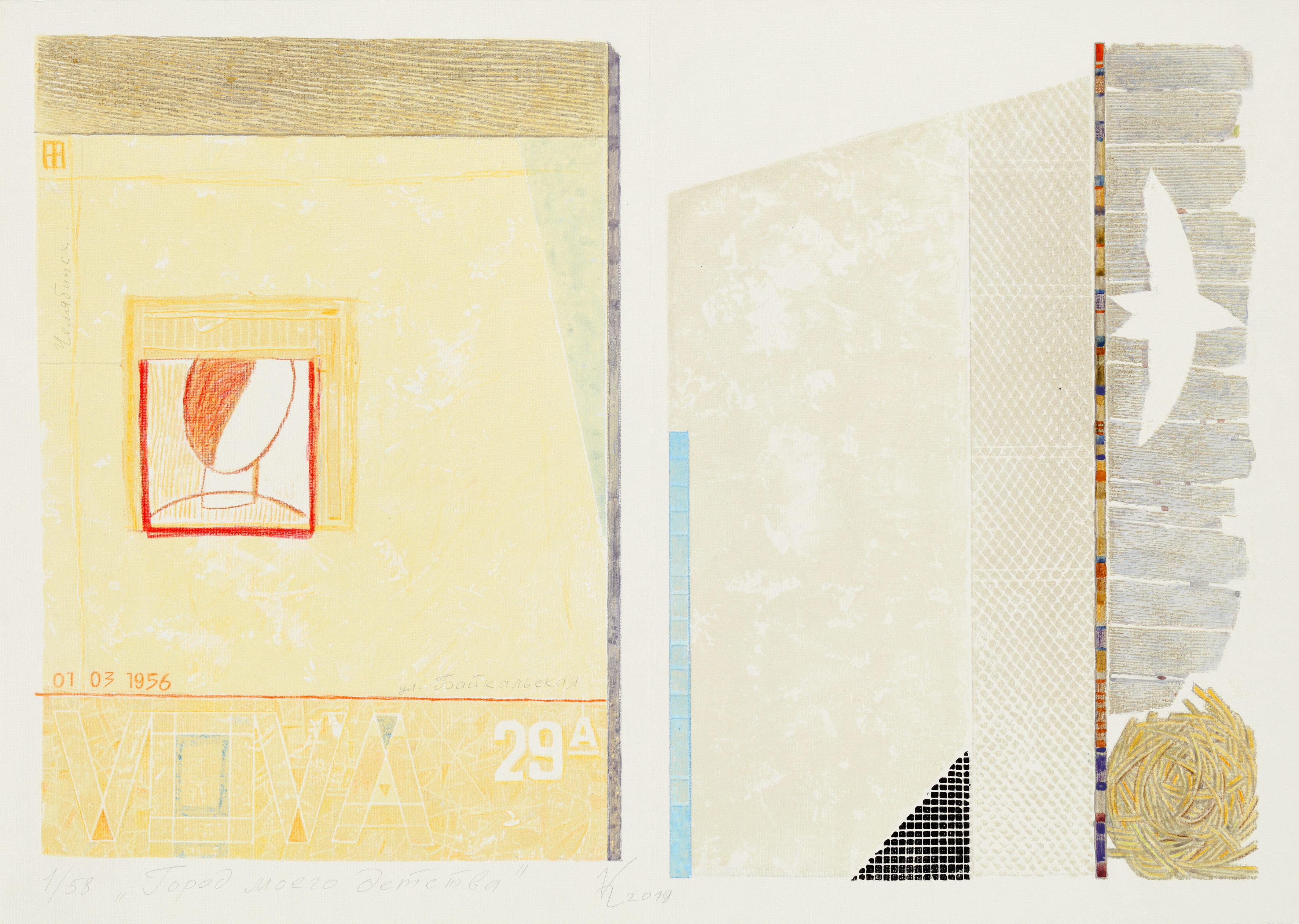
В. Качальский. Город моего детства. 2019, высокая печать, см. техника
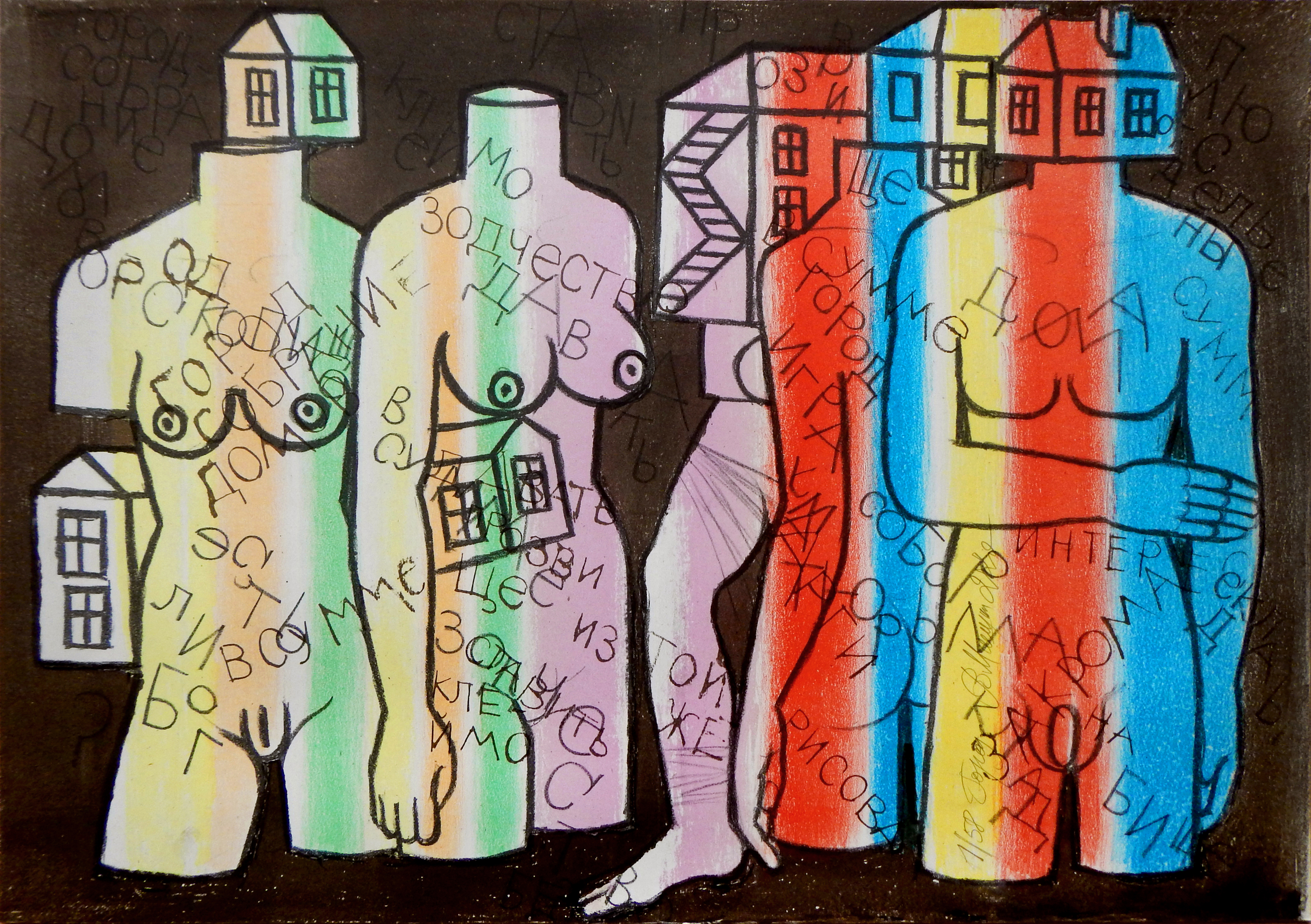
В. Мишин Метафизика города. 2020, литография
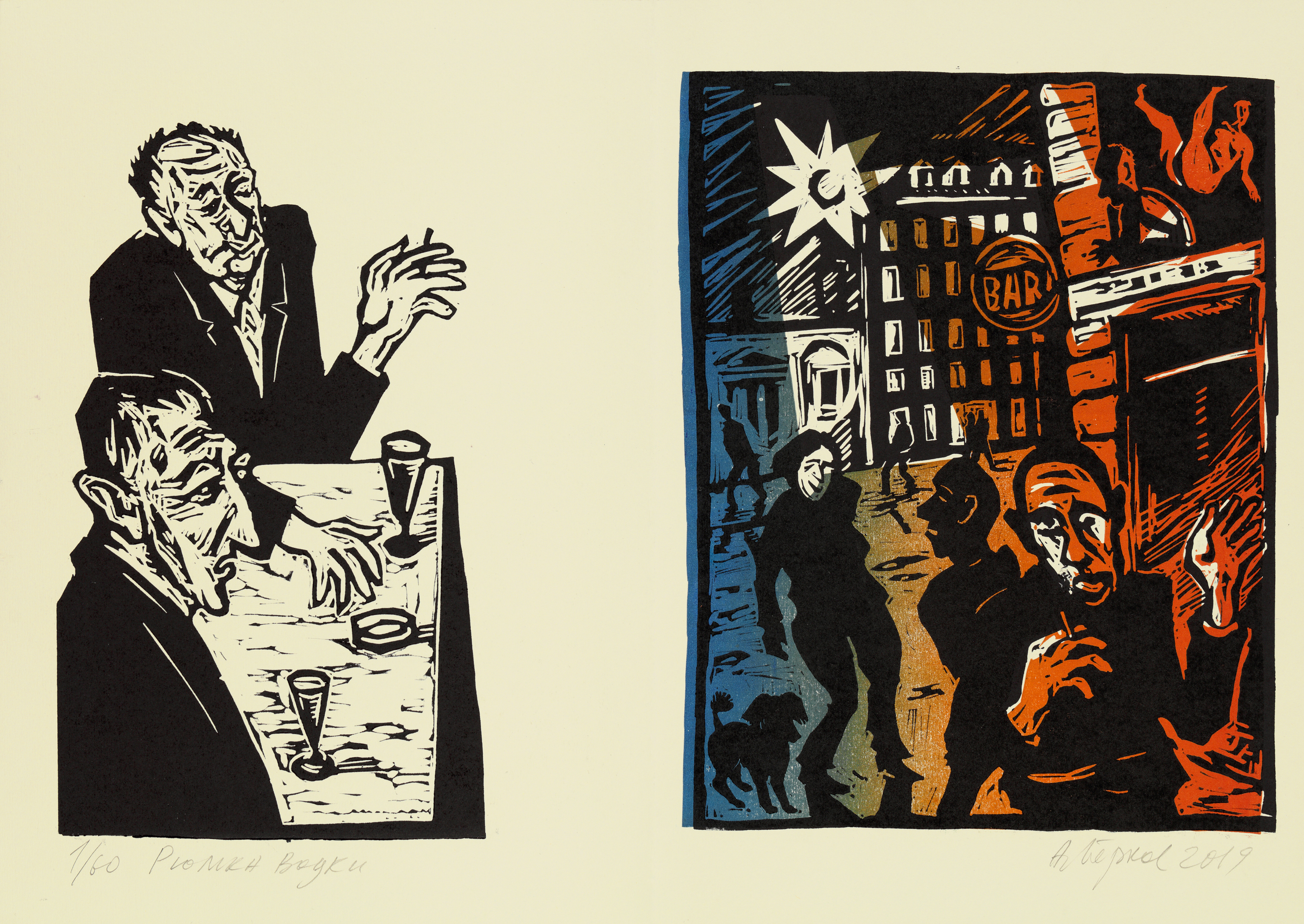
А. Борков Рюмка водки. 2019, линогравюра
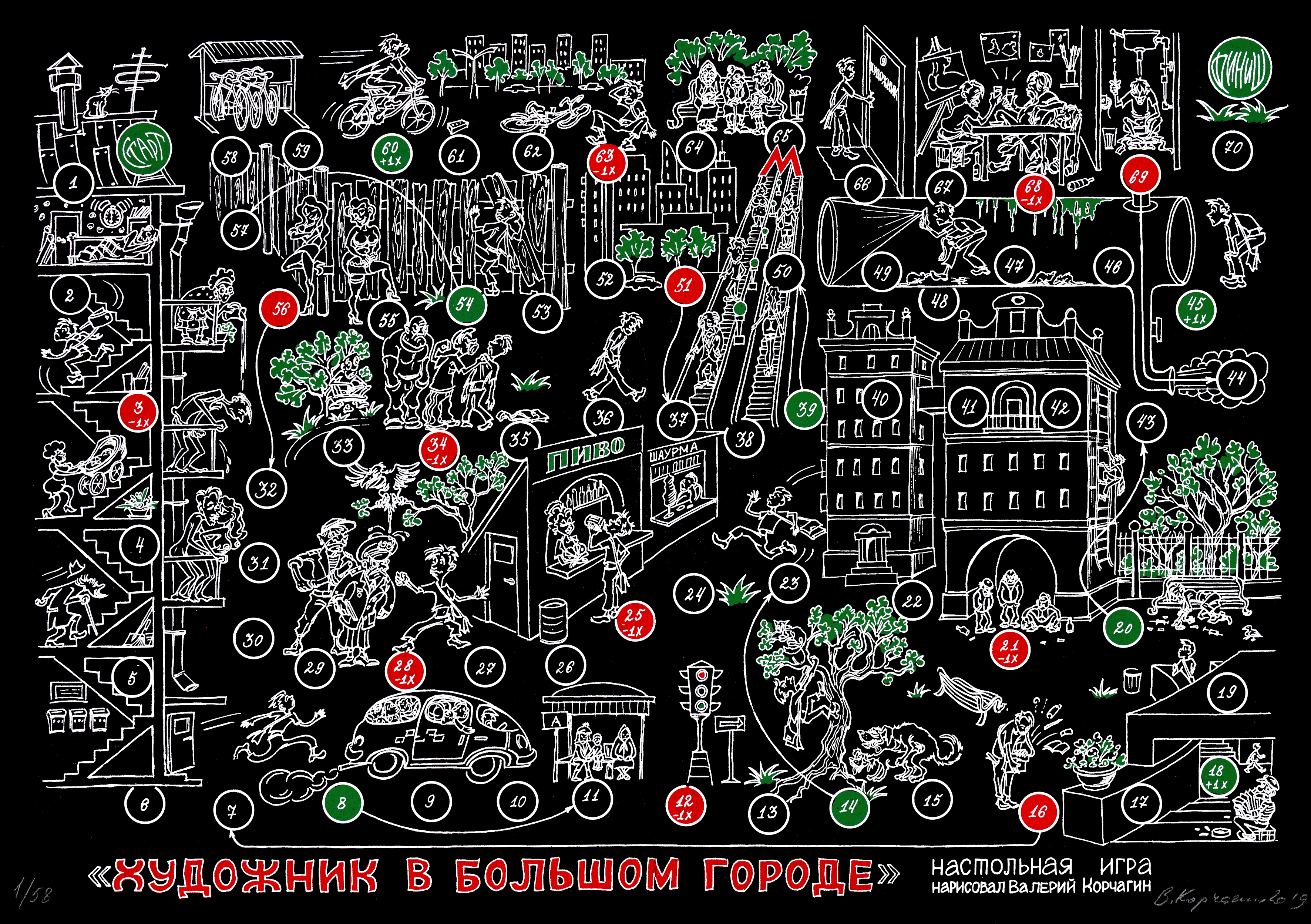
В. Корчагин Художник в большом городе. 2019, шелкография
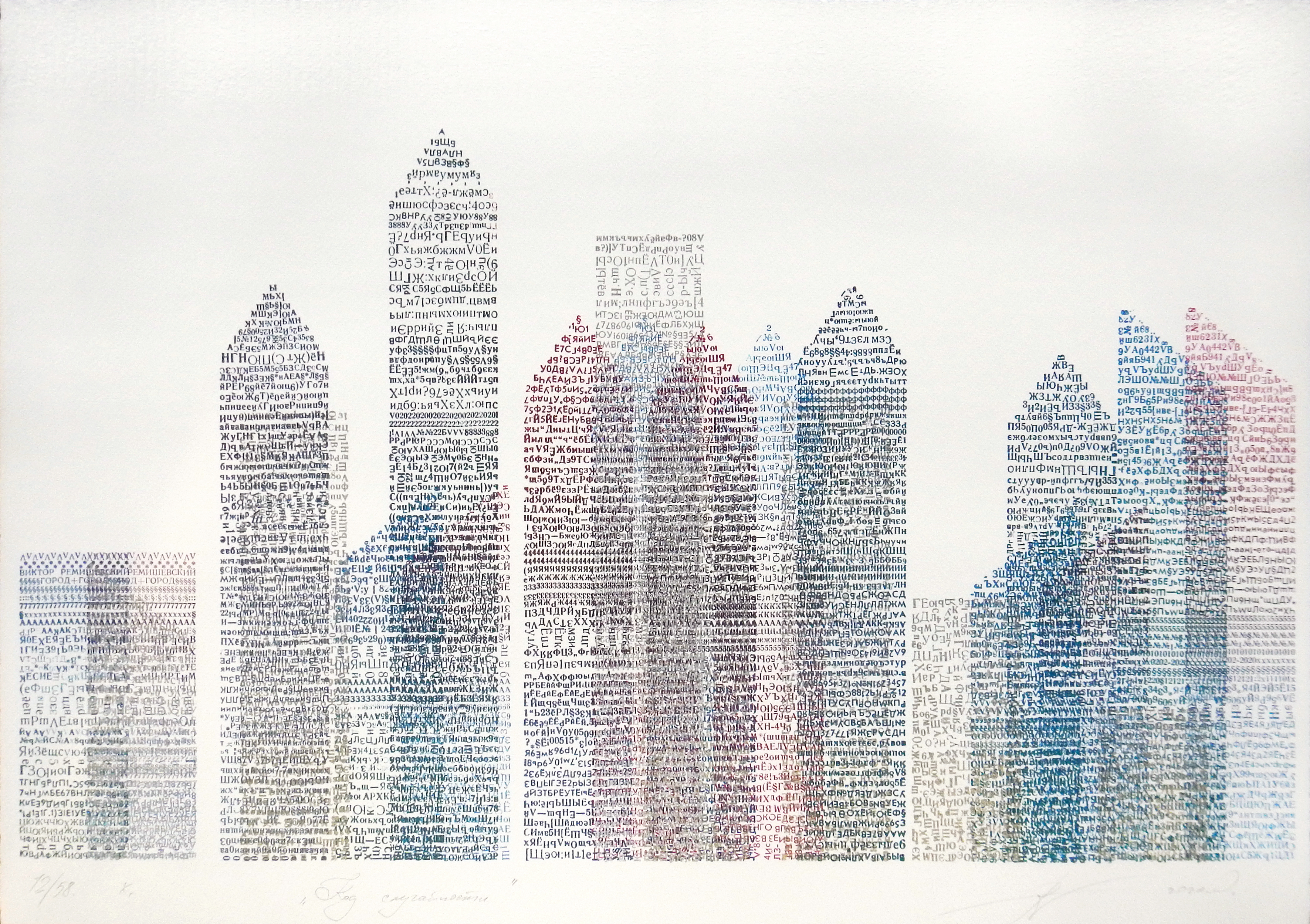
В. Ремишевский Код случайности. 2020, печать с наборных форм
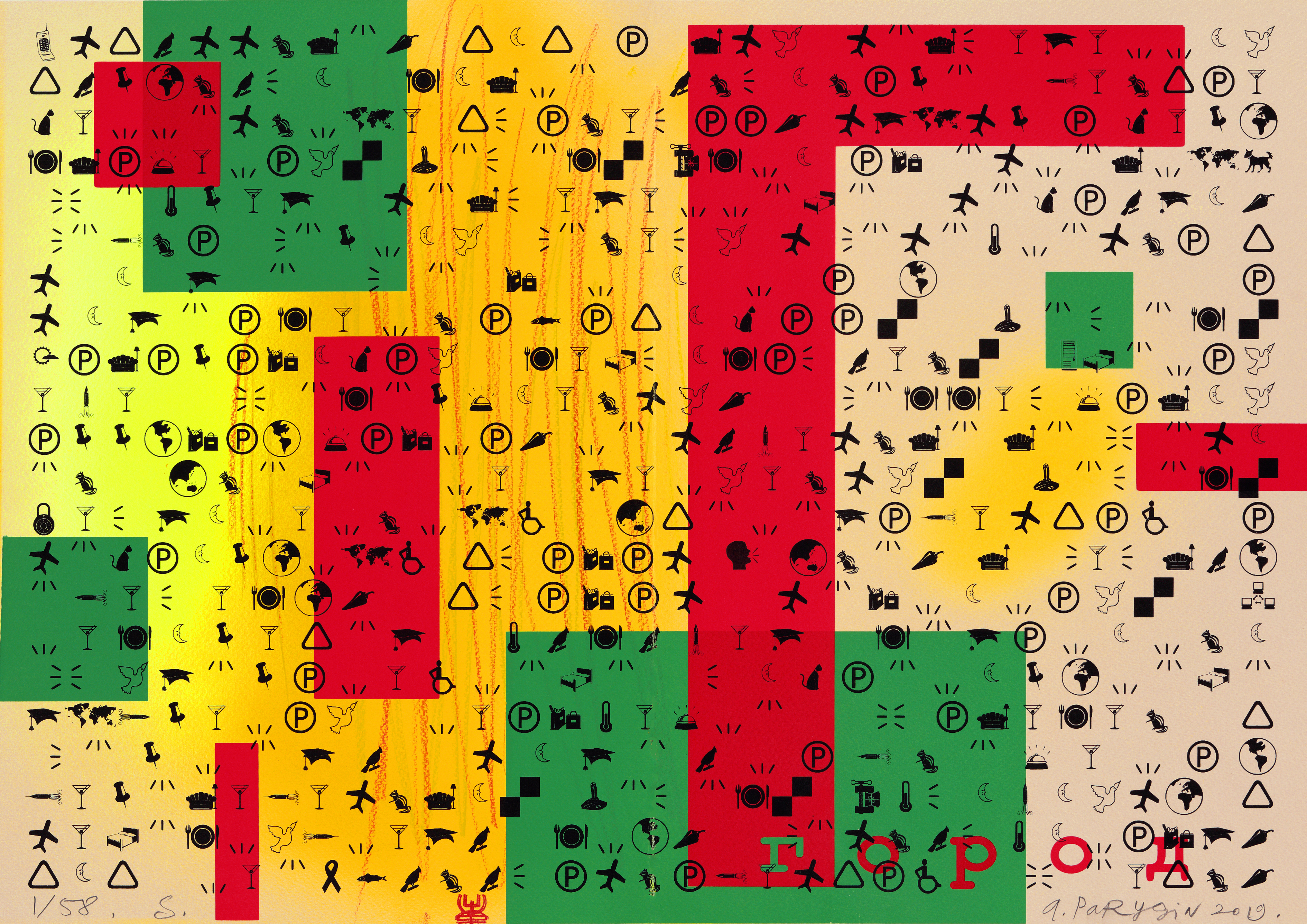
А. Парыгин Знаки города. 2019, шелкография, см. техника
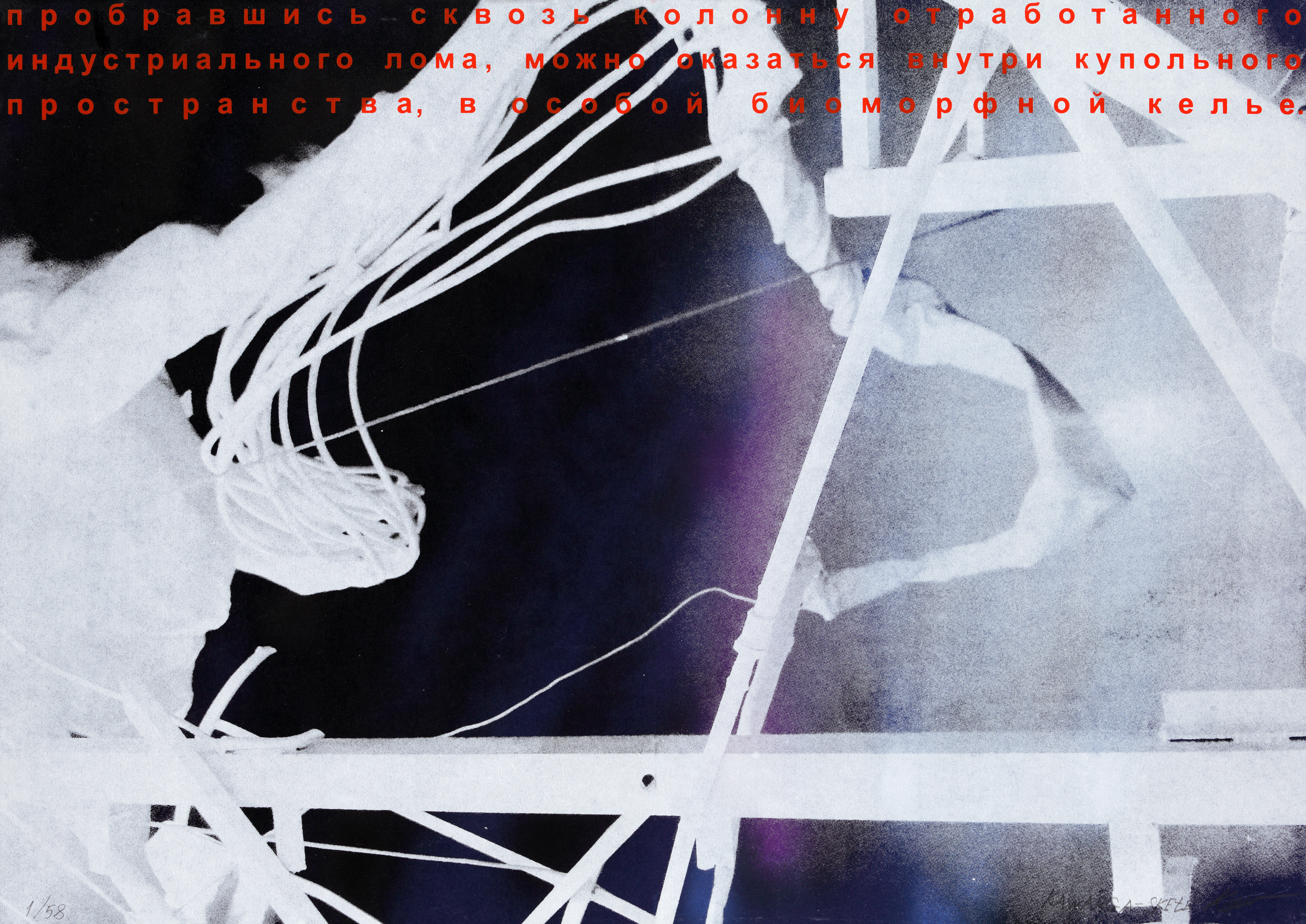
Д. Каварга Каварга-Скит. 2020, шелкография, см. техника

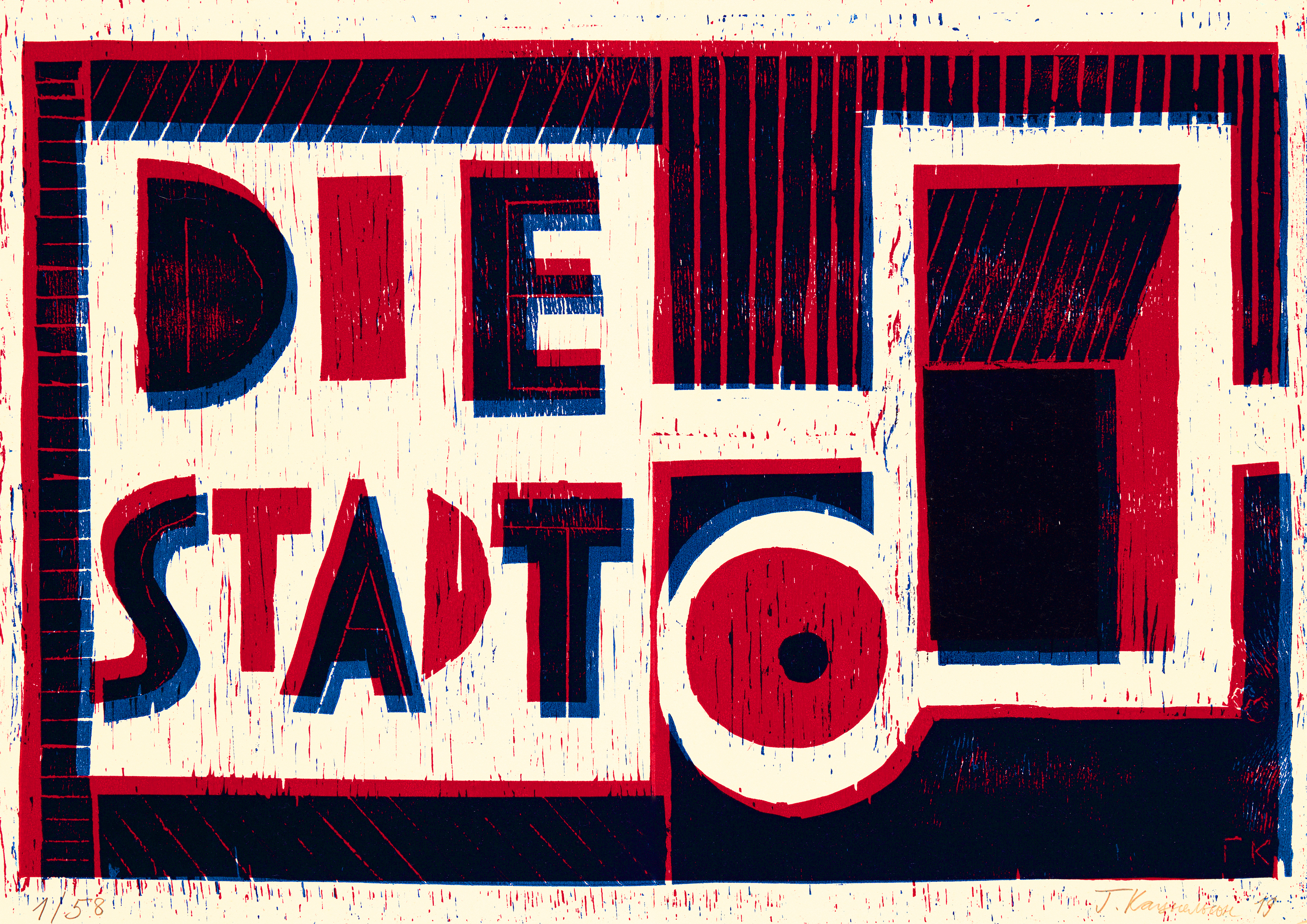
Г. Кацнельсон DieStadt. 2019, гравюра на фанере
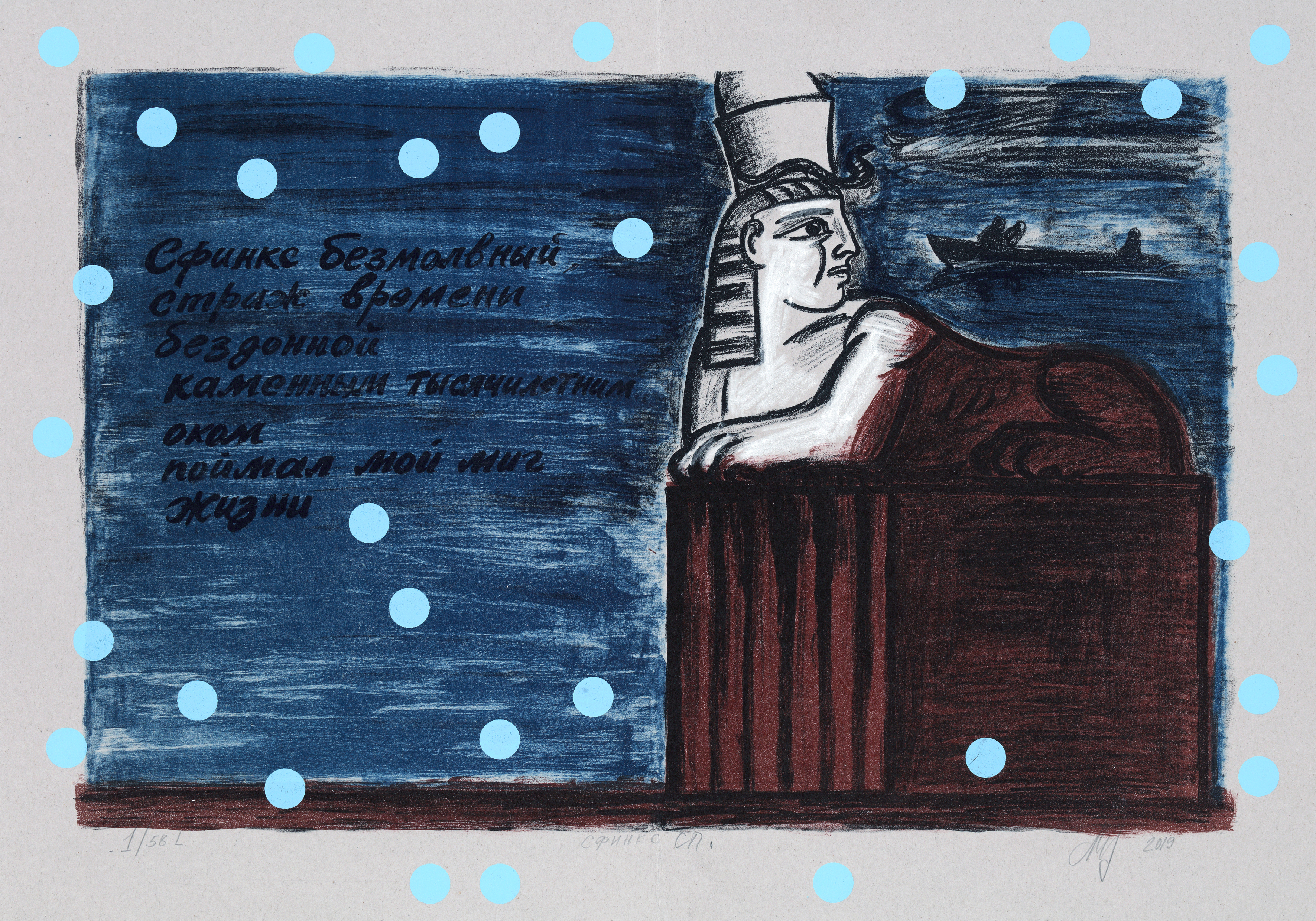
Г. Мендагалиев Сфинкс СПб. 2019, литография, шелкография
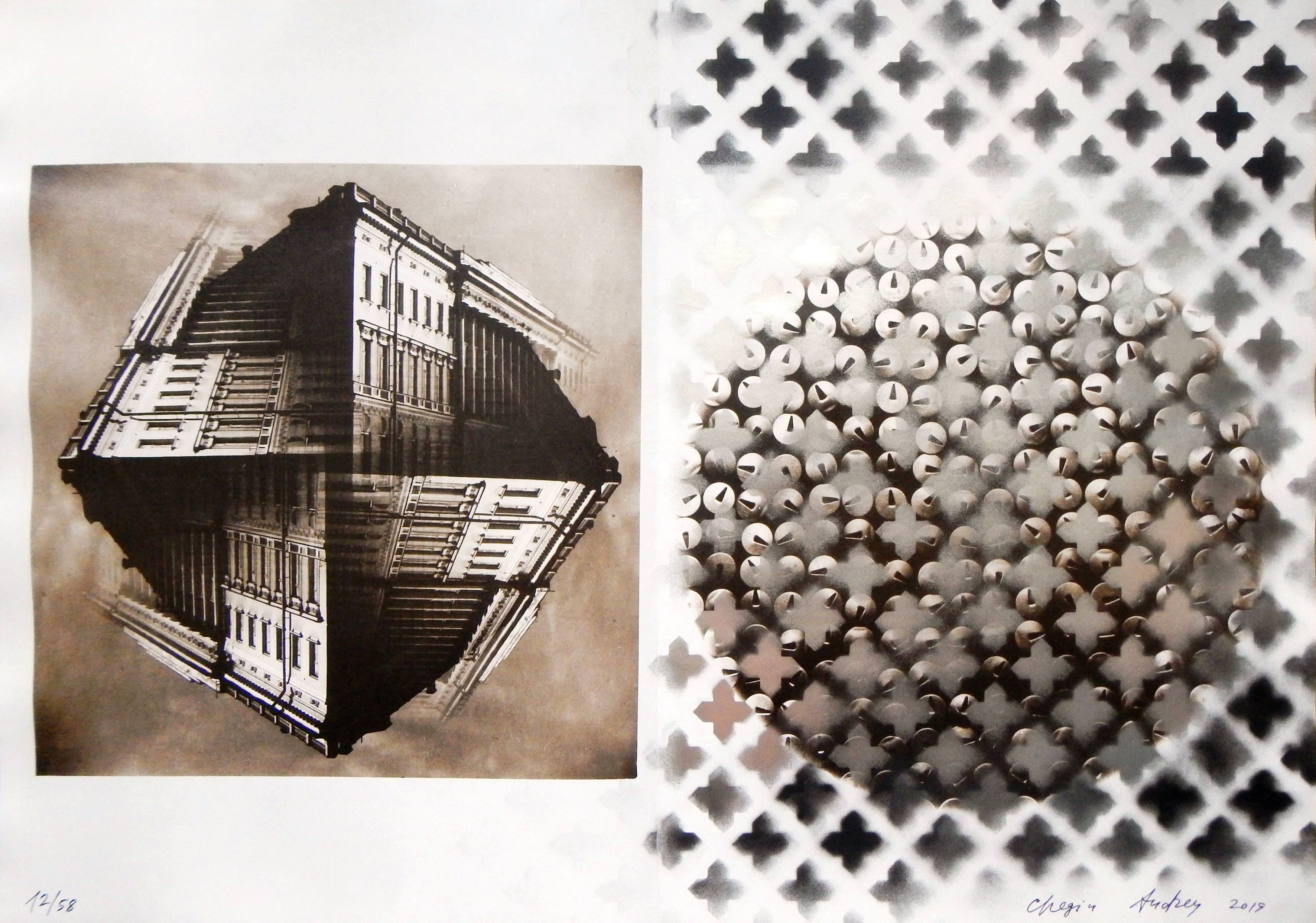
А. Чежин Пространство кнопок Эшера. 2019, фотопечать, трафарет
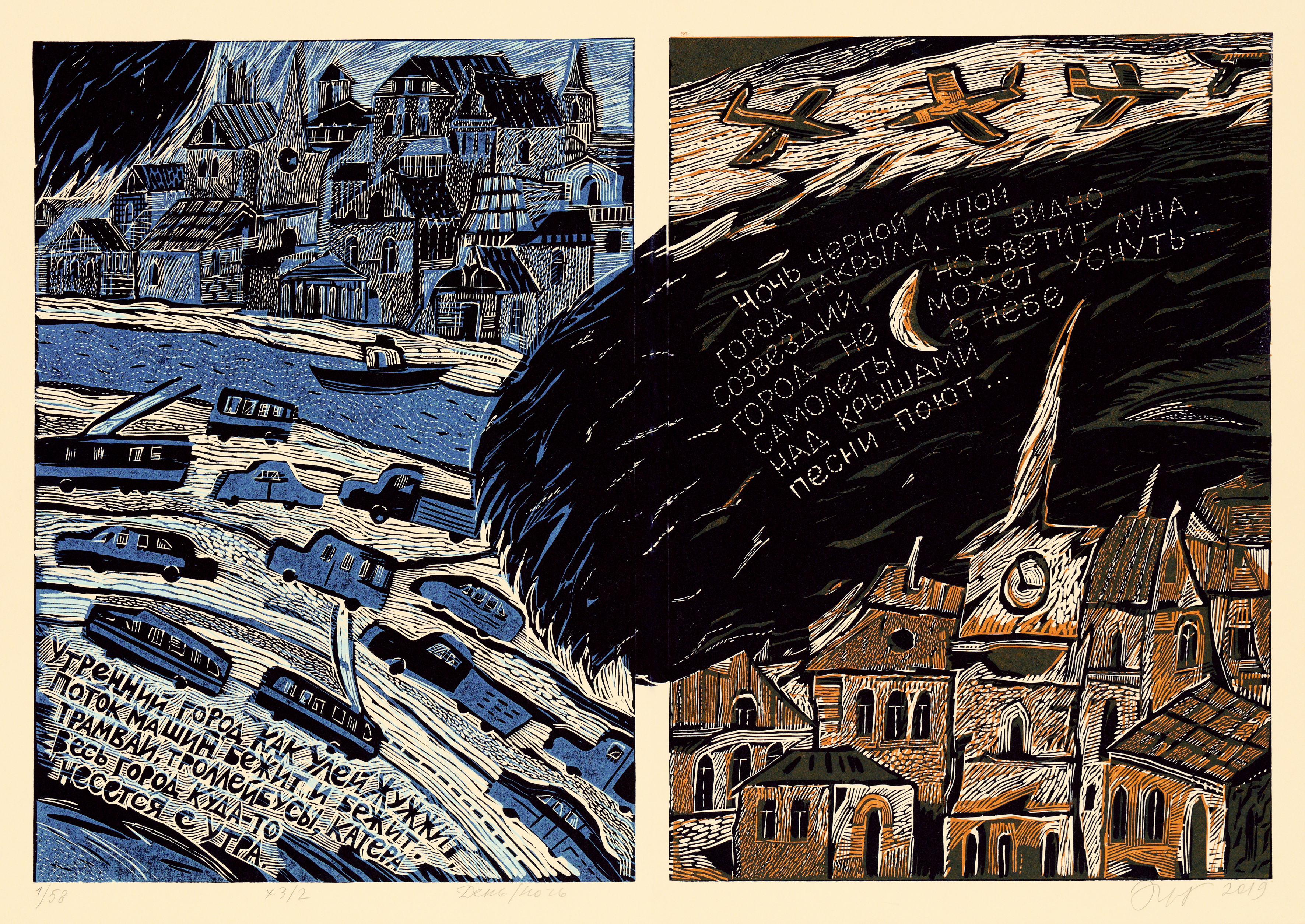
Э. Цыплякова День / Ночь. 2019, линогравюра
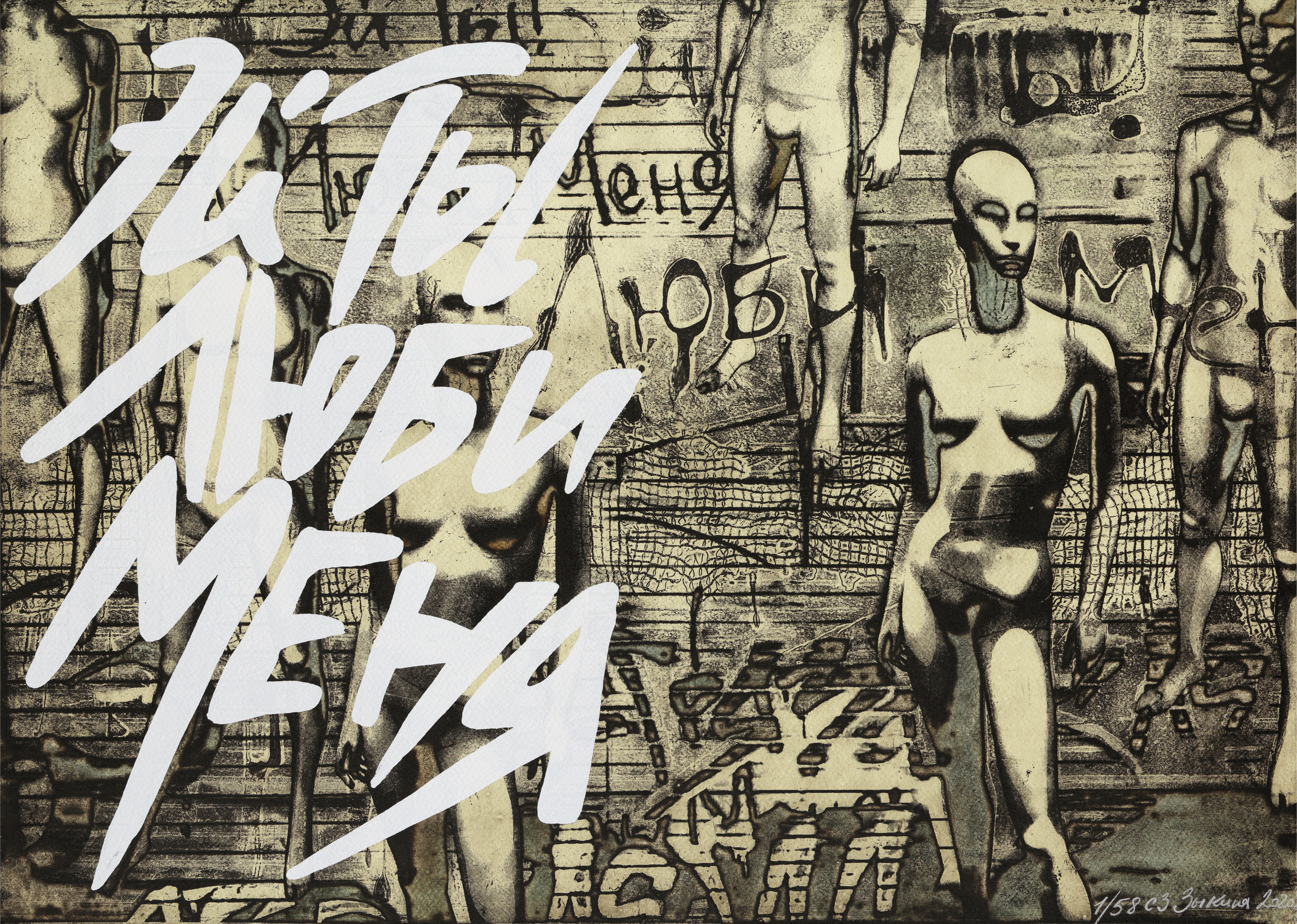
А. Зыкина Люби меня. 2020, офорт, шелкография
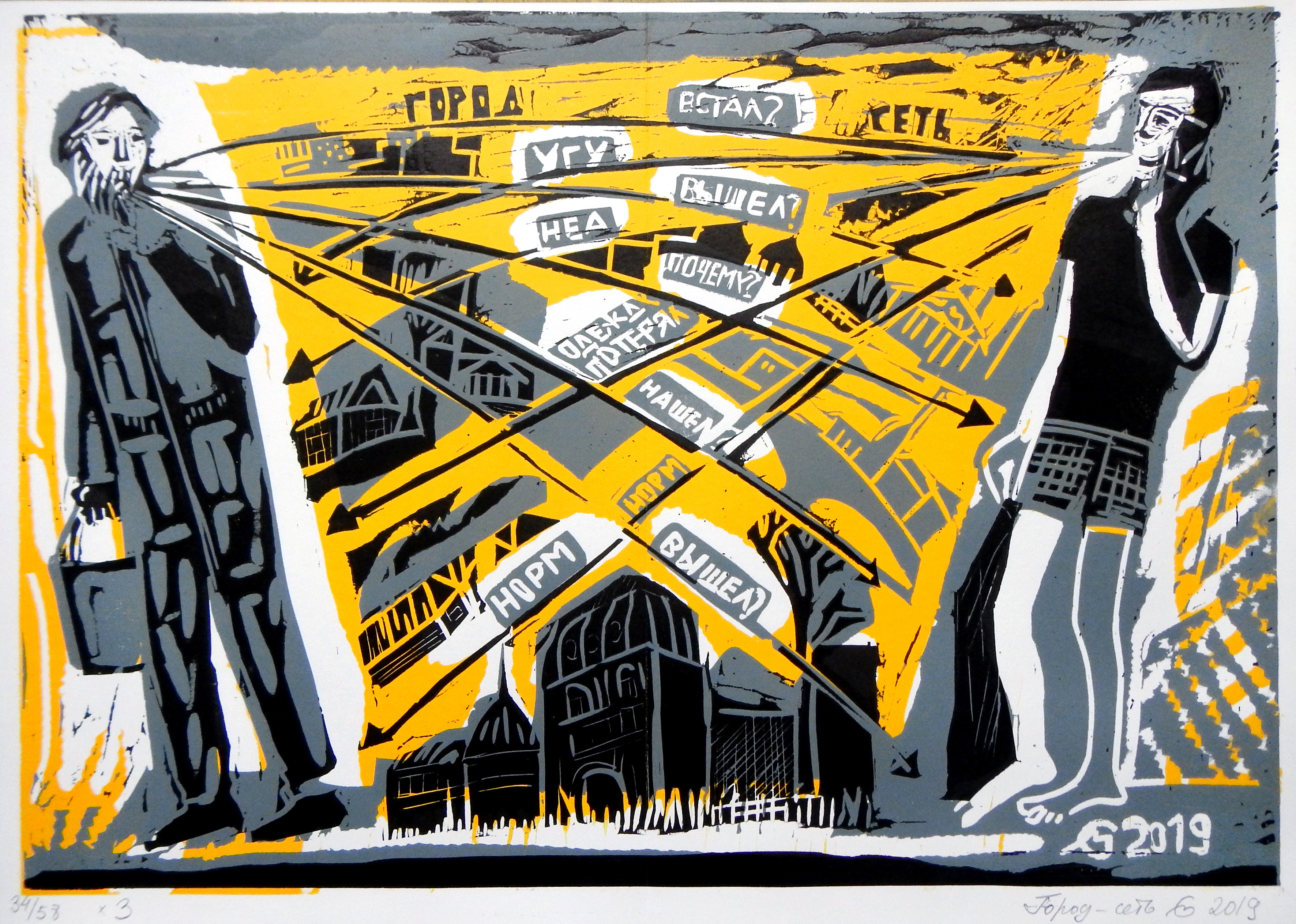
М. Спивак Город—Сеть. 2019, линогравюра
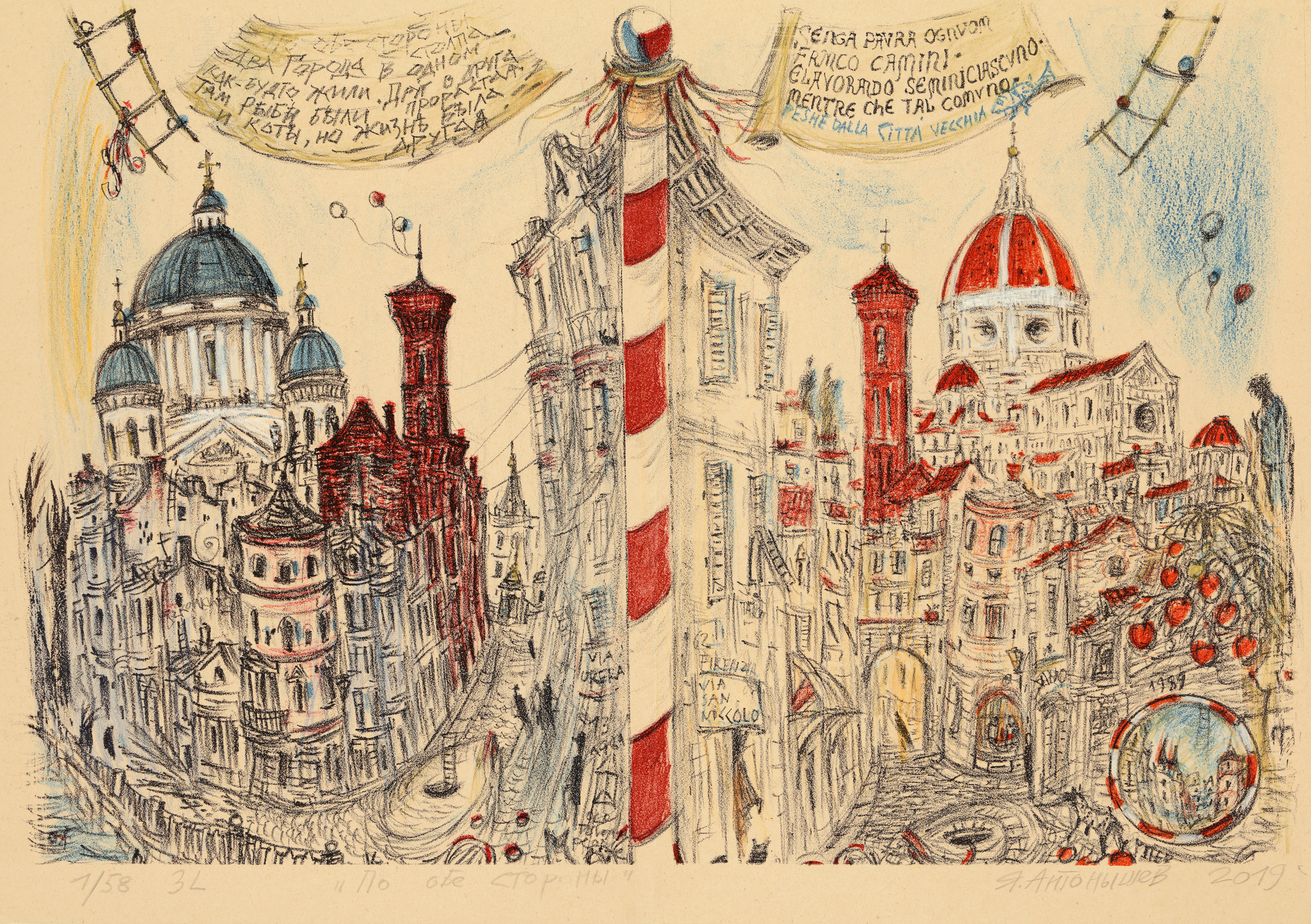
Ян Антонышев По обе стороны. 2019, литография, см. техника

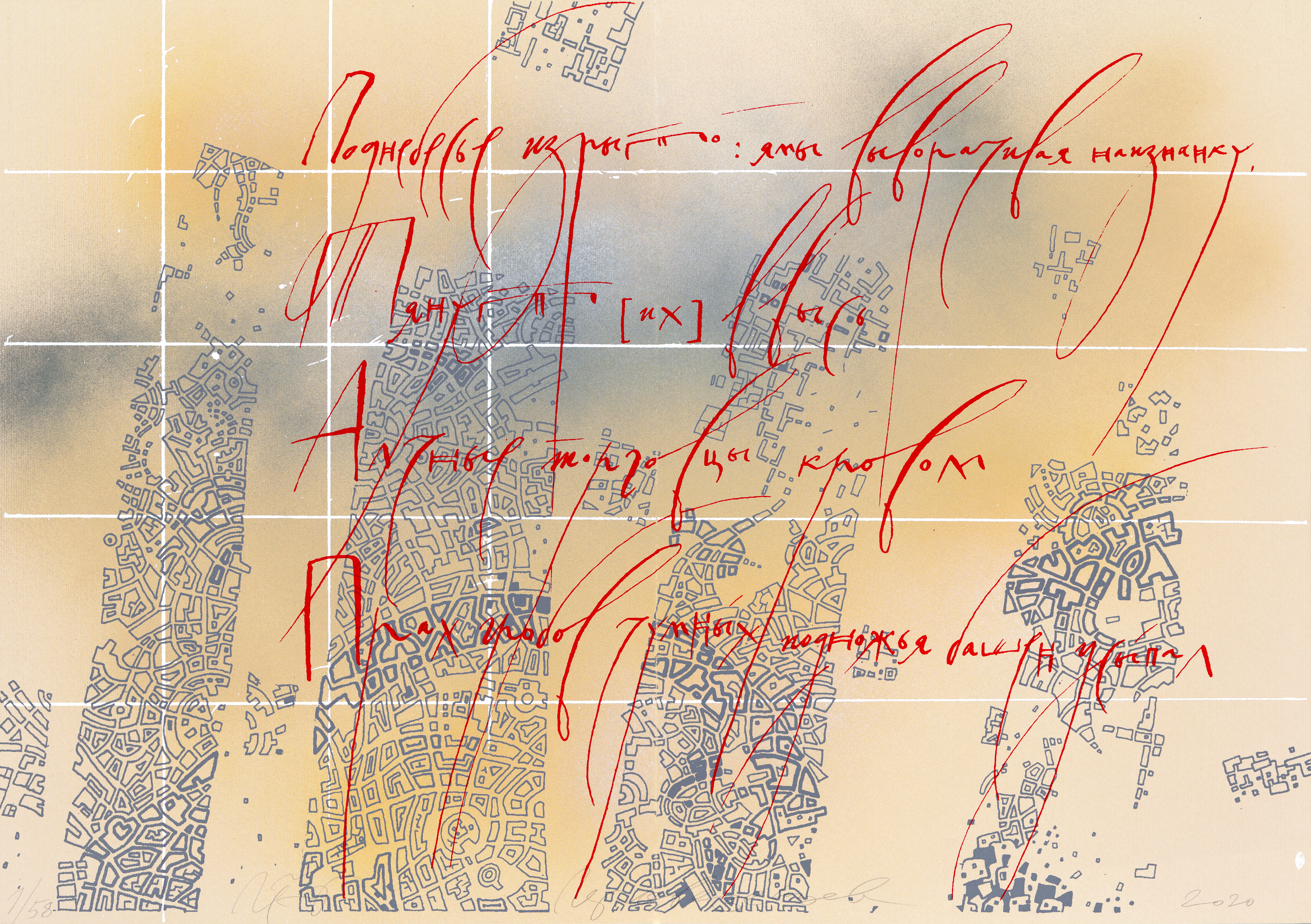
П. Перевезенцев Поднебесье изрыто. 2020, шелкография, см. техника
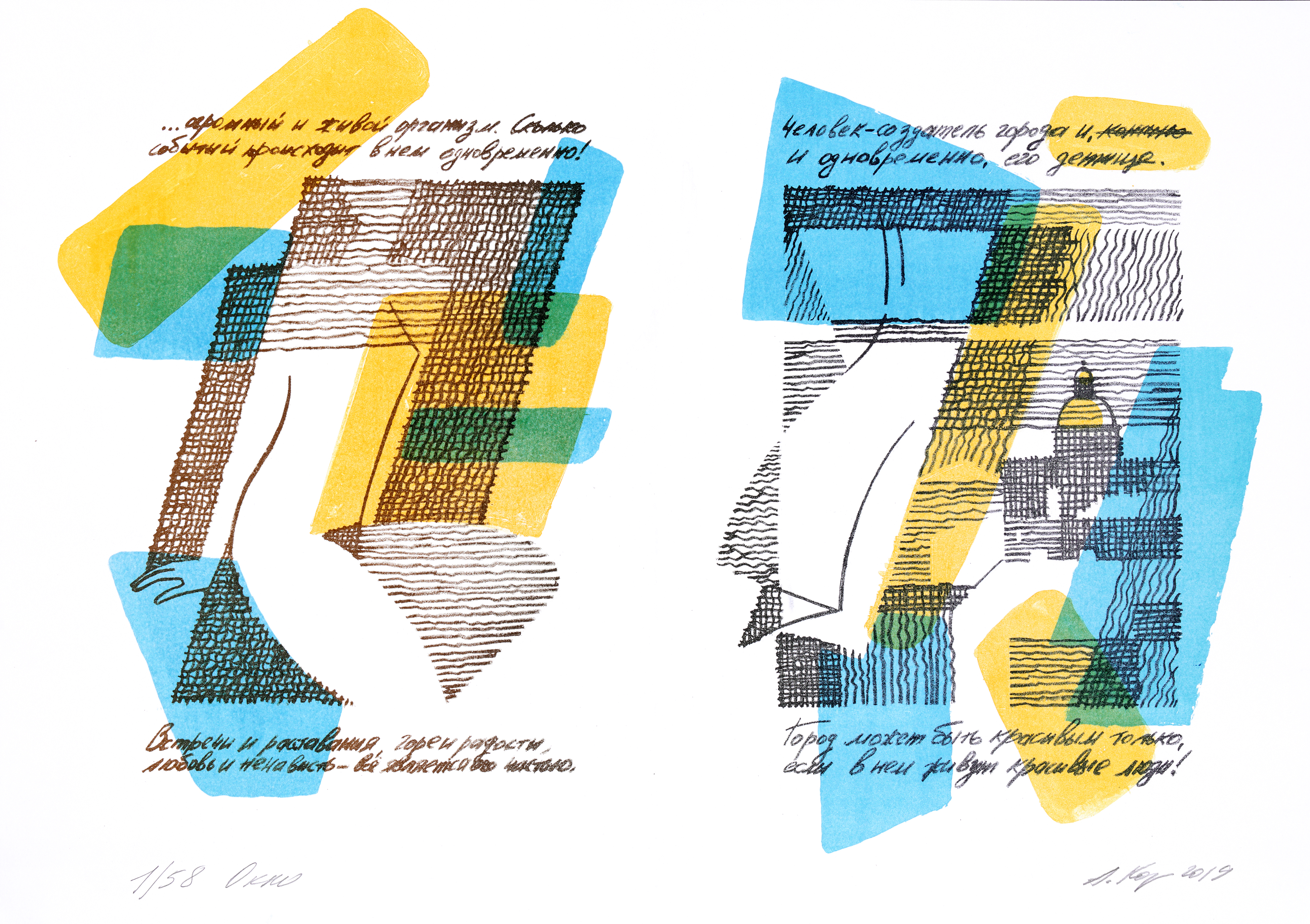
А. Корольчук Город-Мираж. 2019, литография
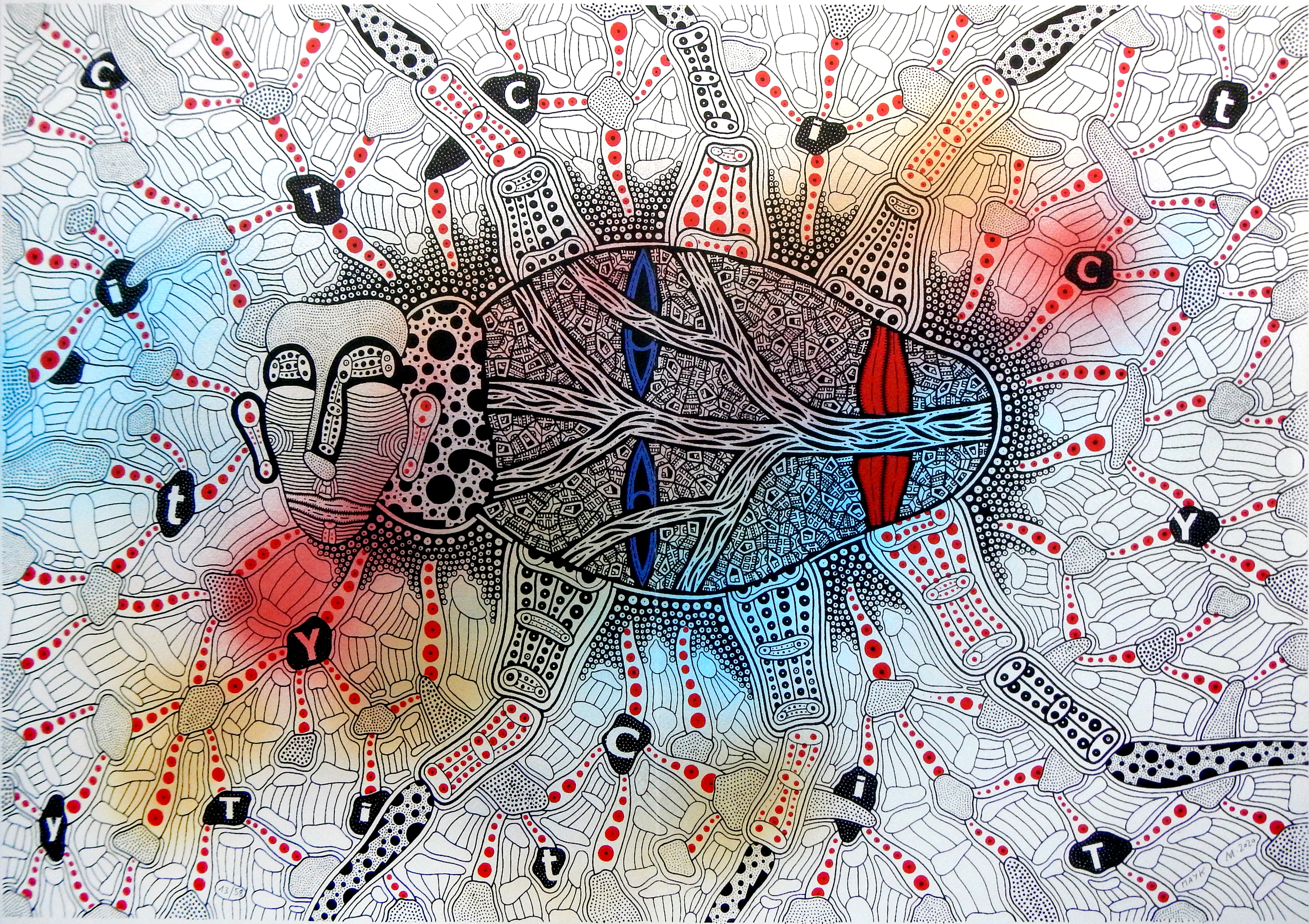
М. Молочников Город-Паук. 2019, шелкография, см. техника
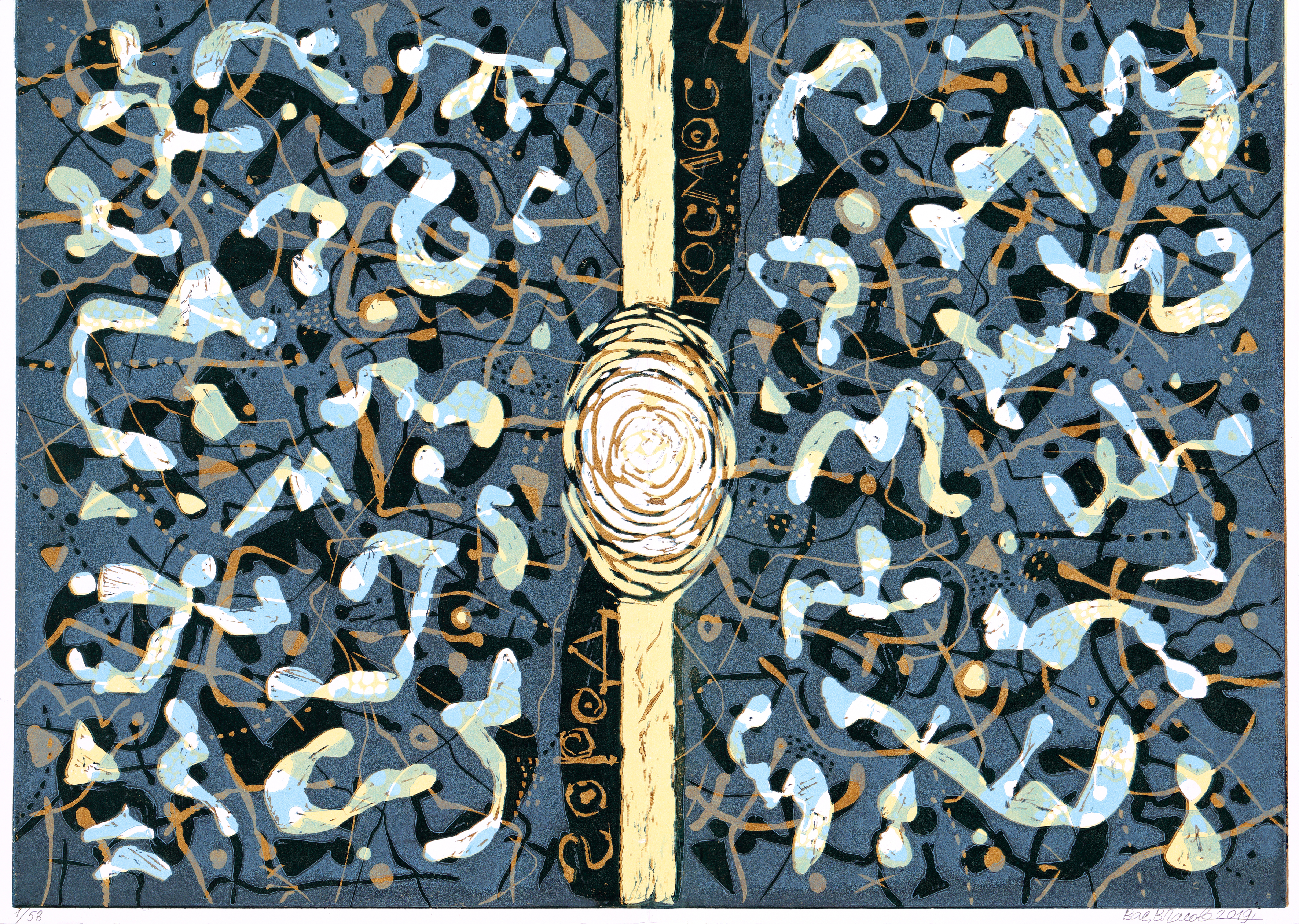
В. Власов. Город / Космос. 2020, цв. линогавюра
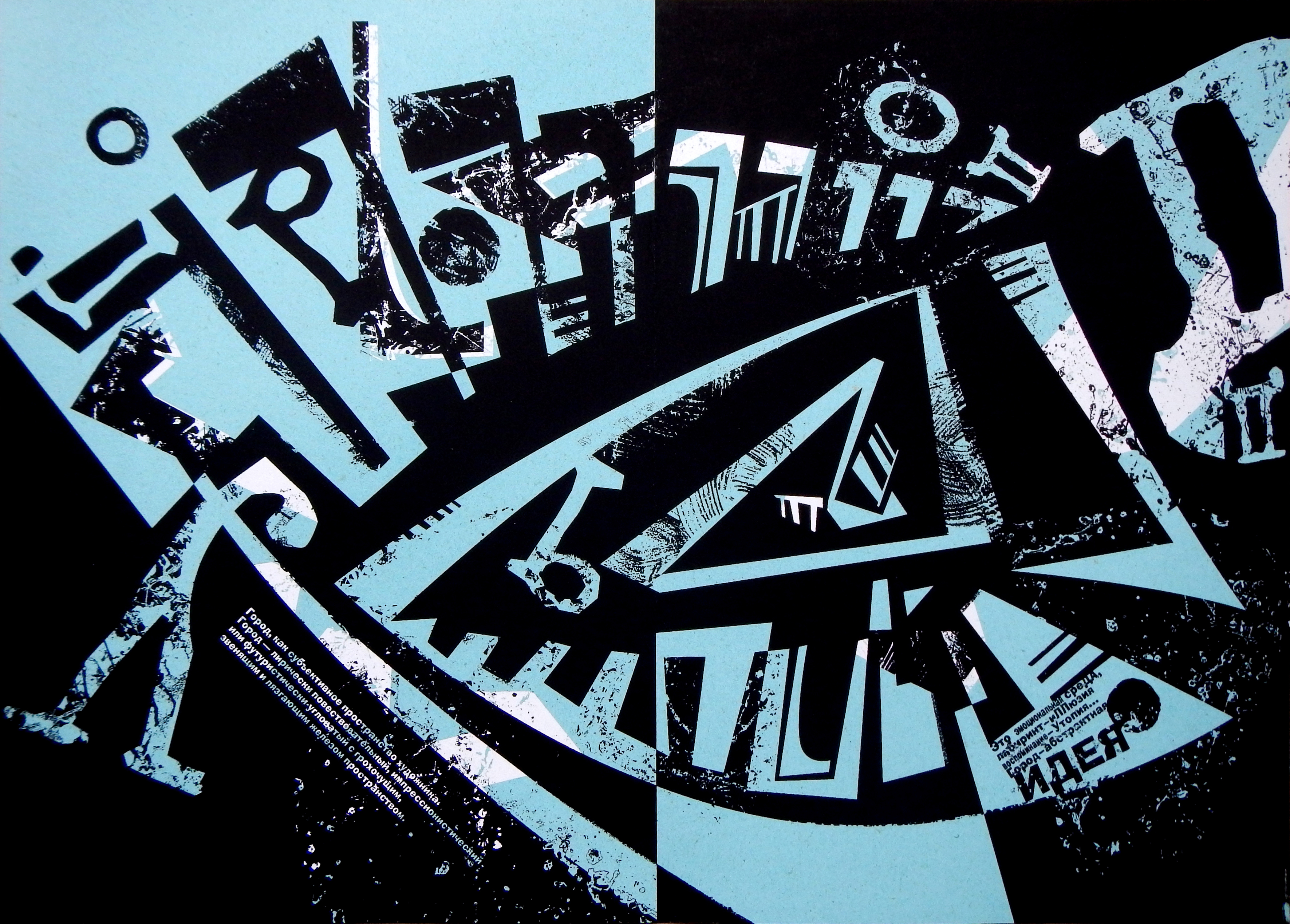
К. Матиссен Город — Холод. 2020, шелкография
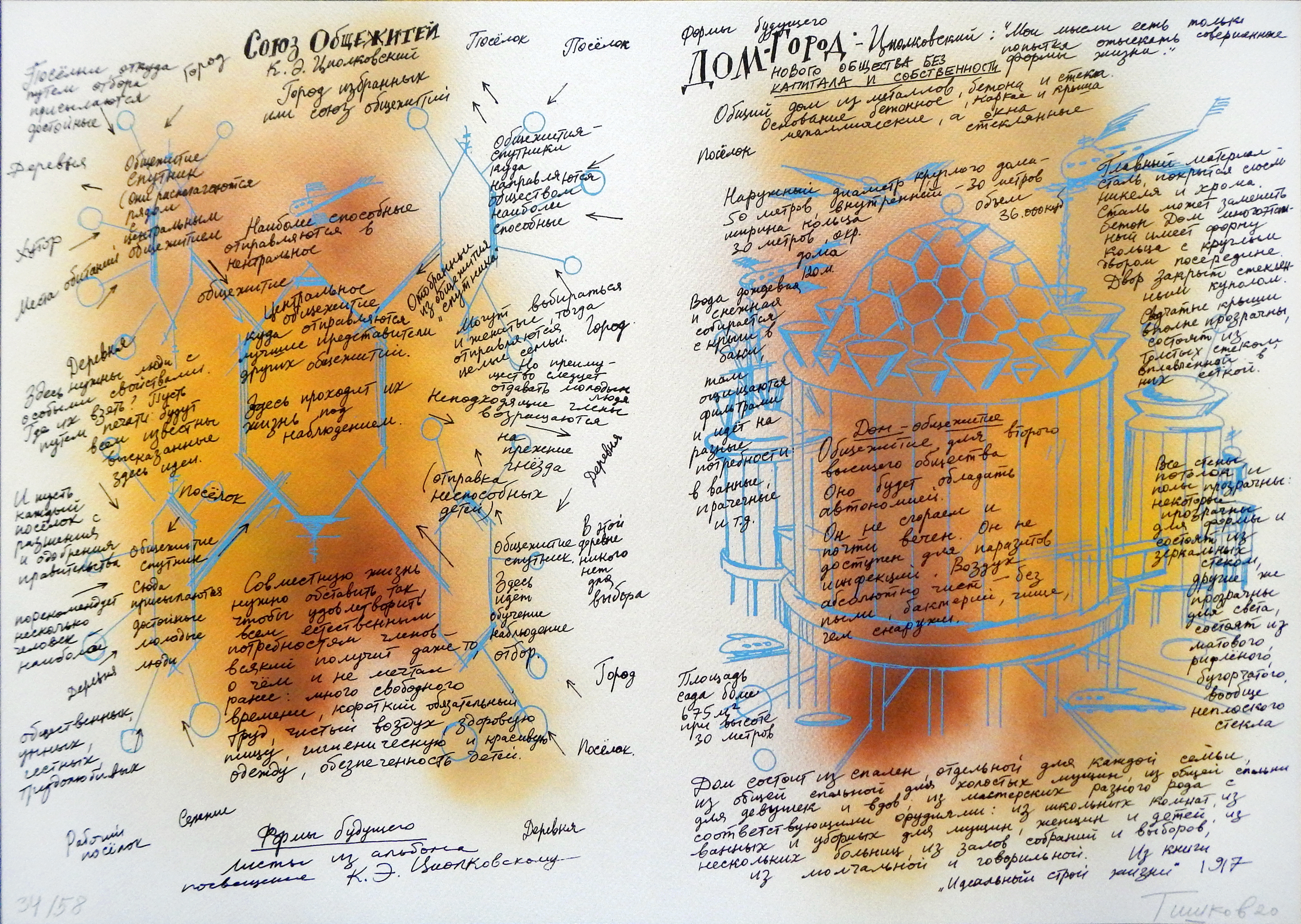
Л. Тишков Формы будущего. 2019-2020, шелкография, см. техника
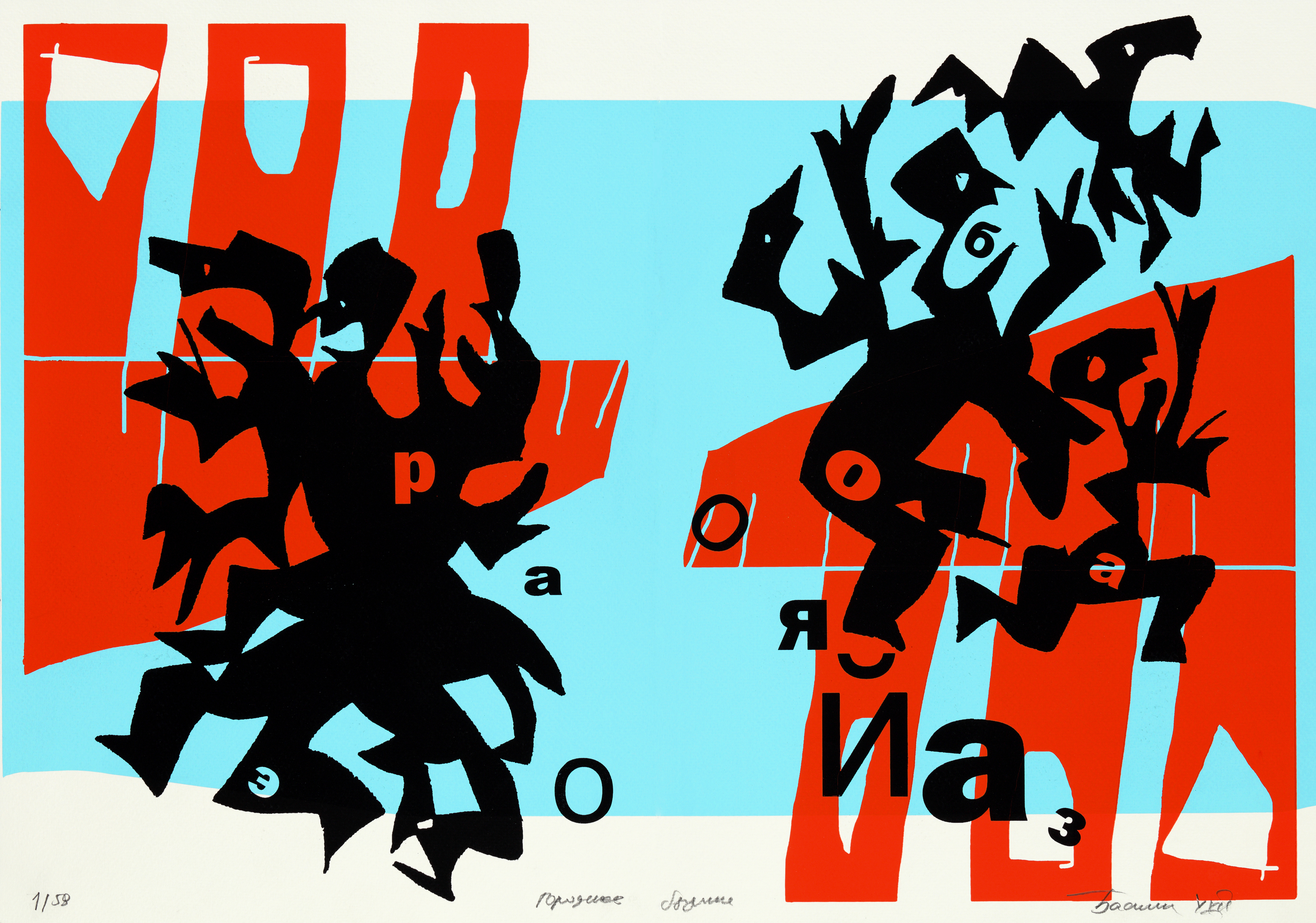
И. Баскин Городское безумие. 2019, шелкография

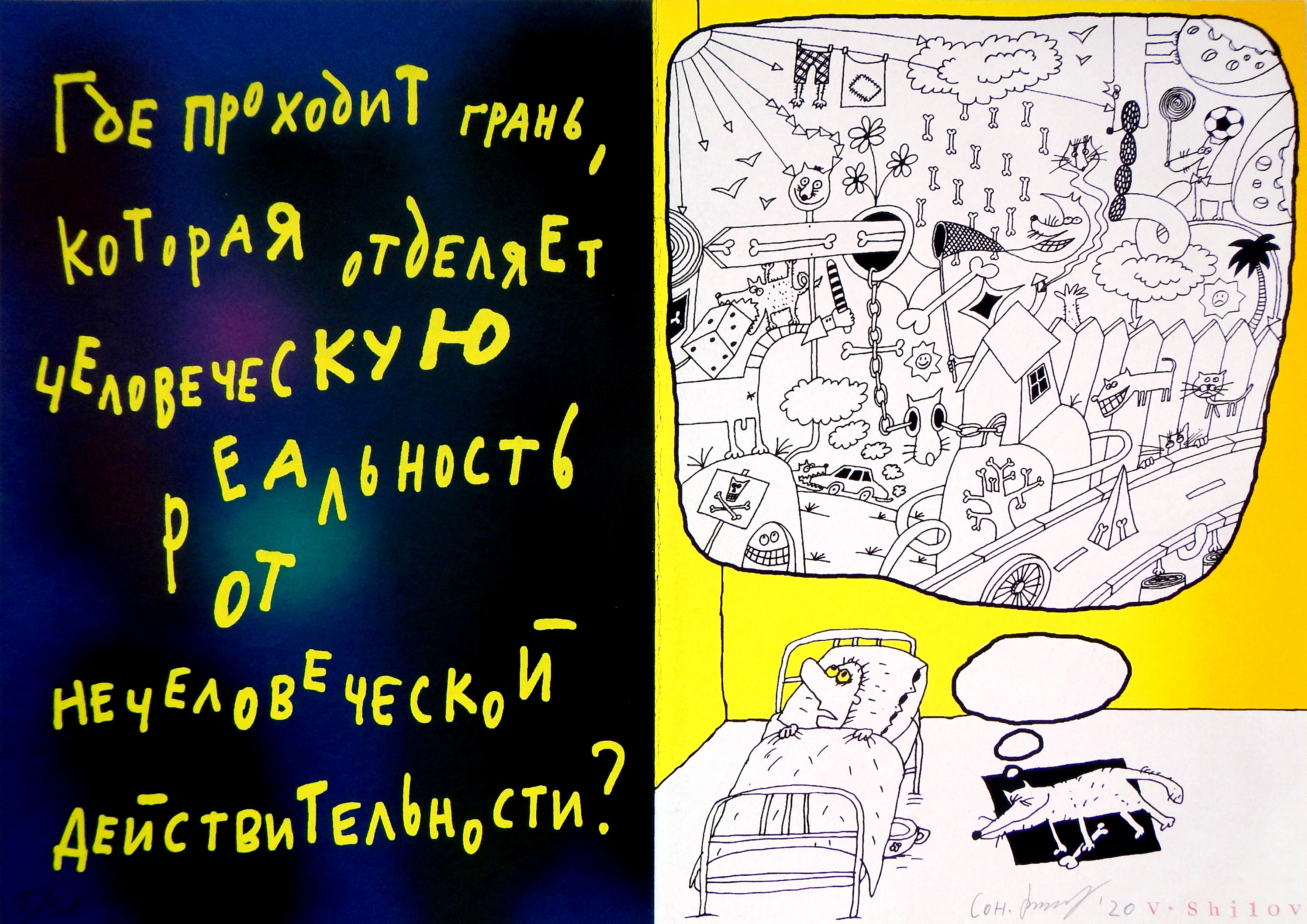
В. Шилов Сон. 2020, шелкография, см. техника
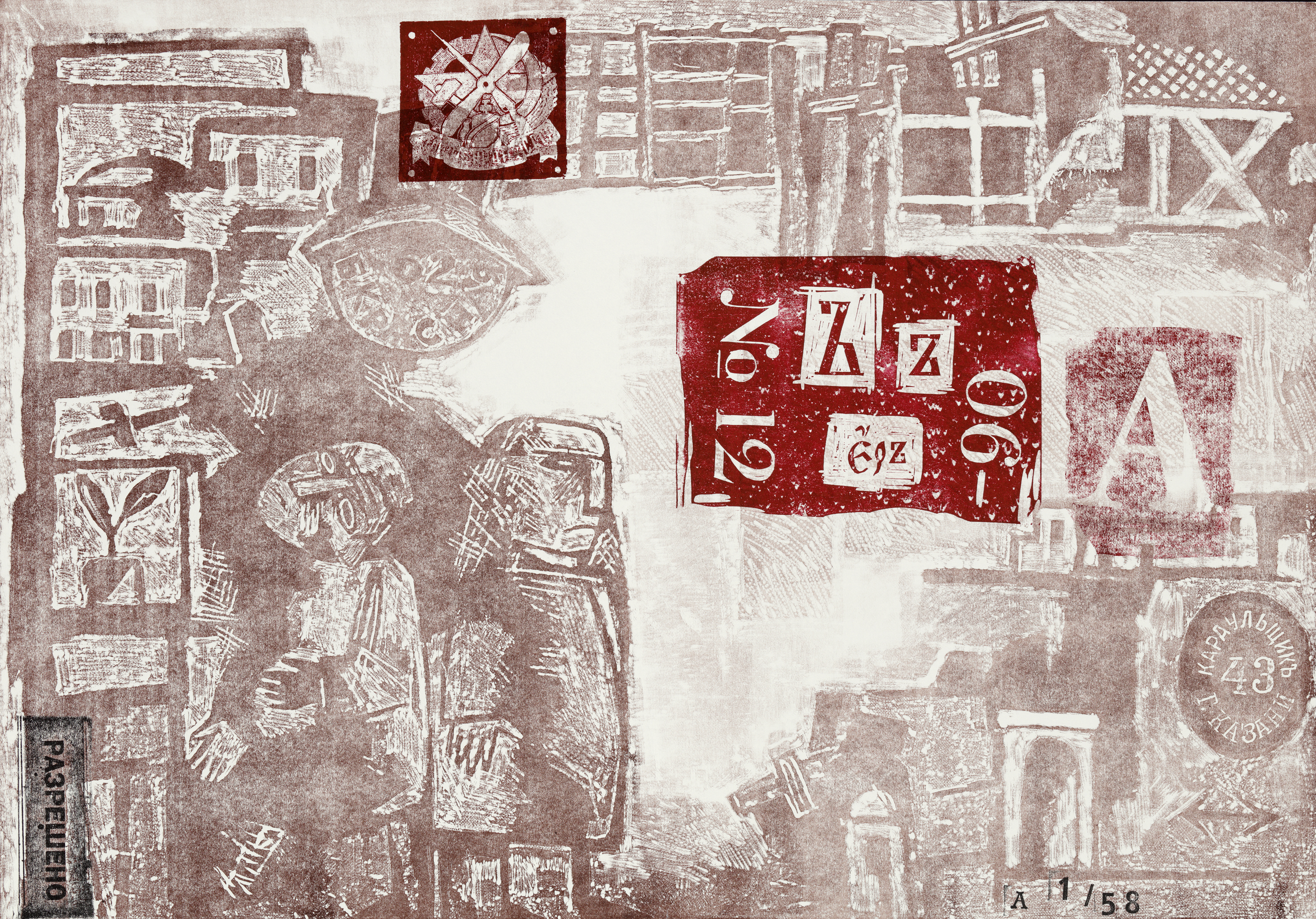
А. Артамонов Казанский караульщик № 43. 2019, автоцинкография
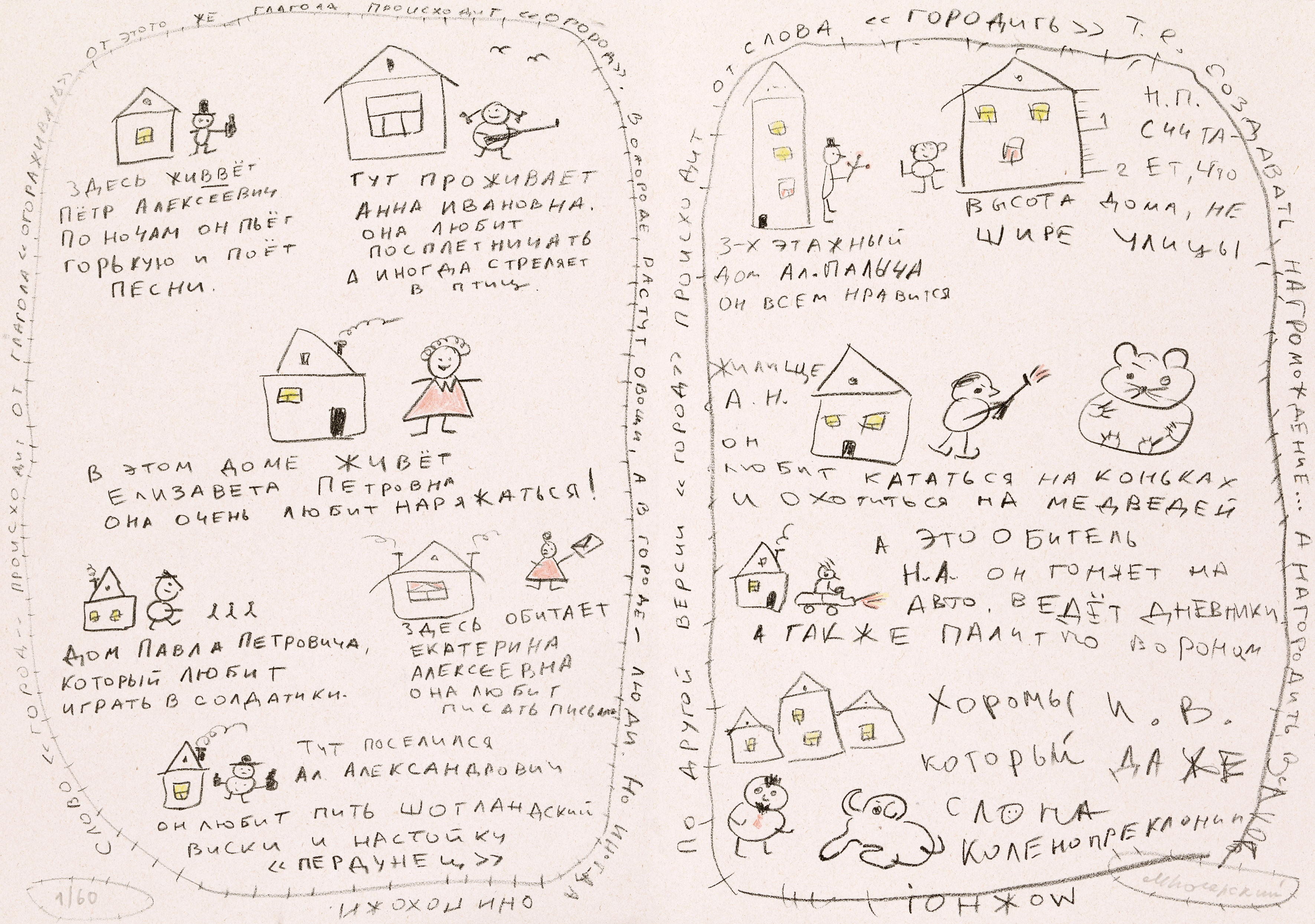
М. Погарский Он любит пить шотландский виски.... 2019, литография
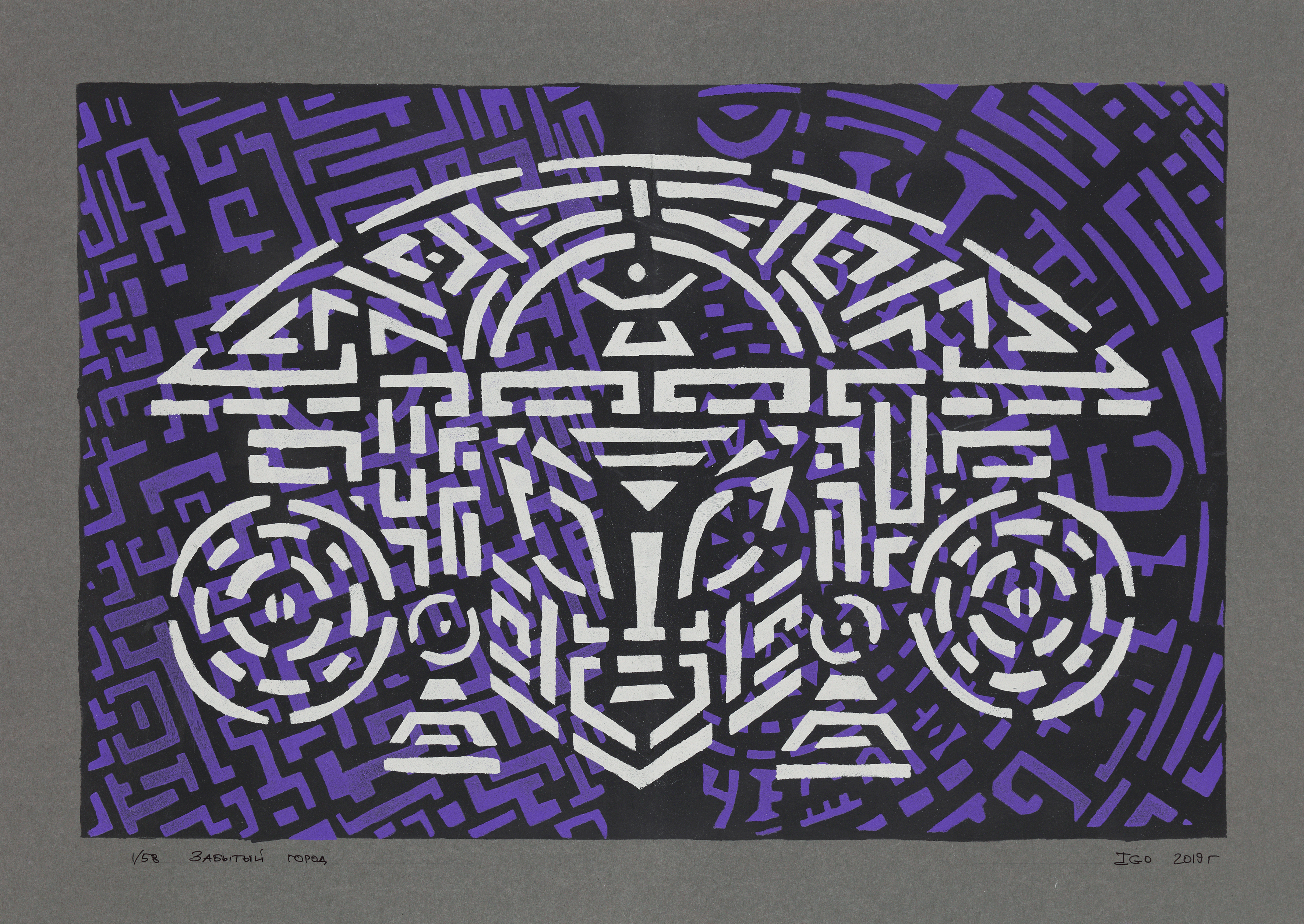
И. Иванов. Забытый город. 2019, цв. трафарет
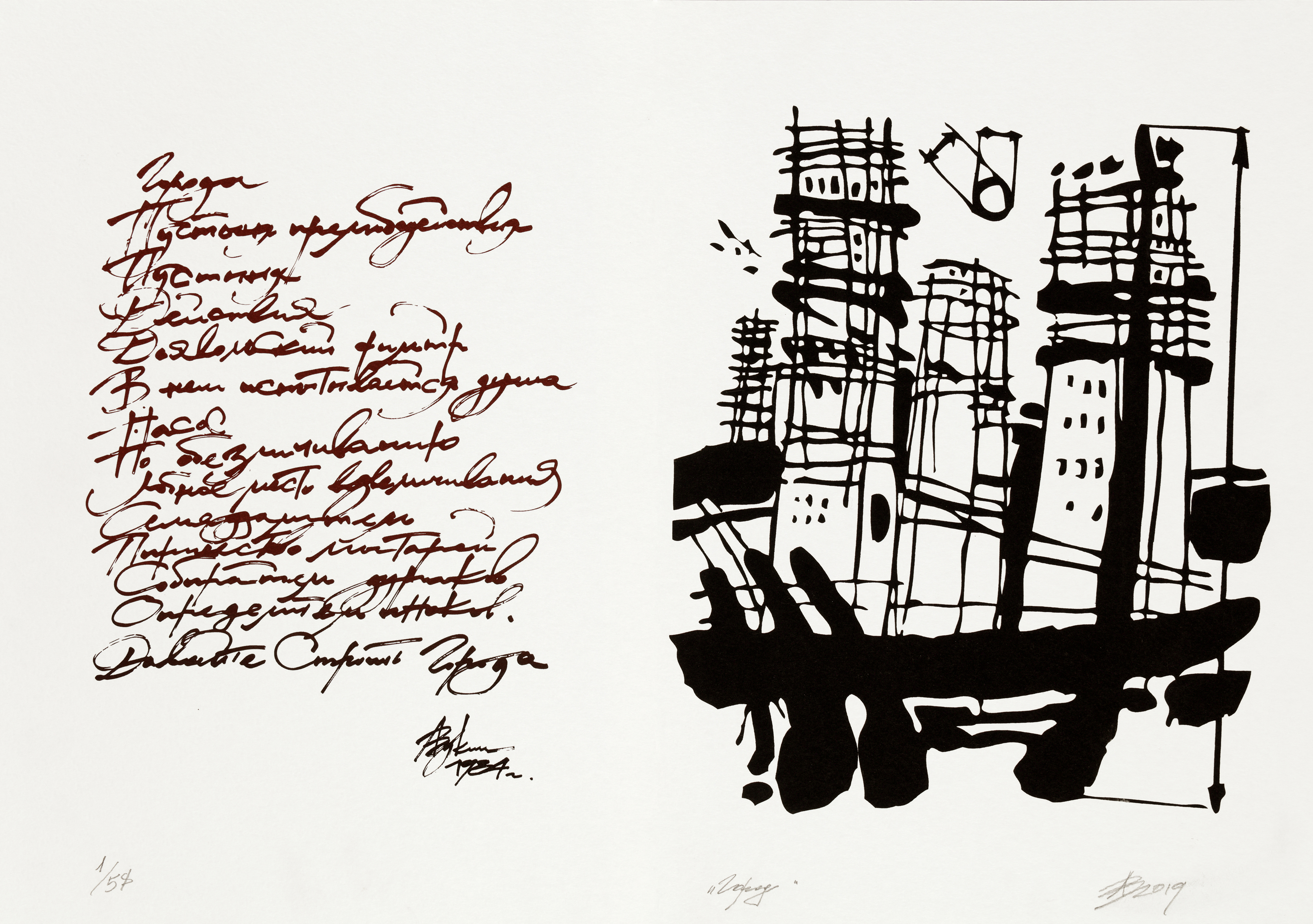
В. Лукин Город. 2019, шелкография

## Список композиций
- Владимир КАЧАЛЬСКИЙ

Горд моего детства.  2019.  420 Х 594 мм.  Бумага: охристо-жёлтая эстампная, 220 г/м2. Высокая цветная печать с авторских форм, авторская подкраска: цв. карандаши, кисть, акрил, см. техника, Тираж — 58 + 2 Е/А экз. Печать тиража и подкраска выполнена автором лично в своей мастерской (СПб). Сигнатура, название, авторская подпись и год графитным карандашом внизу под изображением.
- Валерий МИШИН

Метафизика города.  2019-2020.  420 Х 594 мм.  Бумага: Coloplan натуральный, 270 г/м2; Zeta бриллиант, 260 г/м2; Contrast верже белый, 224 г/м2; Contrast верже слоновая кость, 224 г/м2. Литография на камне в шесть цветов, Тираж — 58 + 2 Е/А экз. Печатник — Алексей А. Баранов / Мастерская А. & А. Барановых. Правды, 16 (СПб). Сигнатура, название, авторская подпись и дата графитным карандашом внизу изображения.
- Александр БОРКОВ

Рюмка водки.  2019.  420 Х 594 мм.  Бумага: Colorplan слоновая кость, 270 г/м2. Цветная линогравюра в 3 доски. Тираж — 60 экз. Экземпляры в тираже имеют незначительные различия по цветовому решению. Печать тиража выполнена лично автором в своей мастерской (СПб). Сигнатура, название, авторская подпись и дата графитным карандашом внизу под изображением.
- Валерий КОРЧАГИН

Художник в большом городе.  2019.  420 Х 594 мм.  Бумага: Elation черный, 240 г/м2. Шелкография в три цвета. Тираж — 58 + 3 Е/А экз. Печатник-шелкограф — Алексей Васильев, ассистент — Виктор Солонарь (СПб). Сигнатура, авторская подпись и дата белым карандашом внизу под изображением.
- Виктор РЕМИШЕВСКИЙ

Типографические вариации, спонтанности и случайности.  2019-2020. 420 х 594 мм.  Бумага: Rusticus фетр натурально белый, 250 г/м2. Высокая цветная печать с авторских наборных форм в 4 прогона + конгревное тиснение. Тираж — 58 + 2 Е/А экз. Печать тиража выполнена автором лично в своей мастерской (Кронштадт). Сигнатура, название, авторская подпись и дата графитным карандашом внизу под изображением.
- Алексей ПАРЫГИН

Знаки города.  2019.  420 Х 594 мм.  Бумага: Rusticus натурально-белый тисненый фетр, 240 г/м2; Rusticus белый тисненый фетр, 240 г/м2; Rusticus серый тисненый фетр, 240 г/м2; Rusticus песочно бежевый тисненый фетр, 240 г/м2; Colorplan солнечно-жёлтый, 270 г/м2; Murillo тиснёный фетр кремовый, 260 г/м2; Burano интенсивно ярко-жёлтый, 250 г/м2. Флуоресцентная и акриловая аэрозольная краска, цв. карандаши от руки + шелкография в три цвета, Тираж — 58 + 4 Е/А экз. Экземпляры в тираже имеют некоторое различие по цветовому решению. Подкраска выполнена автором лично. Печатник — Алексей Васильев, ассистент — Виктор Солонарь (СПб). Сигнатура, авторская подпись и дата графитным карандашом внизу изображения + печать красными чернилами.
- Виктор ЛУКИН

Город.  2019.  420 Х 594 мм.  Бумага: ГОЗНАК белая, вержированная, 220 г/м2. Шелкография в два тона. Тираж — 58 + 3 Е/А экз. Печатник-шелкограф — Алексей Васильев, ассистент — Виктор Солонарь (СПб). Сигнатура, название, авторская подпись и дата графитным карандашом внизу под изображением.
- Марина СПИВАК

Город — Сеть.  2019.  420 Х 594 мм.  Бумага: Coloplan натурально-белый, 270 г/м2. Цветная линогравюра в три цвета / три варианта цветового решения в тираже. Тираж — 58 экз + 2 Е/А. Печать тиража выполнена автором лично в мастерской на Песочной, 16 (СПб). Сигнатура, авторская подпись и год графитным карандашом внизу изображения.
- Михаил ПОГАРСКИЙ

Он любит пить шотландский виски...  2019.  420 Х 594 мм.  Бумага: Remake эко жемчужно-натуральй, 250 г/м2. Литография на камне карандашом, печать черным тоном, авторская подкраска цветными карандашами. Тираж — 60 экз. Печатник-литограф — Александр Финенко / Печатная мастерская Песочная, 16 (СПб). Сигнатура и авторская подпись графитным карандашом внизу изображения.
- Игорь ИВАНОВ

Забытый город.  2019.  420 Х 594 мм.  Бумага: Bruno интенсивно тёмно-серый 250 г/м2. Ручная трафаретная печать в три краски, цв. акрил. Тираж 58 + 2 А/Р экз. Печать тиража выполнена автором лично в своей мастерской (СПб). Сигнатура, название, авторская подпись и год черной ручкой внизу под изображением.
- Григорий КАЦНЕЛЬСОН

Die Stadt.  2019.  420 Х 594 мм.  Бумага: Zeta слоновая кость 260 г/м2. Цветная гравюра на фанере в три доски. Тираж — 58 + 2 Е/А экз. Печать тиража выполнена автором лично в своей мастерской (СПб). Сигнатура, авторская подпись и год графитным карандашом внизу под изображением.
- Леонид ТИШКОВ

Формы будущего.  2019-2020.  420 Х 594 мм.  Бумага: Remake эко туманно-серый 250 г/м2; Rusticus тиснёный фетр слоновая кость 240 г/м2; Rusticus тиснёный фетр белый 240 г/м2; Prisma слоновая кость 250 г/м2; Prisma слоновая белый 250 г/м2. Цветная аэрозольная краска + шелкография в два цвета. Тираж — 58 + 3 Е/А экз. Печатник — Алексей Васильев, ассистент — Виктор Солонарь (СПб). Сигнатура, авторская подпись и год графитным карандашом внизу изображения.
- Андрей КОРОЛЬЧУК

Город мираж.  2019.  420 Х 594 мм.  Бумага: Rusticus белый тиснёный фетр, 240 г/м2; Rusticus слоновая кость  тиснёный фетр, 240 г/м2; Prisma белый фетр, 200 г/м2. Литография в три цвета. Тираж — 58 + 3 Е/А экз. Печатник-литограф — Александр Финенко / Печатная мастерская Песочная, 16 (СПб). Сигнатура, название, авторская подпись и дата графитным карандашом внизу под изображением.
- Гафур МЕНДАГАЛИЕВ

Сфинкс СПб.  2019-2020.  420 Х 594 мм.  Бумага: Remake эко туманно-серый, 250 г/м2; Burano пастельно-серый, 250 г/м2. Литография в три цвета, авторская подкраска белым карандашом Koh-I-Noor + шелкография голубым тоном. Тираж — 58 + 3 Е/А экз. Печатник-литограф — Александр Финенко / Печатная мастерская Песочная, 16 (СПб). Печатник-шелкограф — Алексей Васильев, ассистент — Виктор Солонарь (СПб). Сигнатура, название, авторская подпись и год графитным карандашом внизу под изображением.
- Кира МАТИССЕН

Город — Холод.  2019.  420 Х 594 мм.  Бумага: Murrillo тиснёный фетр серый, 260 г/м2; Burano интенсивно бирюзовый 55, 250 г/м2; Colorplan бирюзовый, 270 г/м2; Remake Эко небесно-бирюзовый, 250 г/м2; Fabriano Color+ фиолетовый, 240 г/м2. Шелкография в два цвета. Тираж — 58 + 4 Е/А экз. Печатник — Алексей Васильев, ассистент — Виктор Солонарь (СПб). Сигнатура, авторская подпись и год графитным карандашом внизу изображения.
- Пётр ПЕРЕВЕЗЕНЦЕВ

Поднебесье изрыто.  2020.  420 Х 594 мм.  Бумага: Murillo тиснёный фетр бежевый, 260 г/м2; Remake эко песочно-бежевый 250 г/м2; Remake эко туманно-серый 250 г/м2; Rusticus тиснёный фетр песочно-бежевый 240 г/м2; Rusticus тиснёный фетр серый 240 г/м2; Planet эко крафт бежевый 270 г/м2; Крафт коричневый 290 г/м2. Цветная аэрозольная краска + шелкография в три цвета. Тираж — 58 + 3 Е/А экз. Печатник — Алексей Васильев, ассистент — Виктор Солонарь (СПб). Сигнатура и авторская подпись графитным карандашом внизу изображения.
- Элла ЦЫПЛЯКОВА

Ночь / День.  2019.  420 Х 594 мм.  Бумага: Pergraphica гладкая натурально-белая, 300 г/м2; Zeta бриллиант, 260 г/м2; Palatina особогладкая слоновая кость, 230 г/м2; Burano пастель чайная роза, 250 г/м2. Линогравюра в три цвета. Тираж — 58 + 4 Е/А экз. Печать тиража выполнена автором, при участии художника-печатника Павла Пичугина в печатной мастерской ГРПУ им. Герцена (СПб). Экземпляры в тираже имеют некоторое различие по цвето-тоновому решению. Сигнатура, название, авторская подпись и год графитным карандашом внизу под изображением.
- Ян АНТОНЫШЕВ

По обе стороны.  2019.  420 Х 594 мм.  Бумага: Remake эко песочно-бежевый, 250 г/м2; Planet эко мелированный натурально белый, 270 г/м2. Литография в три цвета + авторская подкраска цветными карандашами. Тираж — 58 + 2 Е/А экз. Печатник — Андрей Финенко / Печатная мастерская Песочная, 16 (СПб). Сигнатура, название, авторская подпись и год графитным карандашом внизу под изображением.
- Михаил МОЛОЧНИКОВ

Город-Паук.  2019.  420 Х 594 мм.  Бумага: Rusticus натурально-белый тисненый фетр, 240 г/м2; Rusticus белый тисненый фетр, 240 г/м2; Rusticus серый тисненый фетр, 240 г/м2; Colorplan холодный голубой, 270 г/м2; Colorplan светло-голубой, 270 г/м2; Remake Эко туманно-серый, 250 г/м2. Цветная аэрозольная краска и металлик + шелкография в три цвета. Тираж — 58 + 4 Е/А экз. Печатник — Алексей Васильев, ассистент — Виктор Солонарь (СПб). Экземпляры в тираже имеют некоторое различие по цветовому решению. Сигнатура, название и авторская монограмма черной ручкой внизу на поле изображения.
- Дмитрий КАВАРГА

Каварга-Скит.  2020.  420 Х 594 мм.  Бумага: Burano интенсивно-синий кобальт 66, 250 г/м2; Torito матовый черный, 270 г/м2; Torito матовый тёмно-синий, 270 г/м2; Pergraphica черный, 250 г/м2. Цветная аэрозольная краска + шелкография в два цвета. Экземпляры в тираже имеют незначительные различия по цветовому решению. Тираж — 58 + 4 Е/А экз. Печатник — Алексей Васильев, ассистент — Виктор Солонарь (СПб). Сигнатура, название и авторская подпись графитным карандашом внизу изображения.
- Игорь БАСКИН

Городское безумие.  2019.  420 Х 594 мм.  Бумага: Rusticus натурально-белый тисненый фетр, 240 г/м2; Colorplan слоновая кость, 270 г/м2; Zeta белый бриллиант, 260 г/м2; Zeta белый бриллиант, 150 г/м2. Шелкография в три цвета (6 краскопрогонов). Тираж — 58 + 4 Е/А экз. Печатник — Алексей Васильев, ассистент — Виктор Солонарь (СПб). Сигнатура, название, авторская подпись и дата графитным карандашом внизу под изображением.
- Борис ЗАБИРОХИН

III Minds.  2020.  420 Х 594 мм.  Бумага: Coloplan натуральный, 270 г/м2; Coloplan снежно-белый, 270 г/м2; Prisma фетр слоновая кость, 250 г/м2; Rusticus фетр натурально белый, 240 г/м2. Литография в два тона карандашом. Тираж — 58 + 2 Е/А экз. Экземпляры в тираже имеют некоторое различие по цветовому тону. Печатник — Алексей А. Баранов / Мастерская А. & А. Барановых. Правды, 16 (СПб). Сигнатура, название, авторская подпись и дата графитным карандашом внизу под изображением.
- Евгений СТРЕЛКОВ

Red Route.  2019.  420 Х 594 мм.  Бумага: Ivoline гладкая белая, 220 г/м2. Шелкография в пять цветов + ручные авторские штампы красной штемпельной краской. Тираж — 58 + 3 Е/А экз. Печатники — Андрей Чуриков и Игорь Самотканов (Новпринт, Нижний Новгород). Сигнатура, авторская подпись и год графитным карандашом внизу изображения.
- Анатолий ВАСИЛЬЕВ

Жёлтая перчатка.  2019-2020.  420 Х 594 мм.  Бумага: Rusticus белый тиснёный фетр, 240 г/м2; Rusticus слоновая кость тиснёный фетр, 240 г/м2; Prisma белый фетр, 200 г/м2. Цветная литография в три тона, авторская ручная подкраска акварелью + шелкография оранжевым и коричневым тоном. Тираж — 58 + 2 Е/А экз. Печатник-литограф — Алексей А. Баранов. Печатник-шелкограф — Алексей Васильев, ассистент — Виктор Солонарь (СПб). Сигнатура, название, авторская подпись и дата графитным карандашом внизу под изображением.
- Василий ВЛАСОВ

Город / Космос.  2019.  420 Х 594 мм.  Бумага: Pergraphica гладкая белая, 240 г/м2. Цветная линогравюра в четыре прогона (с одной доски). Тираж — 58 экз. Печать тиража выполнена автором лично в своей мастерской (Мск.). Сигнатура, авторская подпись и дата графитным карандашом внизу под изображением.
- Александр ПОЗИН

Наши в городе.  2019.  420 Х 594 мм.  Бумага: Pergraphica натурально-белый, 300 г/м2. Линогравюра в три цвета / три варианта цветового решения композиции в тираже. Тираж — 58 экз + 2 Е/А экз. Печать тиража выполнена автором лично в мастерской на Песочной, 16 (СПб). Сигнатура, авторская подпись и дата графитным карандашом внизу под изображением.
- Вячеслав ШИЛОВ

Сон.  2019-2020.  420 Х 594 мм.  Бумага: Elation черный, 240 г/м2; Elation синий парижский лён, 240 г/м2; Torito матовый черный, 270 г/м2; Torito матовый тёмно-синий, 270 г/м2; Murillo тиснёный темно-синий фетр, 260 г/м2; Coloplan глубокий синий, 270 г/м2. Цветная акриловая аэрозольная краска + шелкография в три цвета (желтый флуоресцентный). Тираж — 58 + 3 Е/А экз. Печатник — Алексей Васильев, ассистент — Виктор Солонарь (СПб). Сигнатура, название, авторская подпись и дата графитным карандашом + штамп “V. Shilov” красными чернилами внизу, справа  под изображением.
- Надежда АНФАЛОВА

Санкт-Ленинград.  2019.  420 Х 594 мм.  Бумага: Rusticus песочно-бежевый, 240 г/м2; Colorplan слоновая кость, 270 г/м2; Zeta белый бриллиант, 260 г/м2. Шелкография в три тона, Тираж — 58 + 3 Е/А экз. Печатник — Алексей Васильев, ассистент — Виктор Солонарь (СПб). Сигнатура, название, авторская подпись и год графитным карандашом внизу изображения.
- Екатерина ПОСЕЦЕЛЬСКАЯ

Осенний Париж.  2019-2020.  420 Х 594 мм.  Бумага: охристо-желтая архивная литографская бумага 4 типов 220-240 г/м2. Литография в два тона, авторская подкраска цветными карандашами + шелкография красным тоном (авторский текст). Тираж — 58 + 4 Е/А экз. Печатник-литограф — Андрей Финенко / Печатная мастерская Песочная, 16 (СПб). Печатник-шелкограф — Алексей Васильев, ассистент — Виктор Солонарь (СПб). Сигнатура, название, авторская подпись и год графитным карандашом внизу под изображением.
- Андрей ЧЕЖИН

Пространство кнопок Эшера.  2019. 420 Х 594 мм.  Бумага: архивная ч/б (ЛЗС "Позитив" 1988 г., документная контрастная, эмульсия № 4176), 120г/м2. Ручная фотопечать с двух негативов, тонирование сепией, цветная акриловая аэрозольная краска, через трафарет, Тираж — 58 + 2 Е/А экз. Экземпляры имеют значительные различия по графической и цветовой структуре. Печать и подкраска тиража выполнена лично автором в своей мастерской / Пушкинская 10 (СПб). Сигнатура, авторская подпись и дата черной ручкой внизу под изображением.
- Игорь ГАНЗЕНКО

Велодвижение.  2019.  420 Х 594 мм.  Бумага: Rusticus натурально белый тиснёный фетр, 240 г/м2; Contrast верже слоновая кость, 224 г/м2. Шелкография в пять цветов, Тираж — 58 + 4 Е/А экз. Печатник — Алексей Васильев, ассистент — Виктор Солонарь (СПб). Сигнатура, название, авторская подпись и год графитным карандашом внизу под изображением.
- Юрий ШТАПАКОВ

Руина.  2019.  420 Х 594 мм.  Бумага: ГОЗНАК, архивная желтовато-серая со следами естественного старения 220 г/м2. Высокая печать в два тона, аэрозольная краска + шелкография. Тираж — 58 + 1 А/Р экз. Печать тиража выполнена автором лично в своей мастерской (СПб). Печатник-шелкограф — Алексей Васильев (СПб). Сигнатура, название, авторская подпись и год графитным карандашом внизу под изображением.
- Александр АРТАМОНОВ

Казанский караульщик № 43.  2019.  420 Х 594 мм.  Бумага: белая Fabriano Unica (50 % cotton), 250 г/м2; натурально белая Fabriano Unica, 220 г/м2. Автоцинкография, высокая печать в три тона. Тираж — 58 экз. Экземпляры в тираже имеют незначительные различия по тоновому решению. Печать тиража выполнена лично автором в своей мастерской (Казань). Сигнатура, и авторская монограмма черными чернилами внизу листа, справа.
- Анастасия ЗЫКИНА

Люби меня.  2020.  420 Х 594 мм.  Бумага: Rusticus слоновая кость тиснёный фетр, 240 г/м2; Rusticus натурально белый тиснёный фетр, 240 г/м2; Prisma белый фетр, 250 г/м2; Prisma слоновая кость, 250 г/м2. Фотоофорт с доработкой, травление, подкраска акварелью + шелкография белым цветом. Тираж — 58 + 2 Е/А экз. Экземпляры в тираже имеют некоторые различия по цветовому решению. Печать и иллюминирование тиража выполнены автором в свей мастерской (СПб). Сигнатура, авторская подпись и дата внизу листа белой ручкой.
- Вася ХОРСТ

Дом флейта.  2019.  420 Х 594 мм.  Бумага: Rusticus белый тиснёный фетр, 240 г/м2. Литография в три цвета + авторская подкраска цветными карандашами. Тираж — 58 + 3 Е/А экз. Печатник-литограф — Александр Финенко / Печатная мастерская Песочная, 16 (СПб). Сигнатура, авторская монограмма и дата синим карандашом в поле изображения, справа.

## Выставки

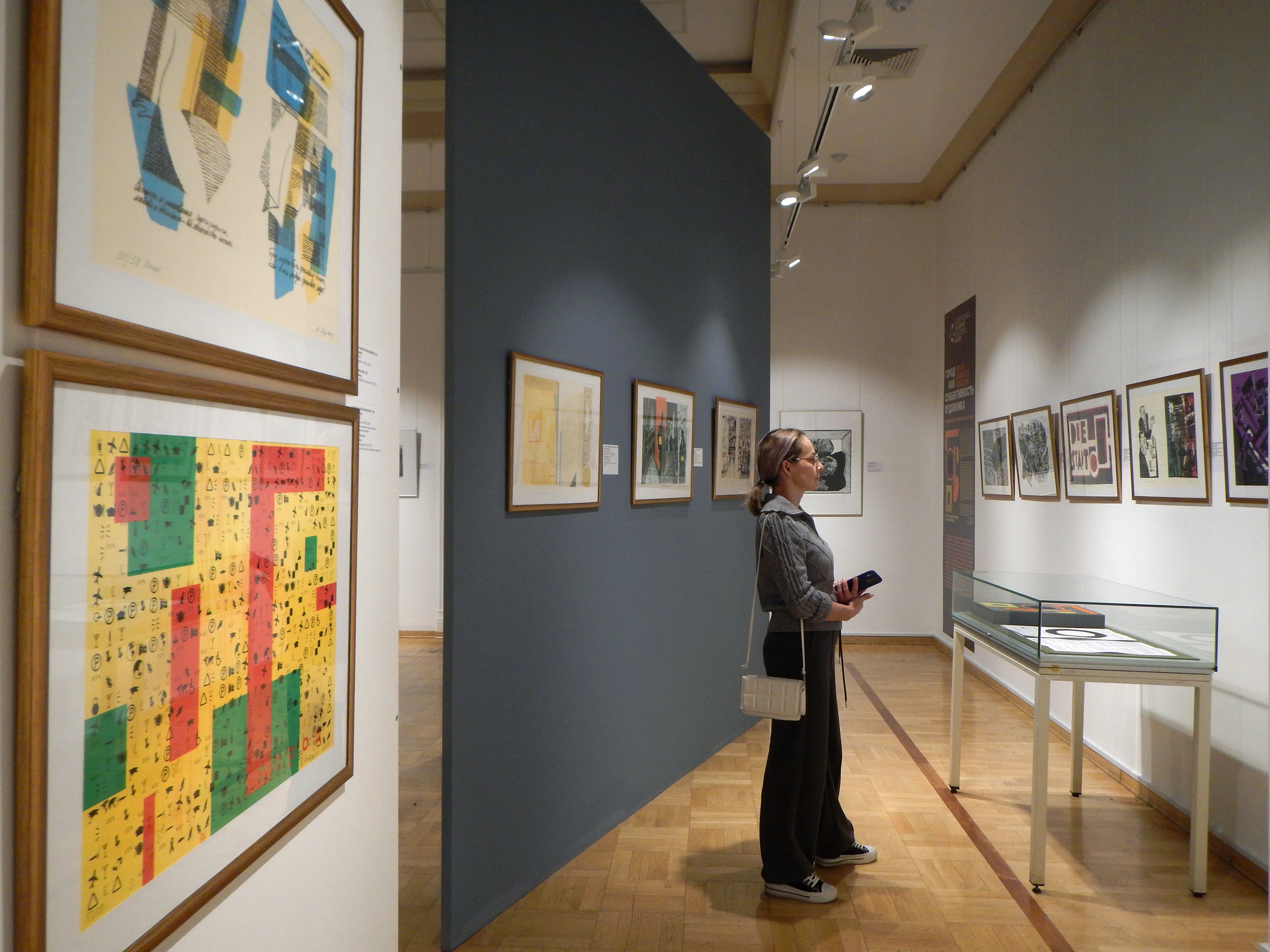
Фрагмент экспозиции. ГМИИ РТ (Хазинэ). 03.10.2024

- Город как субъективность художника. — Спецпроект в отдельном зале галереи Хазинэ, в рамках Казанской международной триеннале печатной графики «Всадник». — ГМИИ РТ. Казань. 03 октября 2024 — 19 января 2025[34][35].
- Город как субъективность/ Мск. — Выставочный центр фонда AVC Charity Foundation. Москва. 24 августа — 4 октября 2021.
- Город как субъективность/ СПб. — Новый выставочный зал Государственного музея городской скульптуры. Санкт-Петербург. 23 октября 2020 — 22 февраля 2021.

- Издание было представлено:
  - Книга как искусство (Издательство Тимофея Маркова). — Библиотека Алвара Аалто. (Лекционный зал). Выборг. 01 — 31 марта 2025.
  - Санкт-Петербург — Москва. — ВЗ Санкт-Петербургский Союз художников. Санкт-Петербург. 01 — 18 декабря 2022[36][37].
  - XVII Санкт-Петербургский международный книжный салон. — Дворцовая площадь. Санкт-Петербург. 19 — 22 мая 2022.
  - Международная книжная выставка интеллектуальной литературы Non/fiction. — Гостиный двор. Москва. 24 — 28 марта 2021.
  - Частная территория. Книга художника (иллюстрации, инсталляции, видео-объекты). — ЦВЗ. Пермь. 24 июля — 29 августа 2021.

### Город как субъективность (СПб)

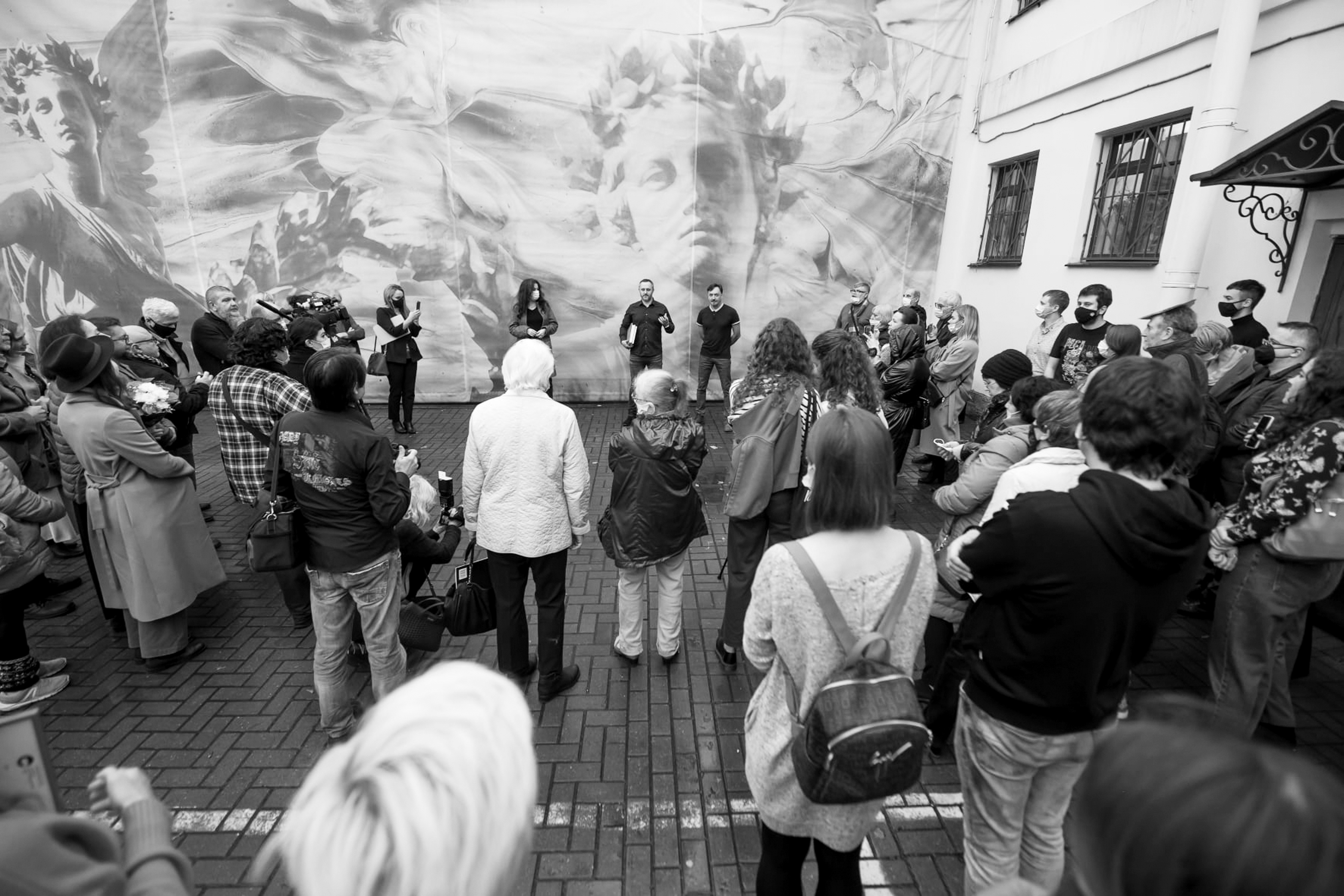
Открытие выставки. ГМГС. 23.10.2020

Выставка Город как субъективность, впервые представившая издание публике, открылась 23 октября 2020 года в Новом выставочном зале Государственного музея городской скульптуры (Санкт-Петербург). Запланированные сроки работы выставки 24 октября 2020 — 31 января 2021 (при этом в период с 12—26 декабря 2020 года ВЗ был вынужденно закрыт по внутренним причинам, после чего режим закрытых дверей продлили до 11 января 2021).
В конце января, после относительной стабилизации в Санкт-Петербурге эпидемиологической обстановки по COVID-19 работа выставки была продлена до 21 февраля 2021 года (включительно). В итоге экспозиция оставалась доступной для посещения по 22 февраля, включительно (26—28 февраля выставка была полностью демонтирована).

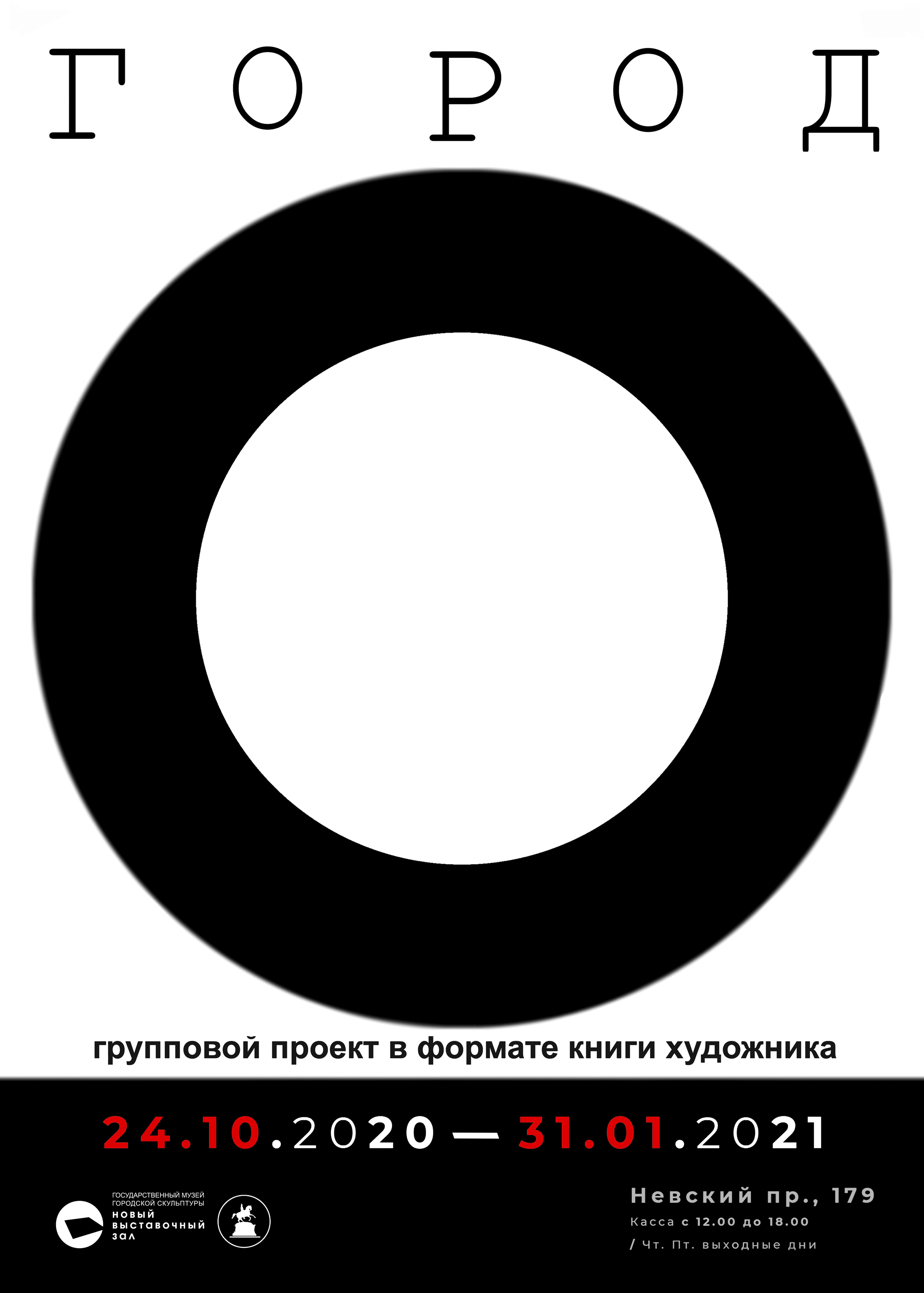
Город как субъективность. 2020, афиша выставки

Кроме самого издания, показанного в витрине, экспонировались отдельные графические листы в рамах, размещенные на стенах двух залов музея на первом этаже. Так же в выставочном пространстве были инсталлированы тринадцать скульптурных групп и арт-объектов, так или иначе коррелирующих с основной темой проекта (7 — в первом зале, 6 — во втором). Большинство авторов скульптур — участники издания: Марина Спивак, Виктор Ремишевский, Александр Позин, Алексей Парыгин, Дмитрий Каварга, Григорий Кацнельсон, Игорь Иванов, Владимир Качальский и Михаил Едомский (не участвовавший в издательской части).
Город, как настольная игра. Город, как комикс. Город, как модель биполярной активности. Город, как активное вещество в метаболизме горожанина. Город, как книга.  24 октября в новом выставочном зале Государственного Музея городской скульптуры Санкт-Петербурга откроется выставка, которая представит широкой публике город во множестве субъективностей.  Проект «Город как субъективность художника» – это книга, но не в традиционном понимании слова. «Город» – книга художника (artist’s book), и это если не самый крупный в мире проект в этом раритетном и драгоценном формате, то однозначно, один из крупнейших...
По времени, презентация проекта совпала с быстро нарастающей второй пандемической волной COVID-19, введением масочного режима и официальных запретов на массовые мероприятия. Несмотря на это, событие привлекло к себе внимание, как посетителей, так и прессы.
Его освещало ряд новостных, информационных (ТАСС, Росбалт, Фонтанка.ру, ИМА-Пресс, FederalCity.ru, Яндекс.Дзен, Рамблер, Федеральное агентство новостей) и культурно-новостных (Культура.РФ, KudaGo, Яндекс.Афиша, Точка ART, Культобзор, Музеи России, Time Out, Афиша и др.) каналов.
В периодической прессе (Деловой Петербург, Вечерний Санкт-Петербург, КоммерсантЪ-СПб и др.) был опубликован ряд рецензий и статей; отснята и показана на ТВ (НТВ-Петербург, Телеканал Санкт-Петербург, Телеканал 78) серия видеорепортажей с выставки.
На выставке царят ирония, меланхолия и любовь к Серебряному веку и авангарду — негласная айдентика Петербурга.
Урбанистический по тематике, "Город как субъективность" — эксперимент в жанре "книги художника". Подобные малотиражные опыты на границе искусства и литературы увлекают писателей и графиков с конца позапрошлого века. В Петербурге, где в советское время сформировалось несколько графических школ, "книга художника" — чрезвычайно популярный жанр....
21 и 22 ноября 2020 (Art Weekend) выставочный проект участвовал во 2-м Кураторском форуме, организуемом Северо-Западным филиалом ГМИИ им. А. С. Пушкина (ГЦСИ-Санкт-Петербург).
3 ноября 2020 выставочная экспозиция стала частью Ночи искусств
Досуговый портал KudaGo.com номинировал выставку «Город как субъективность» на ежегодную свою премию в номинации "Музейная выставка года 2020 (Санкт-Петербург)". По результатам зрительского голосования, завершившегося в конце декабря, она заняла четвертое место.

### Экспозиция I (СПб)

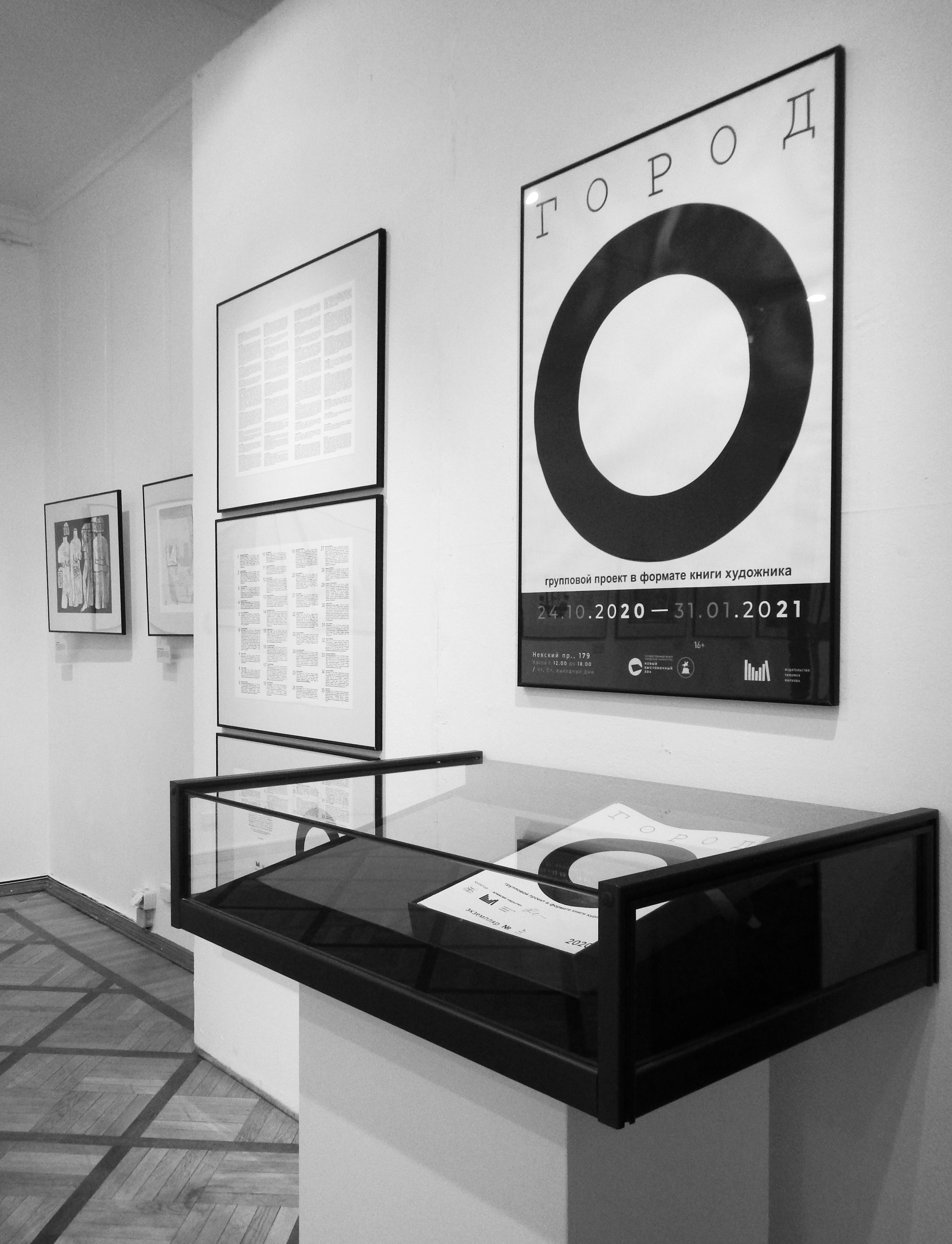
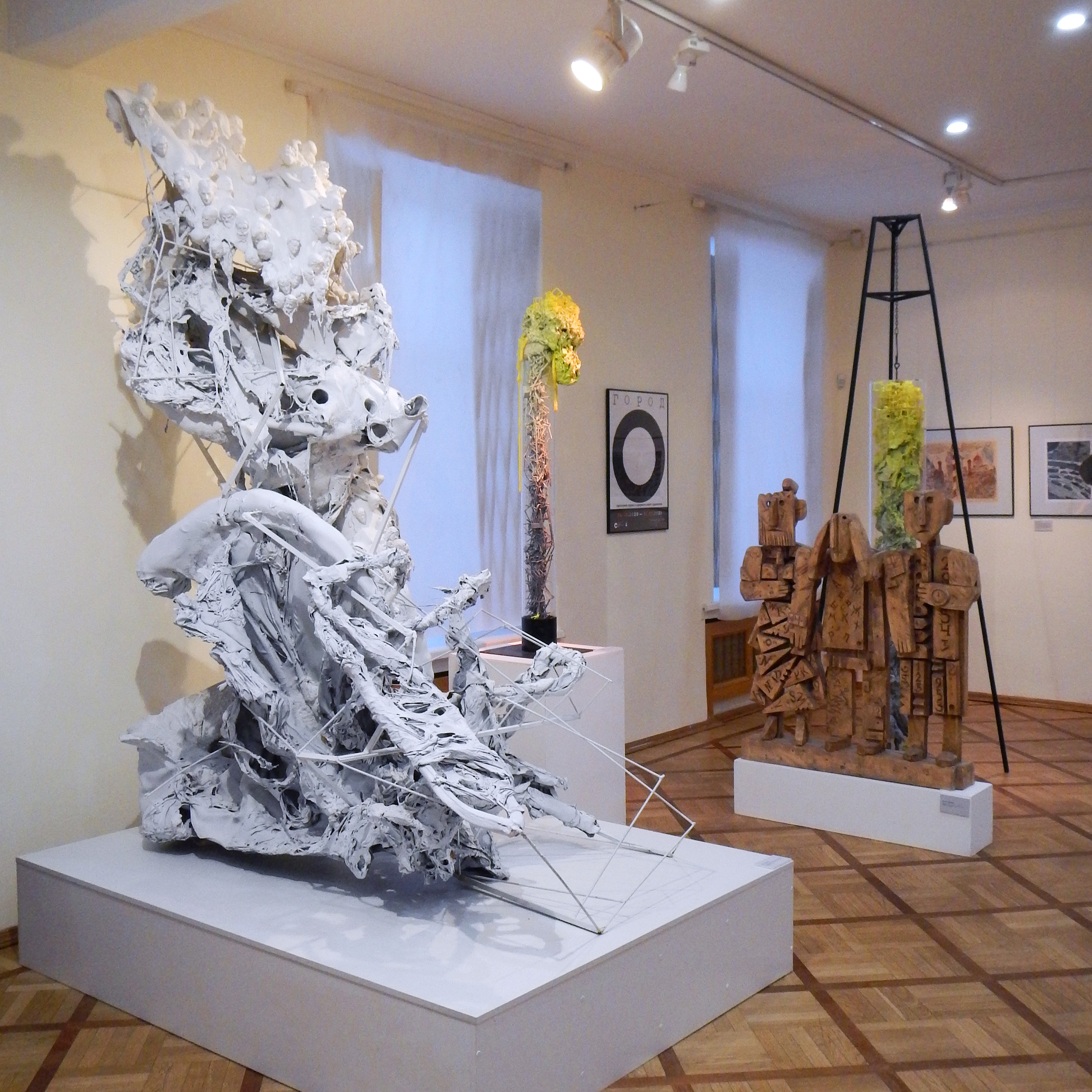
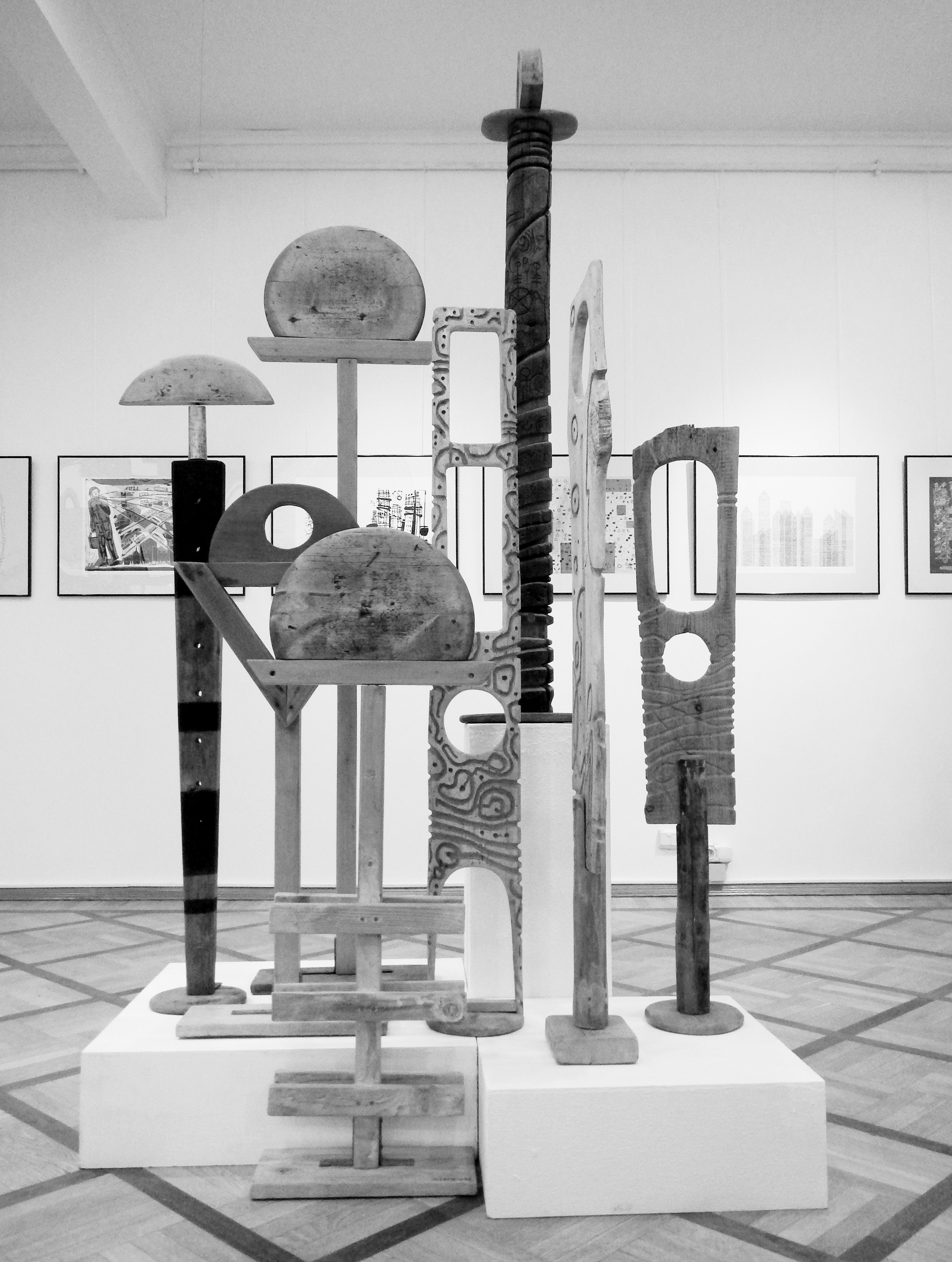
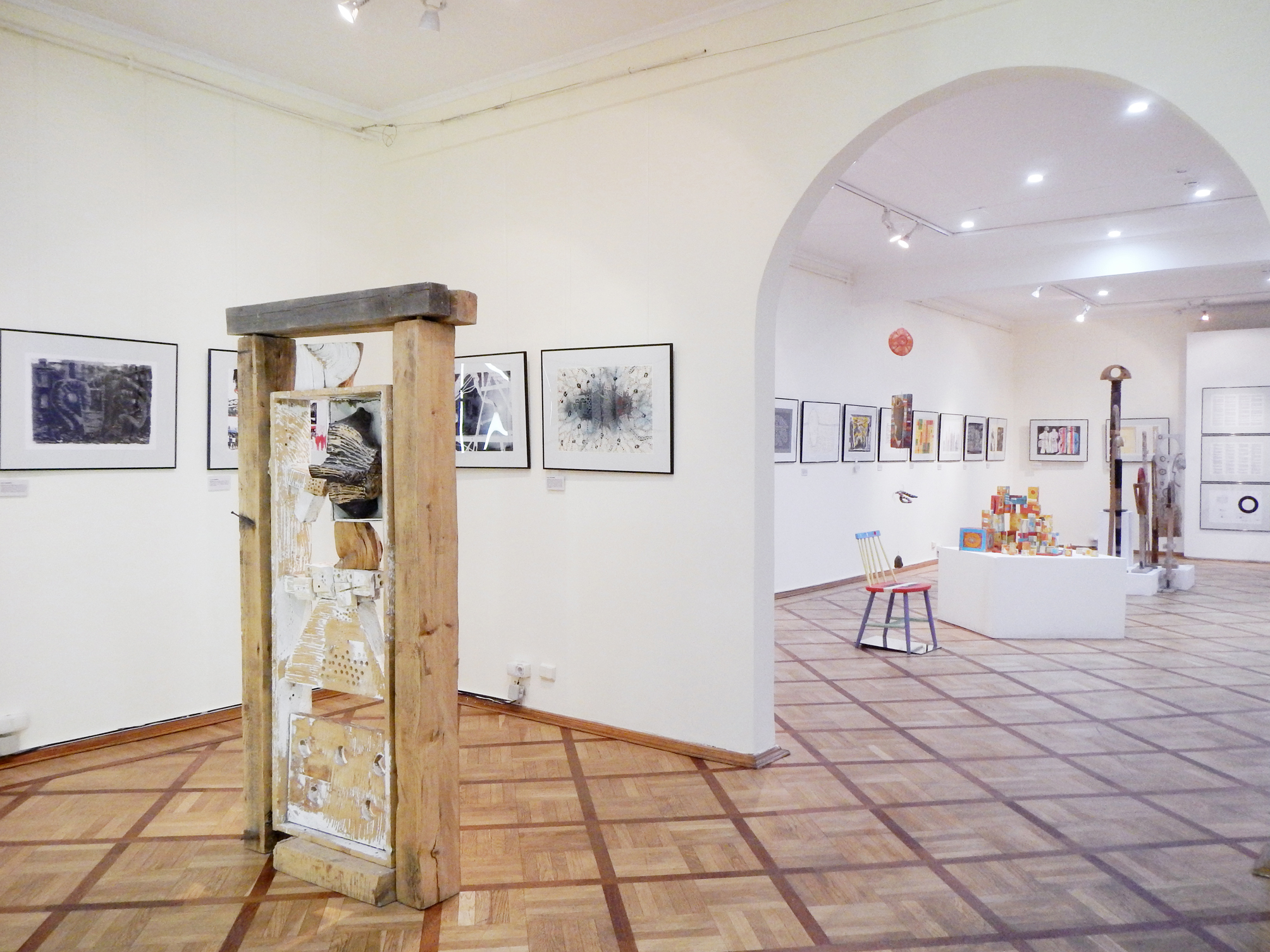
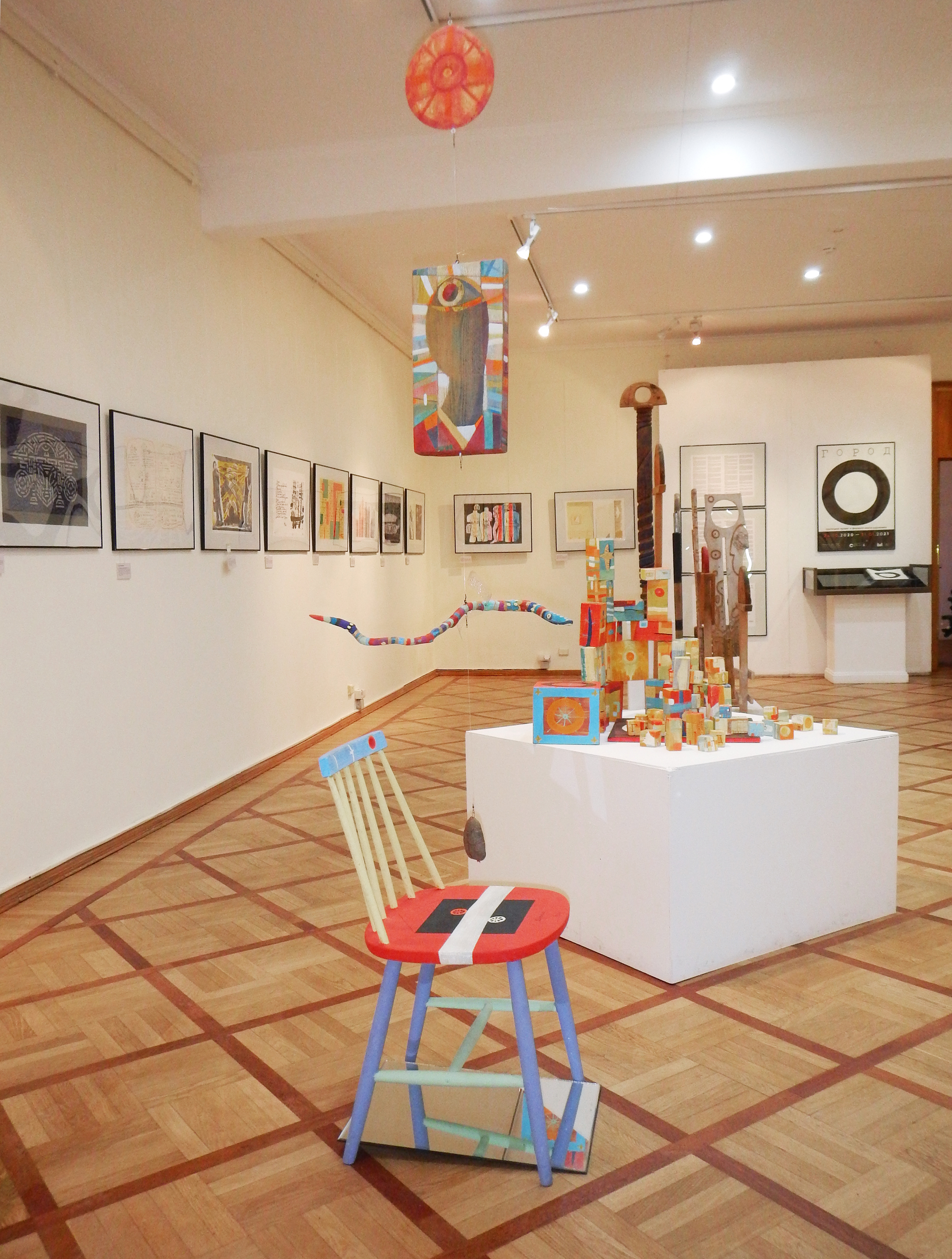
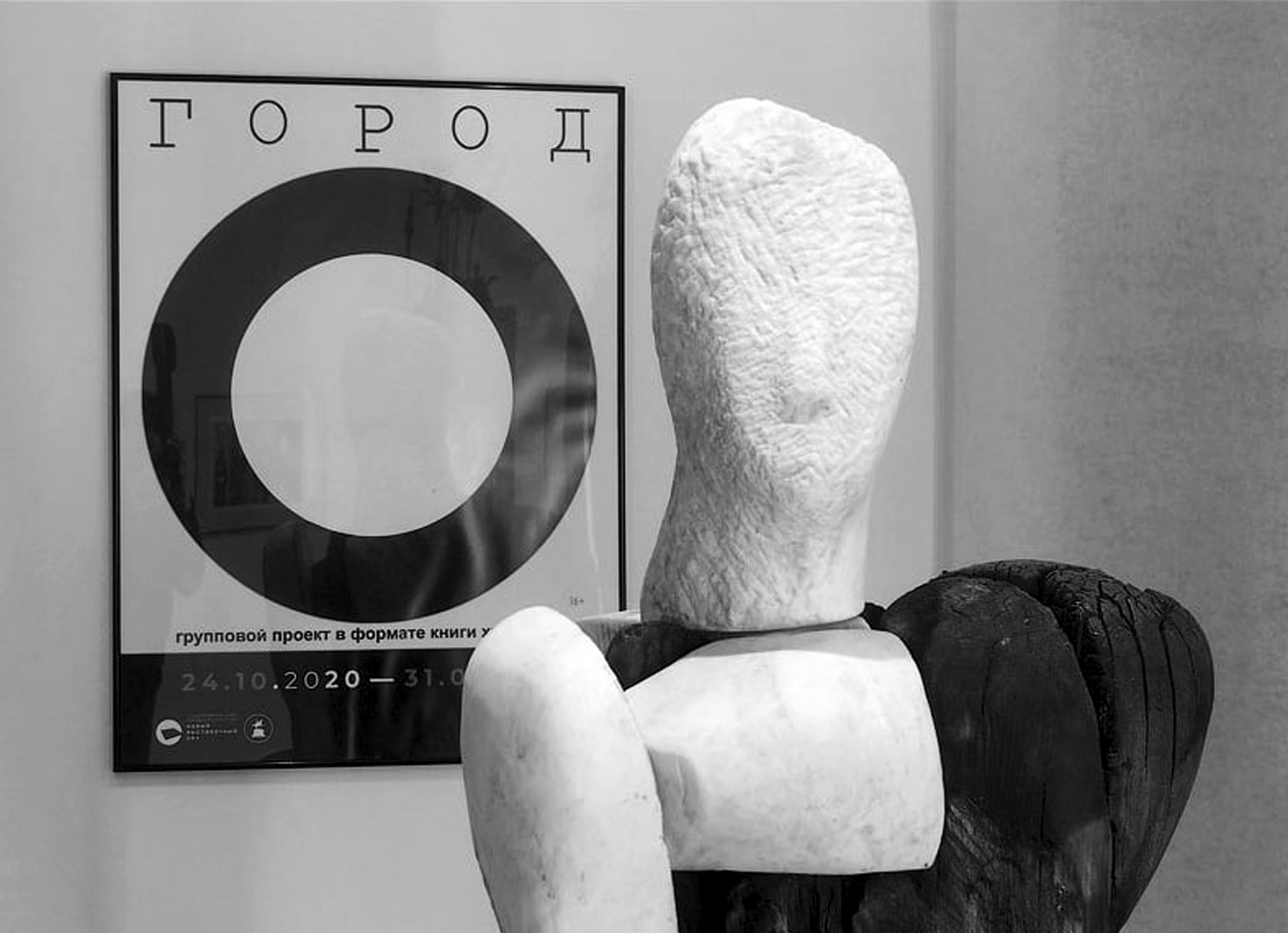
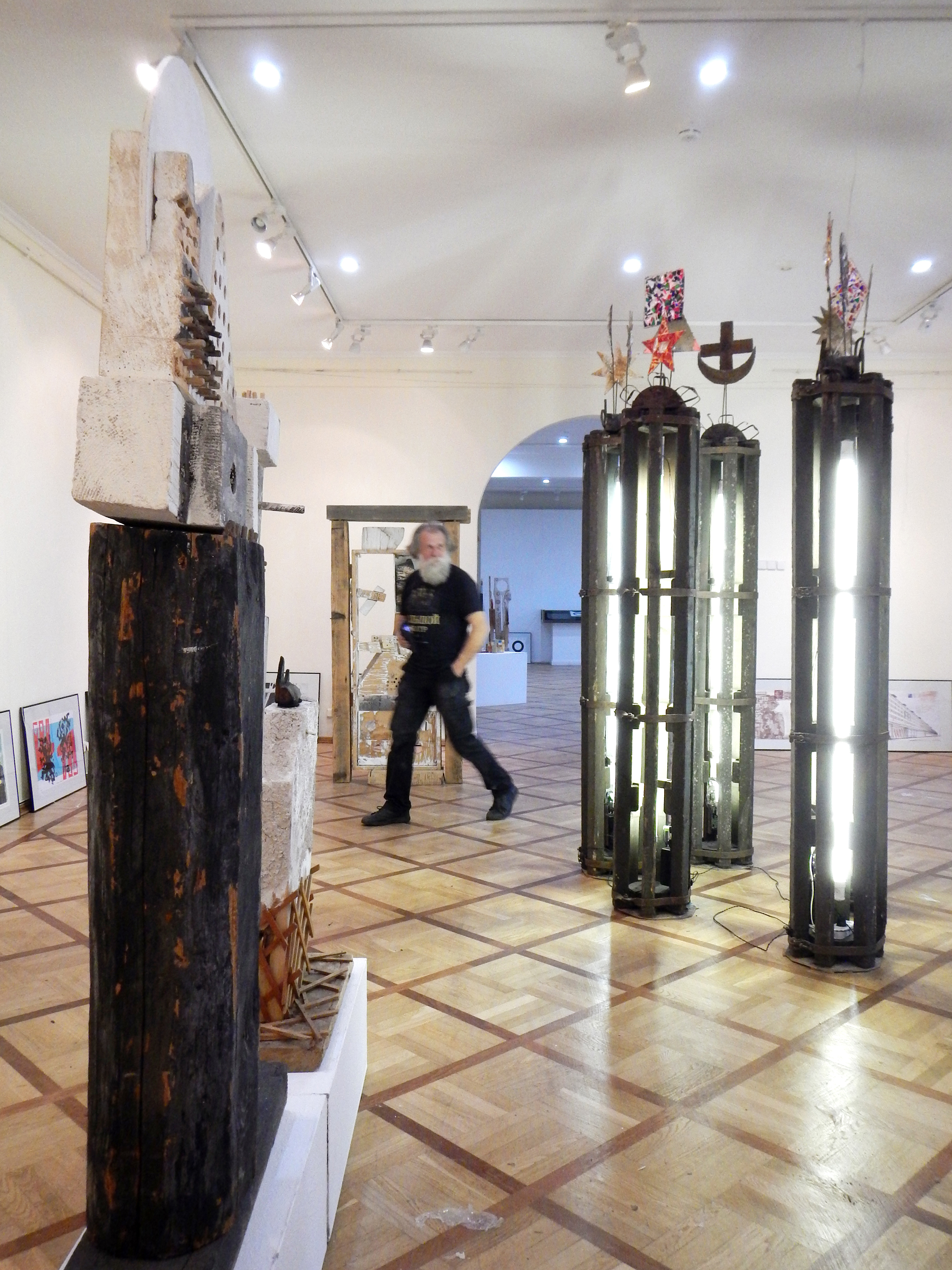

### Город как субъективность (Москва)
Даты проведения второй выставки проекта многократно переносились, что отчасти было связано с техническими нестыковками, частично с очередной волной пандемии COVID-19 (в каталоге сроки выставки обозначены: 24 апреля — 24 июня). В результате заблаговременно планировавшаяся московская выставка открылась только в конце августа. Вечером 24 августа прошел закрытый вернисаж, на следующий день экспозиция официально стала доступна для посетителей. Зкспозиция разместилась в камерном зале на первом этаже выставочного пространства Фонда AVC Charity Foundation на Пречистенке 40/2, строение 2.
Относительно небольшая экспозиционная площадь зала потребовала развески графических листов в два ряда. Экспозицию дополнили скульптурные объекты участников издания: деревянные объекты «Город будущего» Леонида Тишкова (Мск), сделанные на основе текстов Константина Циолковского, настоящий сундук с бесчисленным количеством кубиков внутри, расписанными специально к московской выставке Владимиром Качальским (СПб), — своеобразная интерактивная игра для рук и головы, две воздушные бумажные скульптуры, оммаж Казимиру Малевичу от Михаила Молочникова (Мск), группа деревянных постурбанистических скульптур Алексея Парыгина (СПб), эпический «арт-объект колба» Дмитрия Каварги (Мск), созерцательно-лиричный объект-рефлексия Виктора Ремишевского (СПб), две коллажные башни Игоря Иванова (СПб). В пространстве выставки на 20-дюймовом мониторе, в режиме нон-стоп, демонстрируется десятиминутный анимационный фильм «Город как субъективность» (2021), снятый по мотивам издательского проекта.
Время работы зала: ср, чт, пт 14.00 — 20.00; сб, вс 12.00 — 20.00.
Изначально планировалось, что московский показ проекта в выставочном центре Фонда AVC Charity Foundation закончится 28 сентября 2021 года (такая дата указана на афише). Но позже срок работы экспозиции был продлён до 4 октября, 5 и 6 октября выставка, в присутствии куратора, была демонтирована, экспонаты отправлены в Санкт-Петербург транспортной компанией.

### Экспозиция II (Москва)

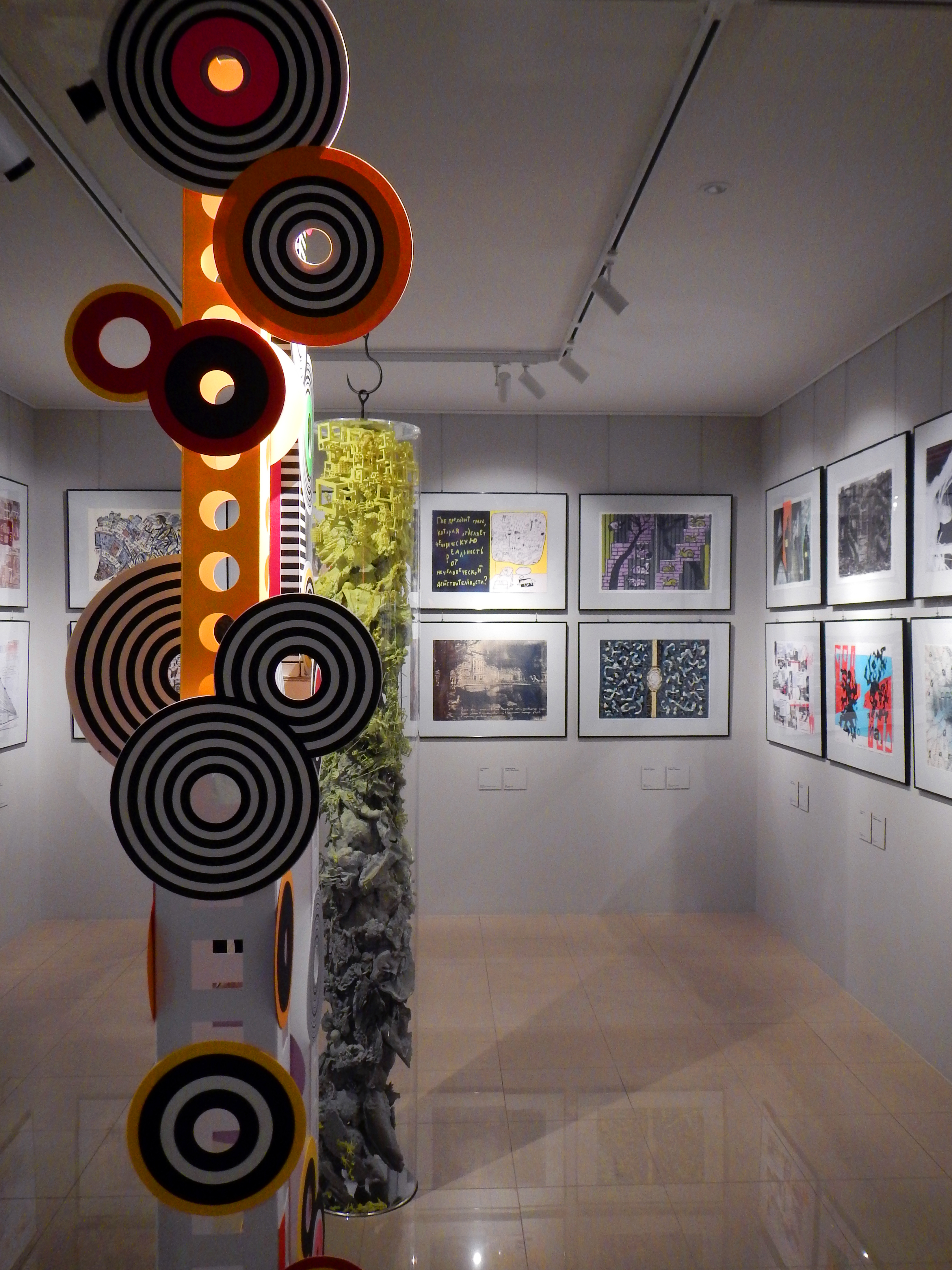
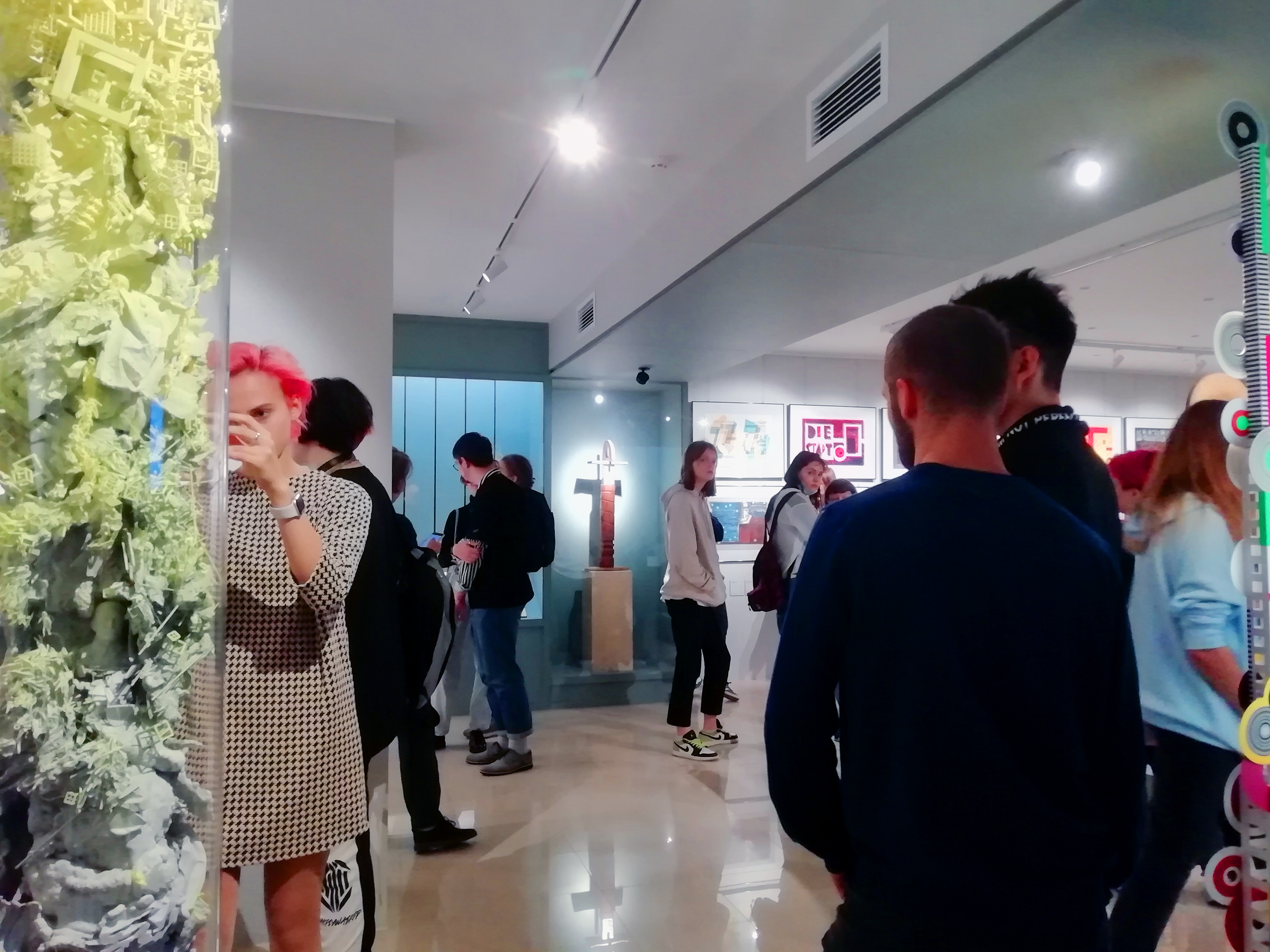
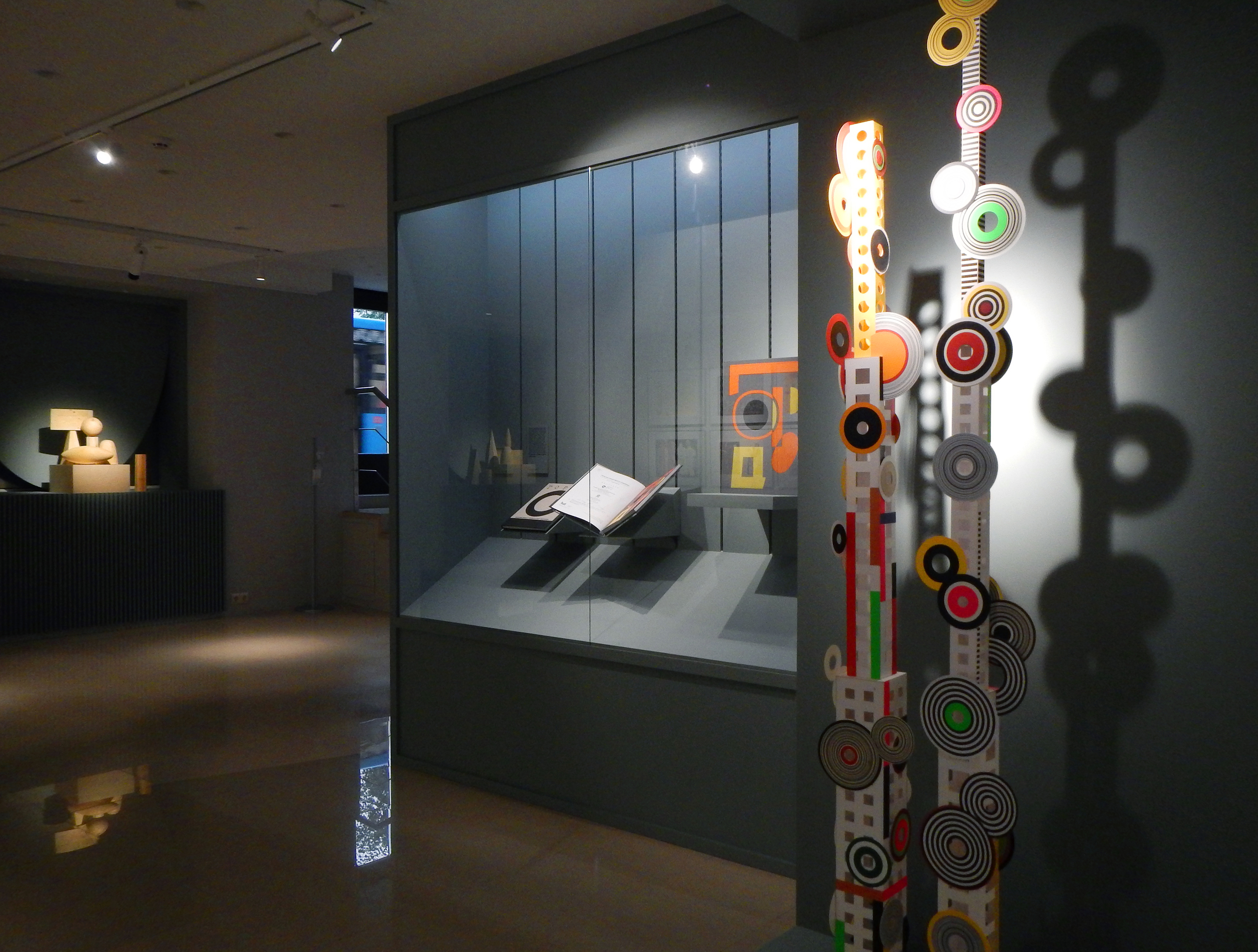
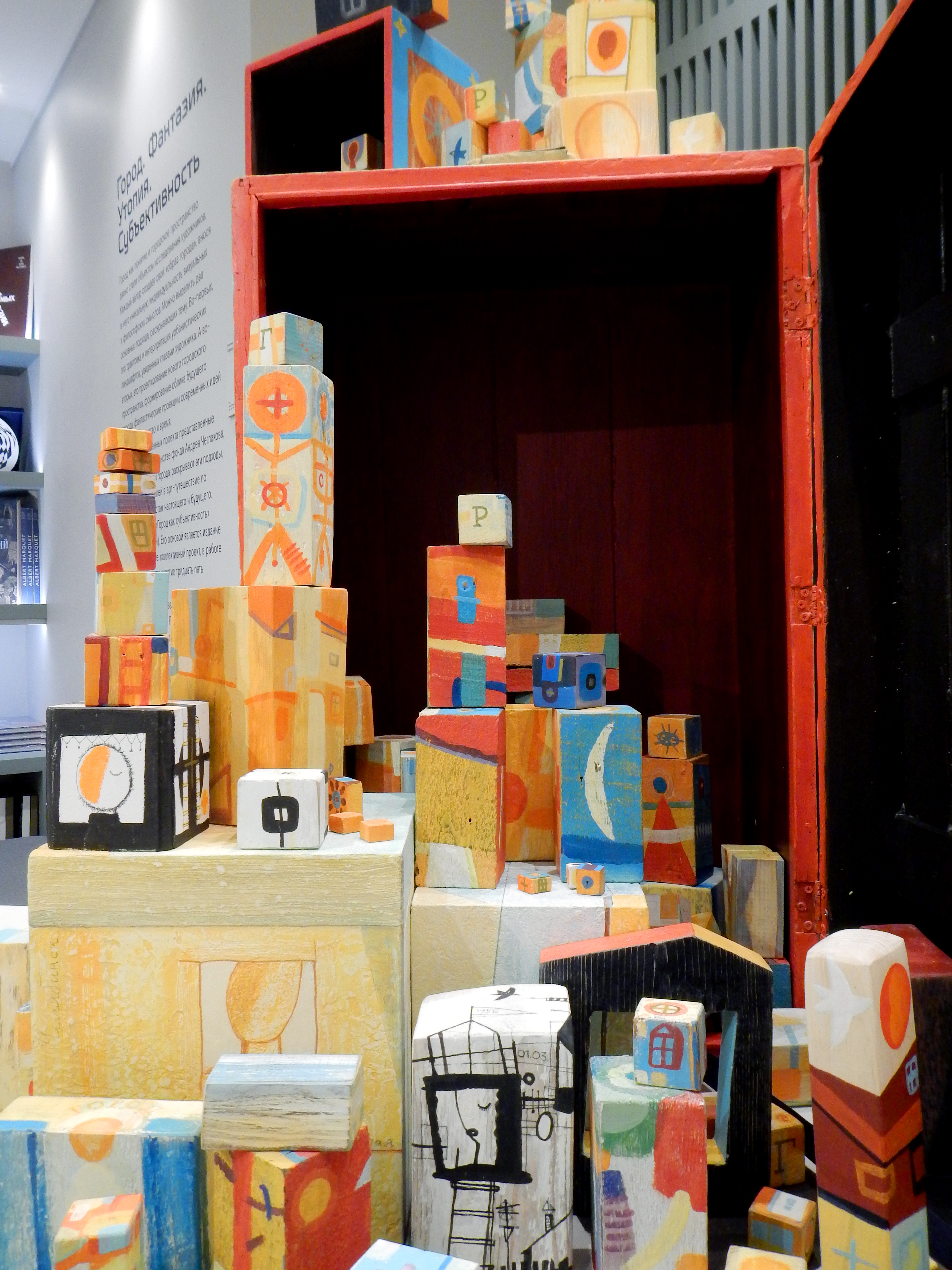
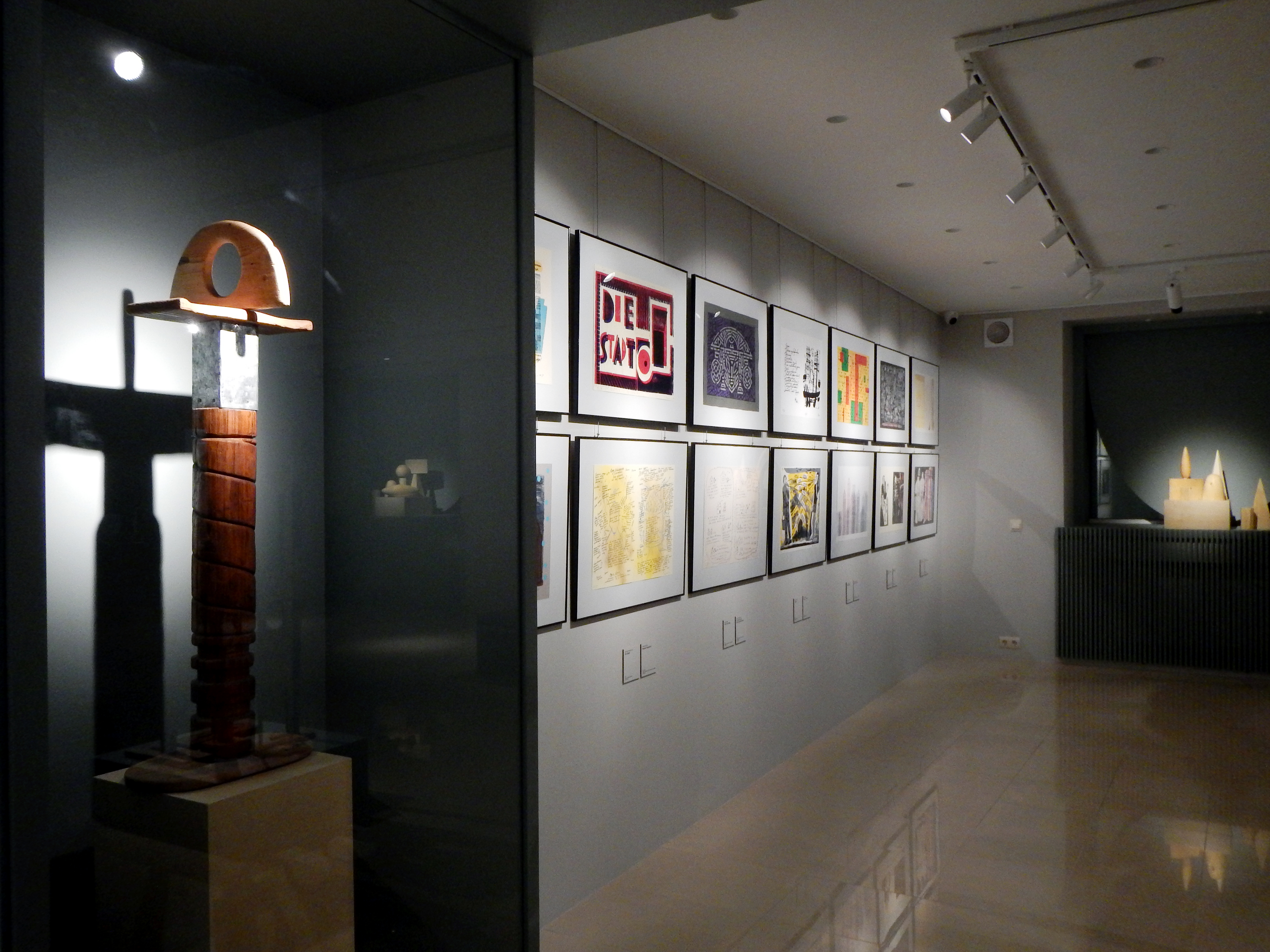
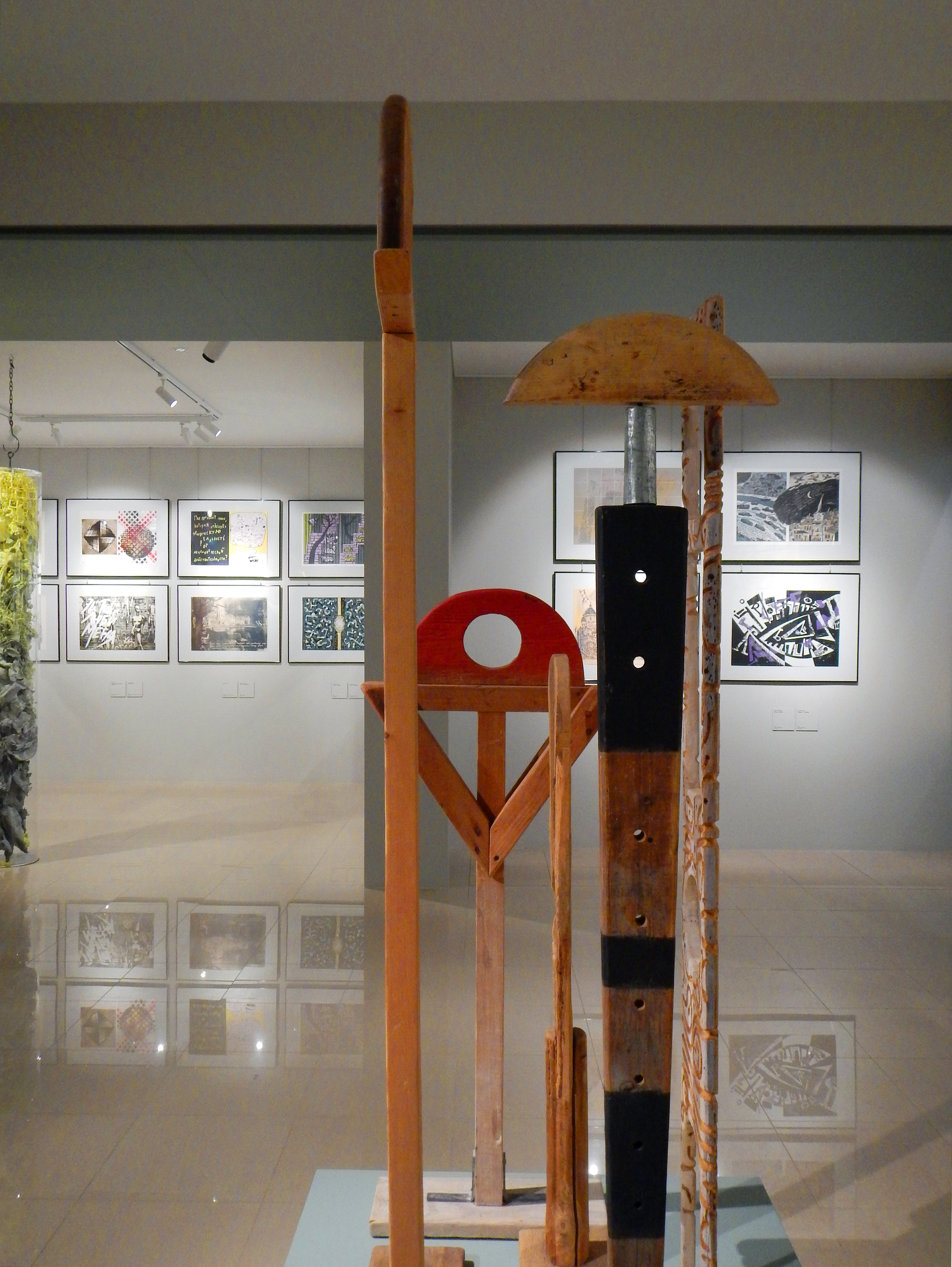
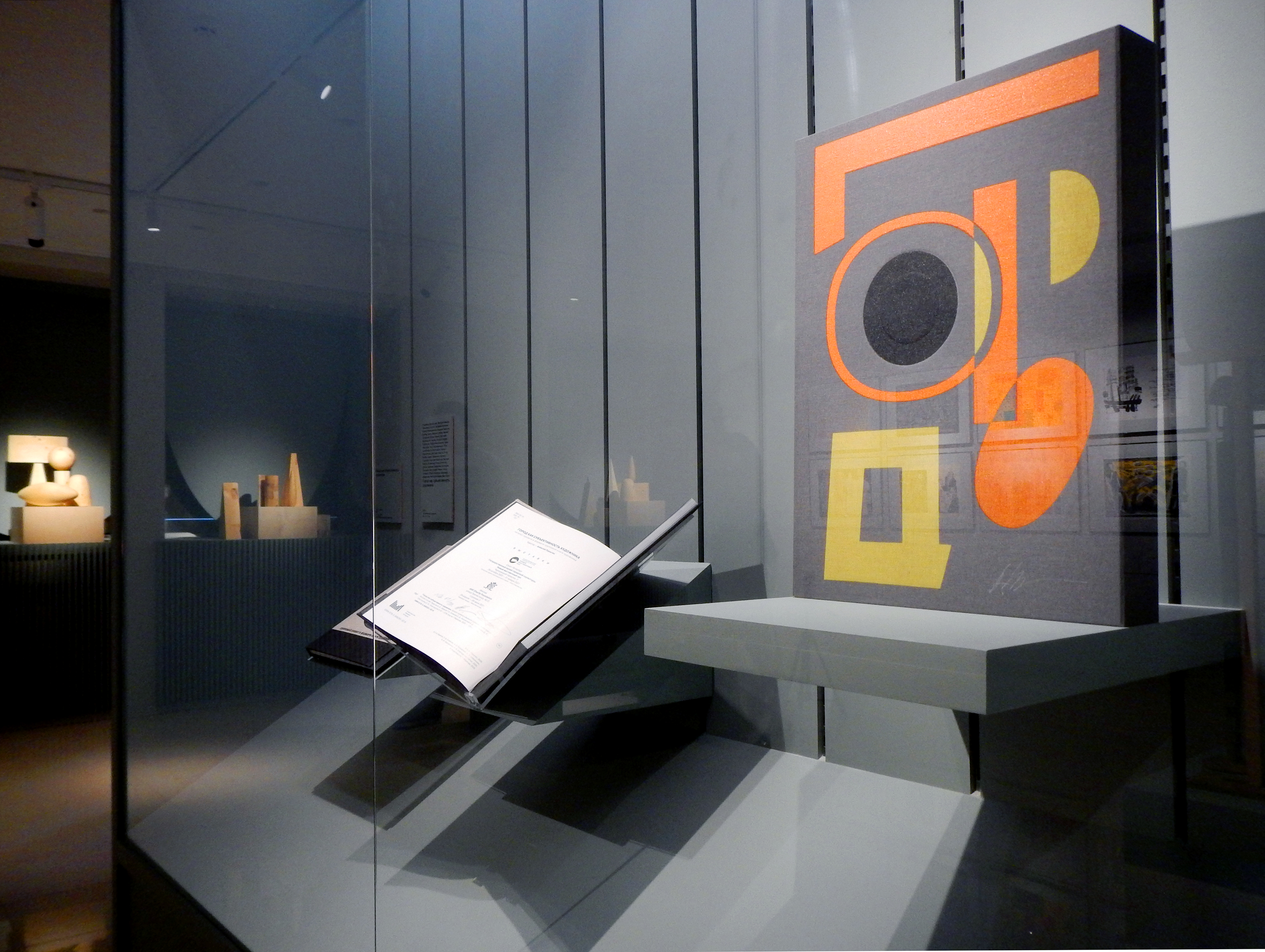

## Каталог проекта
Во второй половине ноября 2020 года, с вынужденной задержкой по техническим причинам, вышел из печати билингва (рус/англ) полиграфический каталог издательского проекта «Город как субъективность художника». Каталог включает в себя семь статей затрагивающих различные аспекты проекта, рассматриваемые сквозь призму истории жанра книги художника. Тексты в последовательности расположения: Парыгин А. Б. Город как субъективное пространство художника; Марков Т. А. Город как дурная привычка; Климова Е. Д. Город как книга; Боровский А. Д. Приглашение к artist's book; Северюхин Д. Я. Книга художника — ген обновления; Григорьянц Е. И. Прочтение города; Благодатов Н. И. Город — субъективные импровизации. Основная часть — тридцать пять книжных разворотов, по одному на каждого автора участника группового издания (фотография автора, короткая биографическая справка, цв. репродукция сделанной художником для проекта работы, её подробная атрибуция, вербальное высказывание художника о процессе создания).

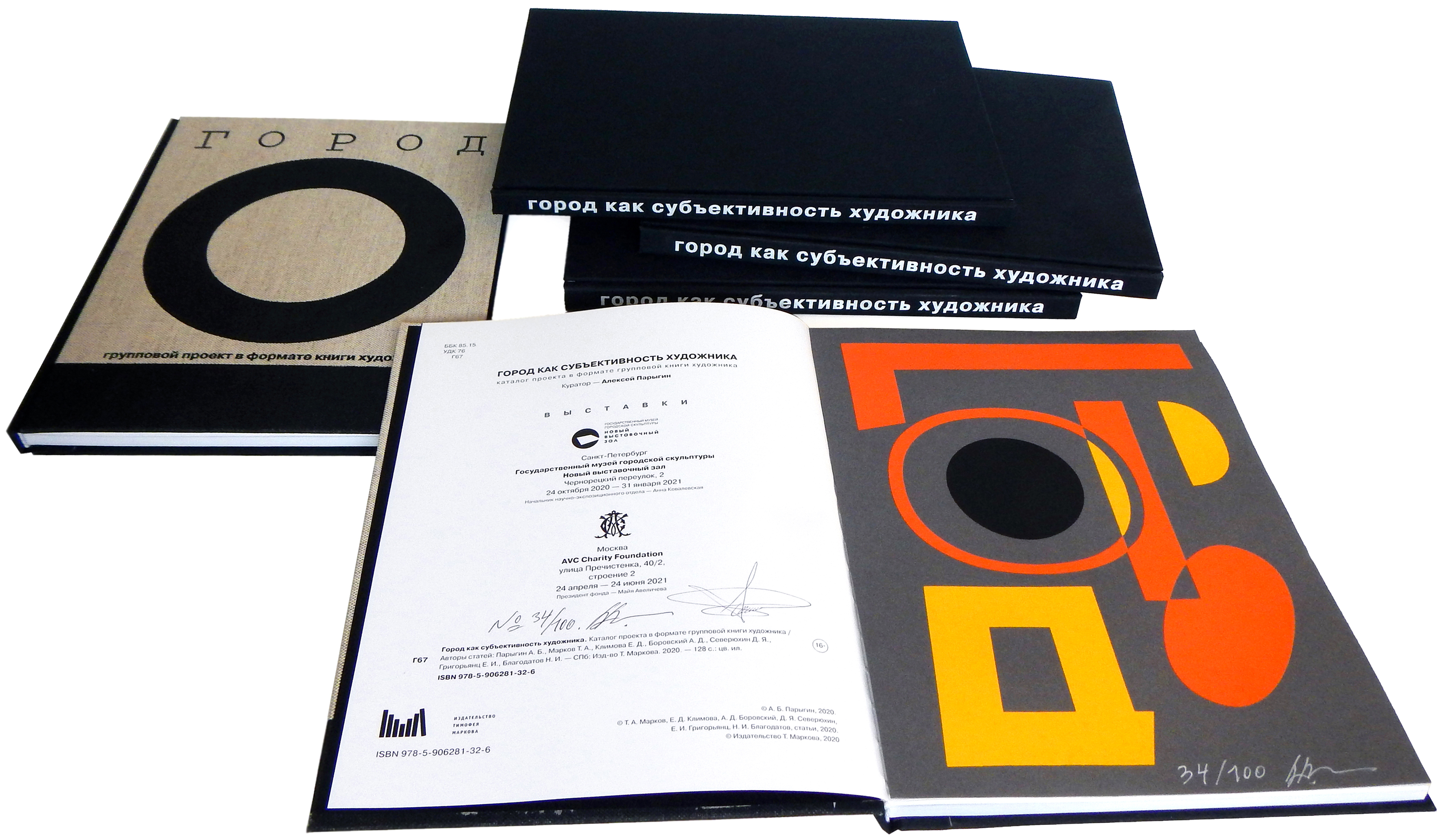
«Город как субъективность художника». Лимитированный тираж каталога. 2021

Редактор статей — Юлия Сырбу. Перевод статей на английский язык: Александра Варенникова, Юлия Сырбу. Перевод биографий и атрибуций — Елена Гладкова. Редактор текстов на английском языке — Ирэн В. Лингард. Под общей редакцией Алексея Парыгина. Дизайн каталога — Алексей Парыгин и Жанна Мозговая.
Презентация каталога основной части проекта — издания «Город как субъективность художника», состоялась 19 января 2021 года в экспозиционном пространстве выставки «Город как субъективность» в Новом выставочном зале Музея городской скульптуры. Альбом представили издатель Тимофей Марков и куратор Алексей Парыгин.

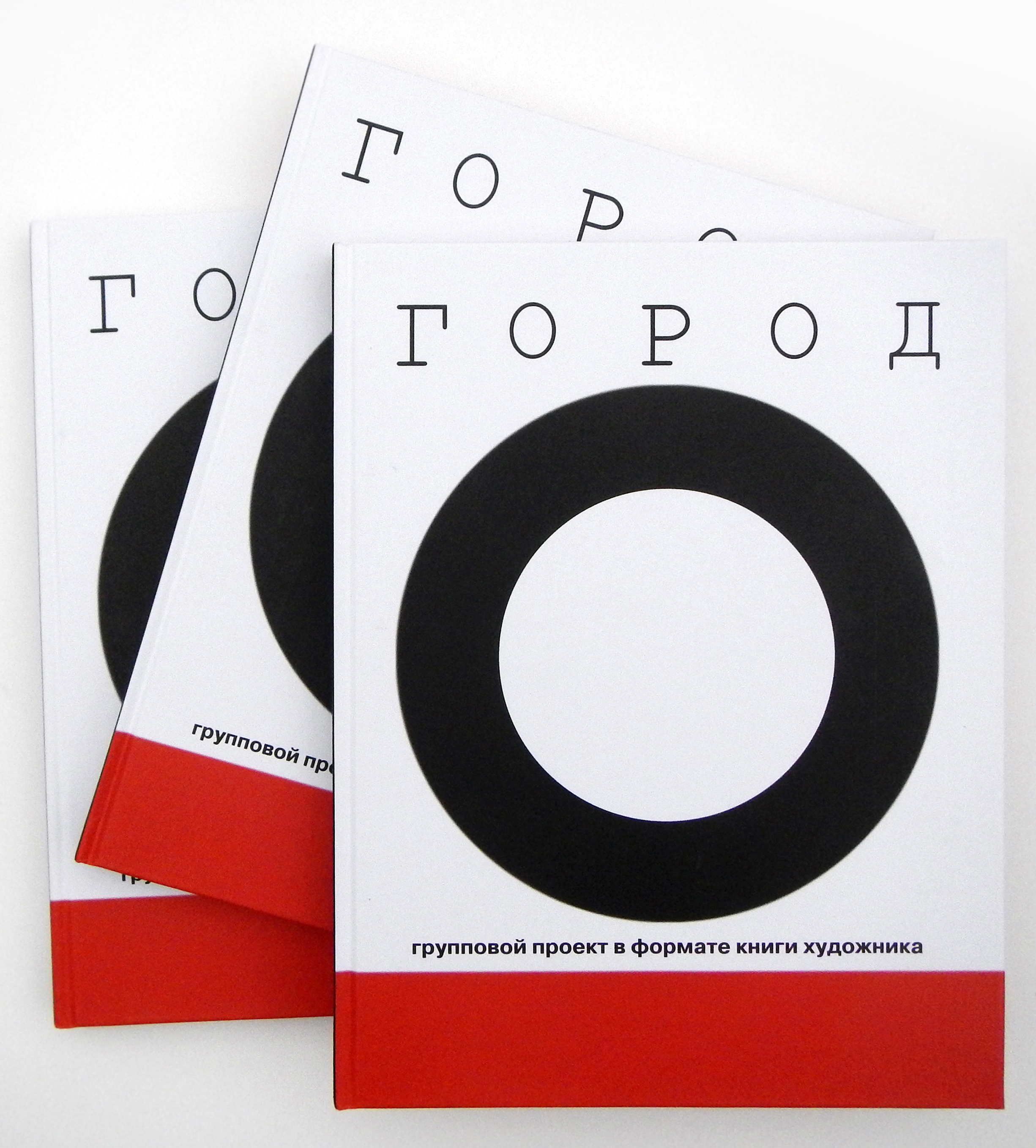
Город как субъективность художника. Каталог проекта, 2020

После издания каталога проекта «Город как субъективность художника» отдельные его экземпляры были переданы в дар ряду профильных подразделений: Отдел гравюры XVIII—ХХI вв. Государственного Русского музея; Научную библиотеку Эрмитажа; научную библиотеку СПГХПА им. А. Л. Штиглица; научную библиотеку Государственного музея изобразительных искусств им. А. С. Пушкина; Научная библиотека Третьяковской галереи, ГТГ; библиотеку Музея современного искусства «Гараж»; библиотеку Музея искусства Санкт-Петербурга XX-XXI веков; библиотеку Московского музея современного искусства; библиотеку Государственного музей В. В. Маяковского (М.); Библиотеку Алвара Аалто (Выборг); Центр редкой книги и коллекций «Вселенная Гутенберга» Библиотеки иностранной литературы им. М. И. Рудомино; Музей «Книга художника» (М.); библиотеку AVC Charity Foundation; Библиотеку книжной графики (СПб.); научную библиотеку Государственного музея истории Санкт-Петербурга; библиотеку ЦСИ им. Сергея Курёхина; Фундаментальную библиотеку РГПУ им. А. И. Герцена; Научную библиотеку Санкт-Петербургского гуманитарного университета профсоюзов; отдел Изоизданий Российской государственной библиотеки; Российскую государственную библиотеку искусств (М.); Новосибирский государственный художественный музей; библиотеку Комитета по культуре Санкт-Петербурга; МЦБС им. М. Ю. Лермонтова (СПб.); Отдел эстампов Российской национальной библиотеки (СПб.); библиотеку Факультета свободных искусств и наук СПбГУ; Берлинскую государственную библиотеку; Научную библиотеку МГУ; научную библиотеку РГГУ (М.); научную библиотеку Вологодской областной картинной галереи; научную библиотеку ГМИИ РТ; Фундаментальную библиотеку ИНИОН РАН; Библиотеку Российской академии наук (СПб.).
В середине 2021 года организаторами проекта был выпущен лимитированный тираж каталога, составивший 100 нумерованных и подписанных куратором и издателем экземпляров. Этот выпуск отличается собранным вручную твердым тканевым переплётом (два типа материала). Элементы графического оформления нанесены методом шелкографии (черным тоном) и холодного тиснения (окружность), с фольгированием белым тоном на корешке. Все работы выполнены в типографии НП-Принт (Санкт-Петербург).
В титульной части каждого экземпляра — вкладная пронумерованная и подписанная автором композиция, повторяющая обложку основного livre d'artiste. Бумага (Colorplan темно-серый 270 г/м2; 300 × 228 мм, лист). Печать: цветная шелкография в три тона, блинтовое тиснение. Тираж — 100 + XII экз. Печатник — Алексей Васильев (СПб.).

## Анимационный фильм

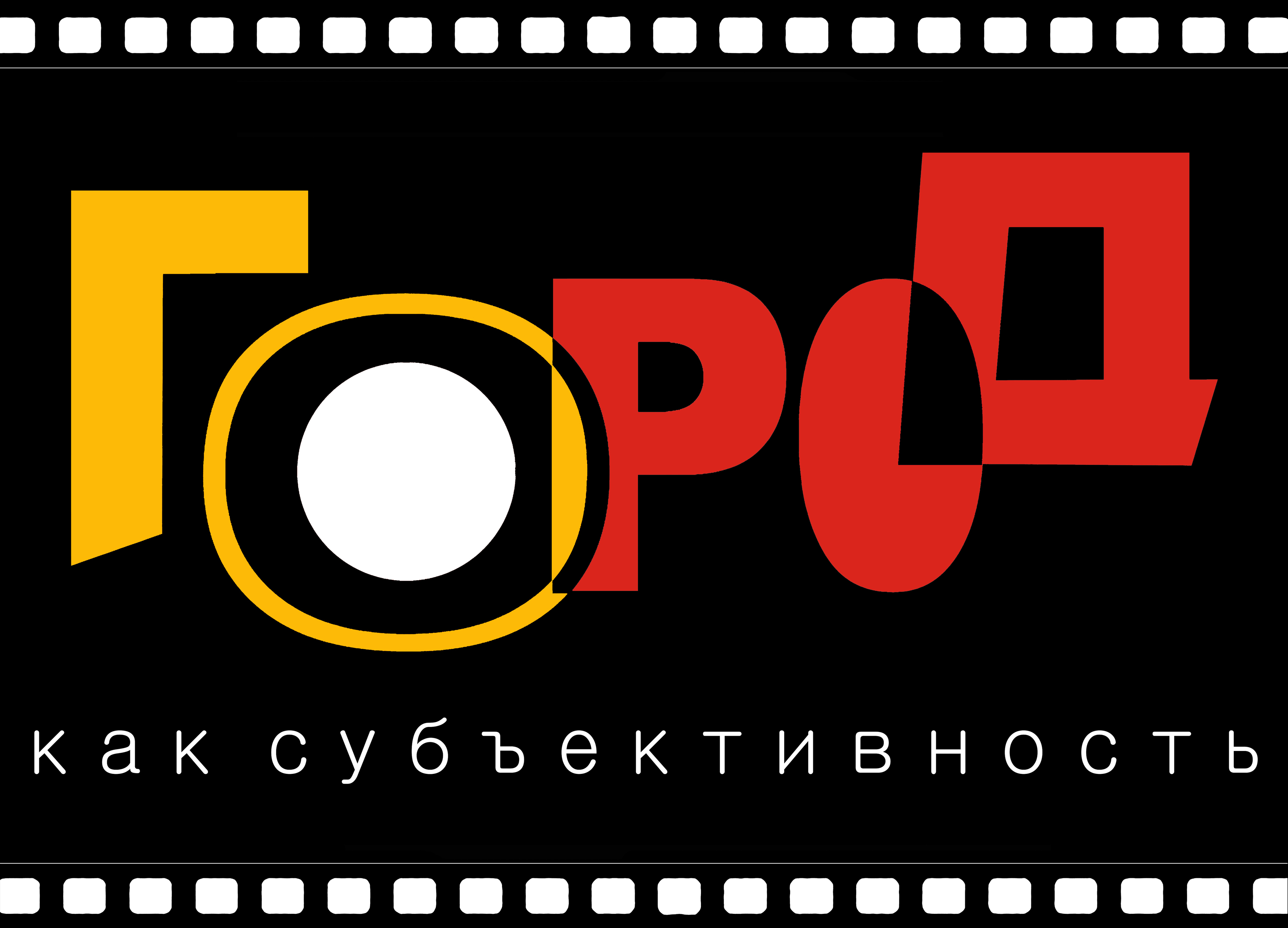
Афиша анимационного фильма Город как субъективность. 2021

Летом 2021 года был закончен монтаж короткометражного (9,53 минуты) анимационного фильма «Город как субъективность», сделанного по мотивам и на основе графического материала группового издания «Город как субъективность художника». Инициаторами находившегося около шести месяцев в производстве девятиминутного фильма выступили Алексей Парыгин и Илларион Коньков. В работе над реализацией идеи анимации приняли участие студенты факультета экранных искусств Санкт-Петербургского государственного института кино и телевидения.
Премьерный показ фильма состоялся 13 августа 2021 года в Библиотеке книжной графики в Санкт-Петербурге (Измайловский проспект, 18). Анимацию представили Алексей Парыгин, Илларион Коньков и Тимофей Марков.
В Москве показ фильма прошёл 23 августа 2021 года в одном из залов арт-пространства «Нигде Кроме», расположенного в Доме Моссельпрома (Калашный переулок, 2/10). После этого авторы выпустили его под свободной лицензией в открытый доступ в YouTube и социальные сети.
21 апреля 2022 года участвовавшие в проекте студенты СПбКИТ на Всероссийский конкурсе «Цифровая палитра — 2022» были награждены дипломами лауреатов.

## Конференции, лекции
- Парыгин А. Книга как субъективный город / Международная научная конференция «Город: культура, память и повседневность». ИНИОН РАН. Москва, 9 апреля 2025[88].
- Парыгин А. Субъективный город как проект (печатная графика и книга художника). Казанская международная триеннале печатной графики, 4 октября 2024, Хазинэ. ГМИИ РТ. Казань.
- Парыгин А. Сбъективный город как проект». III Межрегиональный опен-эйр фестиваль печатной графики «БурмагинФест», 13 июля 2024, Вологда[89].
- Парыгин А. Проект «Город как субъективность»: книга художника между словом и изображением / Золотая буква. Искусство книги и журнала в XIX—XXI столетиях. РГГУ. Москва, 9-11 октября 2023[90]
- Парыгин А. Субъективный город как книга / Трауготовские чтения — 2022. Библиотека книжной графики. Санкт-Петербург, 18-19 марта 2022[91][92]
- Северюхин Д. Я. Проект «Город как субъективность» / Лекция в рамках III Международной триеннале современной графики в Новосибирске. Новосибирский государственный художественный музей. Новосибирск. 17 сентября 2021.

### Книги
- Город как субъективность художника / Групповой проект в формате книги художника. Каталог. Авторы статей: Парыгин А. Б., Марков Т. А., Климова Е. Д., Боровский А. Д., Северюхин Д. Я., Григорьянц Е. И., Благодатов Н. И. — СПб.: Изд. Т. Маркова (типография НП-Принт). 2020. — 128 с.: цв. ил.  (рус.) (англ.) ISBN 978-5-906281-32-6 Тираж — 500 экз. (400 + 100). Твердый переплёт (310 х 237 х 17 мм). Бумага 170 г/м2.[93]

### Статьи
- Данильянц Т. С. Коммуникативные стратегии «книги художника» (На примере творчества Алексея Парыгина) // Сборник материалов тринадцатой научно-практической конференции / под ред. А. К. Кононова. — «Трауготовские чтения 2023». — СПб.: БКГ, 2024. — 424 с. — С. 334-343. ISBN 978-5-907889-07-1
- Парыгин А. Б. Субъективный город как книга // Сборник материалов двенадцатой научно-практической конференции / под ред. А. К. Кононова — «Трауготовские чтения 2022». — СПб.: БКГ, 2023. — 360 с. — С. 161-176. ISBN 978-5-6049512-9-3
- Погарский М., Лукин В. Ф. Энциклопедия Книги художника. — М., 2022. — 296 с., цв. ил. — С. 156. ISBN 978-5-9906919-7-1
- Parygin Alexey A City as an Artist's Subjectivity / Artist’s Book Yearbook 2022-2023. Edited by Sarah Bodman. — Bristol: CFPR (Centre for Fine Print Research). University of the West of England, 2022. — 292 pp. ISBN 978-1-906501-22-8[94]
- Ekaterina Klimova A City as a Book / Artist’s Book Yearbook 2022-2023. Edited by Sarah Bodman. — Bristol: CFPR (Centre for Fine Print Research). University of the West of England. 2022. — 292 pp. ISBN 978-1-906501-22-8
- Parygin Alexey Reports & Reviws/ "A City as the Artist's Subjectivity" is an Artist is a large Russian project in the livre d'artiste format // Book Arts Newsletter. — No. 140. Bristol: CFPR (Centre for Fine Print Research). University of the West of England. 2021, July — August. — P. 46-48. ISSN 1754-9086[95]
- Благодатов Н. И. Субъективные пространства города. — Петербургские искусствоведческие тетради, выпуск 67, СПб.: АИС, 2021. — С. 66-68. ISBN 978-5-906442-31-4
- Кошкина О. Ю. Воодушевлённые городом. — Петербургские искусствоведческие тетради, выпуск 67, СПб: АИС, 2021. — С. 69-71. ISBN 978-5-906442-31-4
- Григорьянц Е. И. «Город» в формате Artist's book. — Петербургские искусствоведческие тетради, выпуск 65, СПб.: АИС, 2021. — С. 96-100.
- Парыгин А. Б. Город как субъективность художника. — Петербургские искусствоведческие тетради, выпуск 64, СПб.: АИС, 2021. — С. 77-84. ISBN 978-5-906442-28-4
- Савицкий С. Климатическая западня: "Город как субъективность" в Музее городской скульптуры // Деловой Петербург. — 2020, 11 декабря.
- Григорьянц Е. И. «Город»: графические интерпретации в формате книги художника // сб. н. трудов международной научной-практической конференции Графический дизайн: традиции и новации. СПб: СПбГУПТД. — 2020. — С. 75-78.
- Эмме Ек. Художники сыграли в города // Вечерний Санкт-Петербург. — 2020, 6 ноября.
- Биосоциальный "город" (интервью с Денисом Ивановым) // Инфоскоп. — 2020, ноябрь. № 271.
- Самойлова А. Город напечатали вручную // КоммерсантЪ-СПб.. №196. — 2020, 26 октября. — С. 20.
- Мазурова С. В Петербурге открылась выставка о городе в формате книги художника // Российская газета. — 2020, 26 октября.
- Семенович А. Музей городской скульптуры зовет искать идентичность в субъективном взгляде на город // Фонтанка.ру. — 2020, 22 октября.
- В Петербурге создан крупнейший в мире проект в формате книги художника // АиФ-Петербург. — 2020, 20 октября.
- Алексеева М. Петербуржцам покажут, как выглядит город, глазами десятков художников // Петербургский дневник. — 2020, 20 октября.
- Город как субъективность художника // Линия полета. — 2020, октября.
- Репина М. В Петербурге создали крупнейший в мире проект в формате книги художника // Комсомольская правда. — 2020, 13 октября.
- В Петербурге откроется выставка «Город как субъективность». Санкт-Петербургские ведомости. — 2020, 7 октября.
- Лучкова А. Раритетную книгу с работами 35 художников о Петербурге представят в Музее городской скульптуры // Петербургский дневник. — 2020, 2 октября.

### Интервью
- Город — как комикс, город — как настольная игра, город — как биполярное расстройство, говорим с кураторами выставки — художником Алексеем Парыгиным и завотделом гравюры ГРМ Екатериной Климовой (ведущая — Алеся Крупанина). Радио Комсомольская Правда. Архив эфира. — 2020, 26 октября.
- Уникальный художественный проект представлен в Музее городской скульптуры. Интервью с художником Алексеем Парыгиным. Радио России — Санкт-Петербург (ведущая — Елена Медведева). — 2020, 23 октября. 18.00.
- «Любой мегаполис — это всегда отчасти Вавилон». В будущем нас ждет эпоха постурбанизма, и многие люди будут стремиться уехать из больших городов. Интервью с художником Алексеем Парыгиным. Росбалт (беседовала Анжела Новосельцева). — 2020, 22 октября.

## Видеосюжеты
- Ценное приобретение. Лана Конокотина. НТВ — Санкт-Петербург. «Сегодня в Санкт-Петербурге». 2024, 26 февраля. 19:20
- Город как субъективность художника / Герценовские литературные встречи. Фундаментальная библиотека РГПУ им. А.И. Герцена. 2021, 28 апреля.
- Город как субъективность художника. Вадим Климов, Вячеслав Корнев. #Артликбез № 362. 2021, 26 января.
- "Город как субъективность" в Музее городской скульптуры. Игорь Цыжонов. Первый канал. Санкт-Петербург. «Доброе утро, Петербург!». 2021, 15 января. 10:10
- Выставка «Город как субъективность». YouTube. Teledetki. 2020, 9 декабря.
- 35 стилей, методов и историй взаимоотношений с городом на Неве. Выставка «Город как субъективность» собрала уникальную Книгу художника Телеканал Санкт-Петербург. Утро в Петербурге. 2020, 26 октября.
- «Книга художника». В Петербурге представили уникальный альбом с изображениями 35 городов России Телеканал Санкт-Петербург. 2020, 24 октября.
- Выставка книги художника «Город как субъективность» в Музее городской скульптуры. Вячеслав Резаков. Телеканал Санкт-Петербург. «Культурная эволюция». 2020, 24 октября. 11:15.
- Российские художники рассказали истории о любви и ненависти к городам. Лана Конокотина. НТВ — Санкт-Петербург. «Сегодня в Санкт-Петербурге». 2020, 23 октября. 19:20
- В Музее городской скульптуры готовятся к открытию экспозиции «Город как субъективность Телеканал Санкт-Петербург. «Время суток». 2020, 22 октября.
- Монтаж выставки "Город как субъективность художника". СПб. Новый выставочный зал Музей городской скульптуры. YouTube. 2020, 17 октября.